# Primáti
Primáti nebo také nehetnatci (Primates [resp. Euprimates při vyčlenění Plesiadapiformes]) představují řád placentálních savců, jenž tvoří více než 500 žijících druhů. Zahrnuje infrařády lemurů, outloňů a komb, nártounů a opic včetně člověka. Ksukol ocasatý je někdy považován za zástupce lemurů, jindy je pro něj vytvořen vlastní infrařád. Na základě toho, jestli jsou nártouni řazeni spíše k lemurům, outloňům a ksukolům, anebo k opicím, jsou uznávány dvě nejčastější systematiky dělení primátů. Při prvém případě se primáti dělí na podřády poloopice (Prosimii)/vyšší primáti (Anthropoidea), ve druhém na podřády Strepsirhini/Haplorhini. Nejstarší vědecké texty k primátům pocházejí již z období starověku, nicméně teprve švédský vědec Carl Linné ve svém díle Systema naturae primáty popsal jako samostatný řád. Studiem primátů se zabývá primatologie.
Za nejstarší fosilní primáty byli pokládáni zástupci skupiny Plesiadapiformes, kteří se objevili po vymírání na konci křídy. Jestli se však skutečně jedná o první primáty, je dlouhodobě sporné. Nejstarší špatně známé rody pravých primátů – Altiatlasius a Altanius – pocházejí ze svrchního paleocénu a spodního eocénu. V raném eocénu se objevily úspěšné primátí skupiny adapoidů a omomyoidů, jež se následně široce rozšířily na severní polokouli.
Řád primátů je charakteristický především zdokonalením zraku a rozvojem prostorového vidění, zhoršením čichu a progresivním vývojem mozku; v poměru k tělesné hmotnosti mají primáti největší velikost mozku mezi všemi suchozemskými savci. Očnice jsou u všech druhů uzavřeny alespoň z laterální strany postorbitální záporou. Základní zubní vzorec primátů činí pro každou čelist čtyři řezáky, dva špičáky, šest premolárů a šest stoliček, avšak pro jednotlivé skupiny mohou být typické redukce některých zubů. Končetiny jsou dobře pohyblivé, je vyvinuta klíční kost. Protistojné palce zajišťují dobrý úchop a na prstech se rozvíjejí ploché nehty. Ocas může sloužit jako pátá končetina, anebo naopak zcela chybí, jak je tomu v případě hominoidů. V závislosti na druhu jsou primáti schopni kvadrupední chůze, dlouhých skoků i obratného ručkování ve větvích. Člověk je jako jediný žijící primát plně bipední.
Pokud se nepočítá člověk, primáti žijí na všech kontinentech Starého světa a ve Střední a Jižní Americe. Lemuři a ksukol ocasatý jsou endemity Madagaskaru. Primáti dávají většinou přednost tropickým lesním oblastem, avšak několik druhů přivyklo i oblastem mírného pásu s chladnými zimami, či otevřené krajině. Všechny druhy primátů jsou sociální, typ sociální struktury se však může značně lišit, od rezidentních sociálních struktur, při nichž se teritorium samce překrývá s územími okolních samic, avšak obě pohlaví žijí samostatně, přes monogamní páry až po velké tlupy se složitou hierarchií, na základě níž je určováno i právo se spářit. Rozmnožování primátů je typické relativně nízkým počtem mláďat – samice rodí zpravidla pouze jediné – a dlouhou graviditou a postnatálním vývojem. Primáti vykazují pokročilé kognitivní schopnosti, jsou obdařeni schopností kognitivního mapování, flexibilní pamětí, díky svým citlivým rukám mohou manipulovat s objekty a užívat různé nástroje na úrovni převyšující všechny ostatní živočichy. Pokročilá sociální inteligence umožňuje spolupráci a uzavírání spojenectví mezi jednotlivci, jakož i sociální učení, minimálně u člověka i teorii mysli.
Již od starověku tvoří primáti důležitou součást lidské kultury. Opice vystupují či vystupovaly v mnoha náboženstvích či dobových příbězích, ať už v podobě kladné (hinduistický bůh Hanumán, hrdinný král Sun Wu-kchung) či záporné (evropské příběhy založené na křesťanských tradicích). Samotná rozrůstající se lidská populace má však na ostatní druhy primátů negativní vliv a masivní odlesňování tropických oblastí spolu s lovem zapříčinilo, že bylo k roku 2017 60 % druhů primátů ohroženo vyhynutím.

## Systematika a pojmenování

### Historie
První vědecký text o primátech pochází již od Aristotela, jenž ve svém díle Historia Animalium ze 4. století před naším letopočtem rozdělil opice do tří odlišných forem: pithekoi (s krátkým či rudimentárním ocasem), keboi (s dlouhým ocasem) a kynokephaloi (s psí hlavou, paviáni). Dalším významným antickým autorem, který se zmiňoval o primátech, byl Plinius starší. Ve svém díle Naturalis historia přejal Aristotelovo dělení opic do tří skupin, ale zatímco Aristoteles popisoval především anatomické danosti, Plinius se soustředil také na informace o chování primátů. Zároveň v díle popisoval též satyry a podobné bytosti s antropoidními rysy. Galén poskytl informace o vnitřní anatomii opic a poukázal na jejich podobnost s lidmi. Od období starověku do začátku 17. století se o primátech vědělo obecně pouze málo. Vědecké poznatky lze čerpat pouze z anatomických textů, zprávy o opicích jsou jinak spíše nepřesné, nespolehlivé, smíšené s legendami, žádná z prací se navíc nevěnuje pouze primátům. Poloopice byly pro západní vědu zcela neznámé. V polovině 16. století sepsal švýcarský přírodovědec Konrad Gessner své pětisvazkové dílo Historia animalium, považované za počátek moderní zoologie. Zdůrazňuje v něm mimo jiné rozmanitost opic, popisuje jejich vzhled i biologii, avšak ani on se nevyhýbá fantaskním příběhům. Gessner je také možná prvním autorem, který pro evropský svět vědecky popsal zástupce novosvětských opic, které byly v tu dobu rovněž prakticky neznámé.
V roce 1699 Edward Tyson publikoval pozoruhodně přesnou studii o anatomii „trpaslíka z Angoly“ (šimpanze) nazvanou Orang-Outang, sive Homo Sylvestris. Popisuje v ní 48 znaků, jimiž se šimpanz podobá lidem, a 34 znaků, kterými se šimpanz podobá ostatním opicím. Tyson je považován za zakladatele moderní srovnávací anatomie a jeho práce položila také základní kameny primatologie. V 18. a 19. století bylo následně v Evropě publikováno mnoho popisů primátů, mezi jejichž autory patřili například Johann Friedrich Blumenbach, Georges Louis Leclerc de Buffon, Georges Cuvier, Étienne Geoffroy Saint-Hilaire či Johann Karl Wilhelm Illiger.
Systém primátů jako první představil švédský přírodovědec Carl von Linné roku 1735 ve svém díle Systema naturae. Původní definovaná skupina Anthropomorpha zahrnovala rody Simia, Bradypus a Homo, přičemž rod Simia zahrnoval opice, rod Bradypus lenochody a rod Homo člověka. Společným znakem těchto tří rodů měl být jeden pár mléčných bradavek. Následný koncept Linné přepracoval roku 1758, kdy vytvořil řád Primates pro opice, lidoopy, lidi, lemury a netopýry. Netopýry z tohoto systému později vyčlenil Blumenbach.
Samotné pojmenování primát vychází z latinského označení prīmātus (první místo; přednost). Toto jméno zavedl Linné s odůvodněním, že primáti jsou nejpokročilejšími ze všech živočichů. Raní taxonomové 19. století často od primátů oddělovali lidi do jejich vlastní skupiny, jako byla Bimanes nebo Bimana (dvojrucí), zatímco pro ostatní primáty byla vyčleněna skupina Quadrumanes/Quadrumana (čtyřrucí). Thomas Henry Huxley, zastánce Darwinovy evoluční teorie, roku 1863 představil práci Man’s Place in Nature, v níž rozebírá otázky postavení člověka vzhledem k ostatním primátům. Huxley otevřeně prohlásil, že lidé se vyvinuli z jiných zvířat a mají nejblíže k africkým lidoopům. Samotný koncept vydělení člověka od ostatních primátů se ukázal býti neudržitelným. Roku 1883 anglický anatom William Henry Flower rozdělil primáty do dvou podřádů: Lemuroidea (lemuři, komby, outloňové, nártouni) a Anthropoidea (opice, lidoopi, lidé), podobný koncept veskrze přetrval až do 20. století. Primatologie jako charakteristický obor biologie existuje od 50. let 20. století.

### Moderní systém
V současnosti existují dvě užívané hlavní systematiky primátů. Na základě staršího klasického systému se primáti dělí do dvou podřádů: poloopice (Prosimii) a vyšší primáti (Anthropoidea). Podřád poloopic v tomto případě zahrnoval (z recentních skupin) současné infrařády Lorisiformes (outloňovití a kombovití), Lemuriformes (lemuři), Chiromyiformes (jediný žijící druh ksukol ocasatý [aye-aye]) a Tarsiiformes (nártouni). Podřád vyšších primátů (Anthropoidea) zahrnoval ploskonosé a úzkonosé opice včetně lidí. Poloopice v tomto případě představují parafyletickou skupinu, vyšší primáti pak jsou její vnitřní skupinou.
V 80. letech 20. století bylo představeno druhé, kladistické pojetí systému, následně užité taktéž v rozsáhlé práci Classification of Mammals: Above the Species Level. V rámci této systematiky jsou primáti děleni na dva podřády: Strepsir(r)hini a Haplor(r)hini (české názvy pro tyto skupiny obvykle nejsou uváděny, lze se setkat s termíny strepsirhinní a haplorhinní primáti). V takovém případě podřád Strepsirhini definuje původní skupinu Prosimii, avšak bez nártounů, kteří se řadí do podřádu Haplorhini jakožto infrařád Tarsiiformes. Druhý infrařád podřádu Haplorhini představují opice (Simiiformes), jejichž definice je shodná s definicí původní skupiny Anthropoidea.
Převažující systém je kladistický, ale je možné užívat obě klasifikace a lze se setkat i s klasickým pojetím (např. Grzimek’s Animal Life Encyclopedia, 2. vydání). Třebaže je kladistické pojetí systému používáno teprve od konce 20. století, podřády Strepsirhini a Haplorhini podobně, jak jsou v současnosti známy, navrhl již britský vědec Reginald Innes Pocock roku 1918 – a následně byl tento koncept na desítky let zapomenut.
Nártouni se v některých ohledech podobají poloopicím, ale jiné vlastnosti, jako chybějící rhinarium (neosrstěná kůže pokrývající vnější otvory nosních dírek; „vlhký nos“) nebo vyvinuté uzavřené očnice, sdílejí spíše s vyššími primáty. Mnohé znaky jsou navíc u nártounů zcela jedinečné, jiné se vyvinuly nezávisle na vyšších primátech paralelní evolucí. Vzhledem k tomu, že nártouni v mnohém představují výjimečnou skupinu (extrémní specializace zraku, ekologická hlediska), někteří taxonomové (Vančata 2002) využívají ke dvěma hlavním klasifikacím ještě třetí, alternativní klasifikaci, při které řád primátů dělí na samostatné podřády poloopic (Prosimii), vyšších primátů (Anthropoidea) a nártounů (Tarsiiformes).
V rámci těchto používaných systémů se může různit i postavení jednotlivých infrařádů. U podřádu Strepsirhini některé systémy nerozpoznávají samostatný infrařád Lorisiformes, ale pouze jediný infrařád Lemuriformes dělící se na nadčeledi Lemuroidea a Lorisoidea. Otázku také představuje zařazení ksukola ocasatého (aye-aye). Ten je tradičně zařazen do samostatné čeledi Daubentoniidae v rámci lemurů, jindy je pro něj vytvořen vlastní infrařád Chiromyiformes v rámci strepsirhinních primátů.

#### Postavení mezi savci
V rámci třídy savců tvoří primáti součást linie placentálních savců Euarchontoglires. Kromě primátů skupina zahrnuje řády hlodavci (Rodentia), zajícovci (Lagomorpha), letuchy (Dermoptera) a tany (Scandentia). Podle molekulárních studií tvoří Rodentia+Lagomorpha klad Glires, zatímco Scandentia+Dermoptera+Primates klad Euarchonta sesterský ke kladu Glires. Coby nejbližší příbuzní primátů vycházejí letuchy, dohromady tvořící klad Primatomorpha. Postavení tan na fylogenetickém stromu savců je nicméně nestabilní a nejasné; je možné, že představují sesterskou skupinu vůči Dermoptera, Primates, Glires anebo bazální skupinu kladu Euarchontoglires. Nutno ještě dodat, že během 20. století byly tany hodnoceny jako zástupci primátů, a to až do 60.–70. let, kdy pro ně byl vyčleněn samostatný řád. Níže je zobrazen klad na základě Janečka & kol., 2007.
|  | hlodavci (Rodentia)    |
|  |                        |
|  | zajícovci (Lagomorpha) |
|  |                        |

|  | letuchy (Dermoptera)                 |
|  |                                      |
|  | \| \| primáti (Primates) \| \| \| \| |
|  |                                      |
|  | primáti (Primates)                   |
|  |                                      |

|  | primáti (Primates) |
|  |                    |

|  | letuchy (Dermoptera)                 |
|  |                                      |
|  | \| \| primáti (Primates) \| \| \| \| |
|  |                                      |
|  | primáti (Primates)                   |
|  |                                      |

|  | primáti (Primates) |
|  |                    |

|  | hlodavci (Rodentia)    |
|  |                        |
|  | zajícovci (Lagomorpha) |
|  |                        |

|  | letuchy (Dermoptera)                 |
|  |                                      |
|  | \| \| primáti (Primates) \| \| \| \| |
|  |                                      |
|  | primáti (Primates)                   |
|  |                                      |

|  | primáti (Primates) |
|  |                    |

|  | letuchy (Dermoptera)                 |
|  |                                      |
|  | \| \| primáti (Primates) \| \| \| \| |
|  |                                      |
|  | primáti (Primates)                   |
|  |                                      |

|  | primáti (Primates) |
|  |                    |

#### Přehledná klasifikace
Následující kladogram představuje jednu možnou klasifikaci všech recentních skupin primátů. Samotná obecná pojmenování skupin primátů (zobrazená vpravo od kladogramu), jako jsou poloopice, opice nebo lidoopi, pochází od sira Wilfrida Le Gros Clarka (1895–1971), britského primatologa, který dělil recentní druhy primátů do několika skupin tvořících vzestupnou řadu podle pokročilosti vývoje, která začínala poloopicemi a končila u lidí. Problém je, že podobný systém je podle současného chápání evoluční historie primátů parafyletický, nezahrnuje totiž všechny potomky společného předka. Na rozdíl od Clarkovy metody moderní klasifikace obvykle identifikují (nebo pojmenovávají) pouze ty skupiny, které jsou monofyletické; to znamená, že takto pojmenovaná skupina zahrnuje všechny potomky společného předka skupiny.
|  | člověk (Homo) |
|  |               |
|  | šimpanz (Pan) |
|  |               |

|  | gorila (Gorilla) |
|  |                  |

|  | člověk (Homo) |
|  |               |
|  | šimpanz (Pan) |
|  |               |

|  | gorila (Gorilla) |
|  |                  |

|  | člověk (Homo) |
|  |               |
|  | šimpanz (Pan) |
|  |               |

|  | gorila (Gorilla) |
|  |                  |

|  | člověk (Homo) |
|  |               |
|  | šimpanz (Pan) |
|  |               |

|  | gorila (Gorilla) |
|  |                  |

|  | člověk (Homo) |
|  |               |
|  | šimpanz (Pan) |
|  |               |

|  | gorila (Gorilla) |
|  |                  |

|  | člověk (Homo) |
|  |               |
|  | šimpanz (Pan) |
|  |               |

|  | gorila (Gorilla) |
|  |                  |

|  | člověk (Homo) |
|  |               |
|  | šimpanz (Pan) |
|  |               |

|  | gorila (Gorilla) |
|  |                  |

|  | člověk (Homo) |
|  |               |
|  | šimpanz (Pan) |
|  |               |

|  | gorila (Gorilla) |
|  |                  |

|  | člověk (Homo) |
|  |               |
|  | šimpanz (Pan) |
|  |               |

|  | gorila (Gorilla) |
|  |                  |

|  | člověk (Homo) |
|  |               |
|  | šimpanz (Pan) |
|  |               |

|  | gorila (Gorilla) |
|  |                  |

|  | člověk (Homo) |
|  |               |
|  | šimpanz (Pan) |
|  |               |

|  | gorila (Gorilla) |
|  |                  |

|  | člověk (Homo) |
|  |               |
|  | šimpanz (Pan) |
|  |               |

|  | gorila (Gorilla) |
|  |                  |

|  | člověk (Homo) |
|  |               |
|  | šimpanz (Pan) |
|  |               |

|  | gorila (Gorilla) |
|  |                  |

|  | člověk (Homo) |
|  |               |
|  | šimpanz (Pan) |
|  |               |

|  | gorila (Gorilla) |
|  |                  |

|  | člověk (Homo) |
|  |               |
|  | šimpanz (Pan) |
|  |               |

|  | gorila (Gorilla) |
|  |                  |

|  | člověk (Homo) |
|  |               |
|  | šimpanz (Pan) |
|  |               |

|  | gorila (Gorilla) |
|  |                  |

|  | člověk (Homo) |
|  |               |
|  | šimpanz (Pan) |
|  |               |

|  | gorila (Gorilla) |
|  |                  |

|  | člověk (Homo) |
|  |               |
|  | šimpanz (Pan) |
|  |               |

|  | gorila (Gorilla) |
|  |                  |

|  | člověk (Homo) |
|  |               |
|  | šimpanz (Pan) |
|  |               |

|  | gorila (Gorilla) |
|  |                  |

|  | člověk (Homo) |
|  |               |
|  | šimpanz (Pan) |
|  |               |

|  | gorila (Gorilla) |
|  |                  |

|  | člověk (Homo) |
|  |               |
|  | šimpanz (Pan) |
|  |               |

|  | gorila (Gorilla) |
|  |                  |

|  | člověk (Homo) |
|  |               |
|  | šimpanz (Pan) |
|  |               |

|  | gorila (Gorilla) |
|  |                  |

|  | člověk (Homo) |
|  |               |
|  | šimpanz (Pan) |
|  |               |

|  | gorila (Gorilla) |
|  |                  |

|  | člověk (Homo) |
|  |               |
|  | šimpanz (Pan) |
|  |               |

|  | gorila (Gorilla) |
|  |                  |

|  | člověk (Homo) |
|  |               |
|  | šimpanz (Pan) |
|  |               |

|  | gorila (Gorilla) |
|  |                  |

|  | člověk (Homo) |
|  |               |
|  | šimpanz (Pan) |
|  |               |

|  | gorila (Gorilla) |
|  |                  |

|  | člověk (Homo) |
|  |               |
|  | šimpanz (Pan) |
|  |               |

|  | gorila (Gorilla) |
|  |                  |

|  | člověk (Homo) |
|  |               |
|  | šimpanz (Pan) |
|  |               |

|  | gorila (Gorilla) |
|  |                  |

|  | člověk (Homo) |
|  |               |
|  | šimpanz (Pan) |
|  |               |

|  | gorila (Gorilla) |
|  |                  |

|  | člověk (Homo) |
|  |               |
|  | šimpanz (Pan) |
|  |               |

|  | gorila (Gorilla) |
|  |                  |

|  | člověk (Homo) |
|  |               |
|  | šimpanz (Pan) |
|  |               |

|  | gorila (Gorilla) |
|  |                  |

|  | člověk (Homo) |
|  |               |
|  | šimpanz (Pan) |
|  |               |

|  | gorila (Gorilla) |
|  |                  |

|  | člověk (Homo) |
|  |               |
|  | šimpanz (Pan) |
|  |               |

|  | gorila (Gorilla) |
|  |                  |

|  | člověk (Homo) |
|  |               |
|  | šimpanz (Pan) |
|  |               |

|  | gorila (Gorilla) |
|  |                  |

|  | člověk (Homo) |
|  |               |
|  | šimpanz (Pan) |
|  |               |

|  | gorila (Gorilla) |
|  |                  |

|  | člověk (Homo) |
|  |               |
|  | šimpanz (Pan) |
|  |               |

|  | gorila (Gorilla) |
|  |                  |

|  | člověk (Homo) |
|  |               |
|  | šimpanz (Pan) |
|  |               |

|  | gorila (Gorilla) |
|  |                  |

|  | člověk (Homo) |
|  |               |
|  | šimpanz (Pan) |
|  |               |

|  | gorila (Gorilla) |
|  |                  |

|  | člověk (Homo) |
|  |               |
|  | šimpanz (Pan) |
|  |               |

|  | gorila (Gorilla) |
|  |                  |

|  | člověk (Homo) |
|  |               |
|  | šimpanz (Pan) |
|  |               |

|  | gorila (Gorilla) |
|  |                  |

|  | člověk (Homo) |
|  |               |
|  | šimpanz (Pan) |
|  |               |

|  | gorila (Gorilla) |
|  |                  |

|  | člověk (Homo) |
|  |               |
|  | šimpanz (Pan) |
|  |               |

|  | gorila (Gorilla) |
|  |                  |

|  | člověk (Homo) |
|  |               |
|  | šimpanz (Pan) |
|  |               |

|  | gorila (Gorilla) |
|  |                  |

|  | člověk (Homo) |
|  |               |
|  | šimpanz (Pan) |
|  |               |

|  | gorila (Gorilla) |
|  |                  |

|  | člověk (Homo) |
|  |               |
|  | šimpanz (Pan) |
|  |               |

|  | gorila (Gorilla) |
|  |                  |

|  | člověk (Homo) |
|  |               |
|  | šimpanz (Pan) |
|  |               |

|  | gorila (Gorilla) |
|  |                  |

|  | člověk (Homo) |
|  |               |
|  | šimpanz (Pan) |
|  |               |

|  | gorila (Gorilla) |
|  |                  |

|  | člověk (Homo) |
|  |               |
|  | šimpanz (Pan) |
|  |               |

|  | gorila (Gorilla) |
|  |                  |

|  | člověk (Homo) |
|  |               |
|  | šimpanz (Pan) |
|  |               |

|  | gorila (Gorilla) |
|  |                  |

|  | člověk (Homo) |
|  |               |
|  | šimpanz (Pan) |
|  |               |

|  | gorila (Gorilla) |
|  |                  |

|  | člověk (Homo) |
|  |               |
|  | šimpanz (Pan) |
|  |               |

|  | gorila (Gorilla) |
|  |                  |

|  | člověk (Homo) |
|  |               |
|  | šimpanz (Pan) |
|  |               |

|  | gorila (Gorilla) |
|  |                  |

|  | člověk (Homo) |
|  |               |
|  | šimpanz (Pan) |
|  |               |

|  | gorila (Gorilla) |
|  |                  |

|  | člověk (Homo) |
|  |               |
|  | šimpanz (Pan) |
|  |               |

|  | gorila (Gorilla) |
|  |                  |

|  | člověk (Homo) |
|  |               |
|  | šimpanz (Pan) |
|  |               |

|  | gorila (Gorilla) |
|  |                  |

|  | člověk (Homo) |
|  |               |
|  | šimpanz (Pan) |
|  |               |

|  | gorila (Gorilla) |
|  |                  |

|  | člověk (Homo) |
|  |               |
|  | šimpanz (Pan) |
|  |               |

|  | gorila (Gorilla) |
|  |                  |

|  | člověk (Homo) |
|  |               |
|  | šimpanz (Pan) |
|  |               |

|  | gorila (Gorilla) |
|  |                  |

|  | člověk (Homo) |
|  |               |
|  | šimpanz (Pan) |
|  |               |

|  | gorila (Gorilla) |
|  |                  |

|  | člověk (Homo) |
|  |               |
|  | šimpanz (Pan) |
|  |               |

|  | gorila (Gorilla) |
|  |                  |

|  | člověk (Homo) |
|  |               |
|  | šimpanz (Pan) |
|  |               |

|  | gorila (Gorilla) |
|  |                  |

|  | člověk (Homo) |
|  |               |
|  | šimpanz (Pan) |
|  |               |

|  | gorila (Gorilla) |
|  |                  |

|  | člověk (Homo) |
|  |               |
|  | šimpanz (Pan) |
|  |               |

|  | gorila (Gorilla) |
|  |                  |

|  | člověk (Homo) |
|  |               |
|  | šimpanz (Pan) |
|  |               |

|  | gorila (Gorilla) |
|  |                  |

|  | Lorisiformes (kombovití a outloňovití) |
|  | |
|  | \| \| Lemuriformes (lemurovití denní, lemurovití noční, indriovití a makiovití) \| \| \| \| \| \| Chiromyiformes (ksukol ocasatý) \| \| \| \| |
|  | |
|  | Lemuriformes (lemurovití denní, lemurovití noční, indriovití a makiovití)                                                                     |
|  | |
|  | Chiromyiformes (ksukol ocasatý) |
|  | |

|  | Lemuriformes (lemurovití denní, lemurovití noční, indriovití a makiovití) |
|  |                                                                           |
|  | Chiromyiformes (ksukol ocasatý)                                           |
|  |                                                                           |

|  | člověk (Homo) |
|  |               |
|  | šimpanz (Pan) |
|  |               |

|  | gorila (Gorilla) |
|  |                  |

|  | člověk (Homo) |
|  |               |
|  | šimpanz (Pan) |
|  |               |

|  | gorila (Gorilla) |
|  |                  |

|  | člověk (Homo) |
|  |               |
|  | šimpanz (Pan) |
|  |               |

|  | gorila (Gorilla) |
|  |                  |

|  | člověk (Homo) |
|  |               |
|  | šimpanz (Pan) |
|  |               |

|  | gorila (Gorilla) |
|  |                  |

|  | člověk (Homo) |
|  |               |
|  | šimpanz (Pan) |
|  |               |

|  | gorila (Gorilla) |
|  |                  |

|  | člověk (Homo) |
|  |               |
|  | šimpanz (Pan) |
|  |               |

|  | gorila (Gorilla) |
|  |                  |

|  | člověk (Homo) |
|  |               |
|  | šimpanz (Pan) |
|  |               |

|  | gorila (Gorilla) |
|  |                  |

|  | člověk (Homo) |
|  |               |
|  | šimpanz (Pan) |
|  |               |

|  | gorila (Gorilla) |
|  |                  |

|  | člověk (Homo) |
|  |               |
|  | šimpanz (Pan) |
|  |               |

|  | gorila (Gorilla) |
|  |                  |

|  | člověk (Homo) |
|  |               |
|  | šimpanz (Pan) |
|  |               |

|  | gorila (Gorilla) |
|  |                  |

|  | člověk (Homo) |
|  |               |
|  | šimpanz (Pan) |
|  |               |

|  | gorila (Gorilla) |
|  |                  |

|  | člověk (Homo) |
|  |               |
|  | šimpanz (Pan) |
|  |               |

|  | gorila (Gorilla) |
|  |                  |

|  | člověk (Homo) |
|  |               |
|  | šimpanz (Pan) |
|  |               |

|  | gorila (Gorilla) |
|  |                  |

|  | člověk (Homo) |
|  |               |
|  | šimpanz (Pan) |
|  |               |

|  | gorila (Gorilla) |
|  |                  |

|  | člověk (Homo) |
|  |               |
|  | šimpanz (Pan) |
|  |               |

|  | gorila (Gorilla) |
|  |                  |

|  | člověk (Homo) |
|  |               |
|  | šimpanz (Pan) |
|  |               |

|  | gorila (Gorilla) |
|  |                  |

|  | člověk (Homo) |
|  |               |
|  | šimpanz (Pan) |
|  |               |

|  | gorila (Gorilla) |
|  |                  |

|  | člověk (Homo) |
|  |               |
|  | šimpanz (Pan) |
|  |               |

|  | gorila (Gorilla) |
|  |                  |

|  | člověk (Homo) |
|  |               |
|  | šimpanz (Pan) |
|  |               |

|  | gorila (Gorilla) |
|  |                  |

|  | člověk (Homo) |
|  |               |
|  | šimpanz (Pan) |
|  |               |

|  | gorila (Gorilla) |
|  |                  |

|  | člověk (Homo) |
|  |               |
|  | šimpanz (Pan) |
|  |               |

|  | gorila (Gorilla) |
|  |                  |

|  | člověk (Homo) |
|  |               |
|  | šimpanz (Pan) |
|  |               |

|  | gorila (Gorilla) |
|  |                  |

|  | člověk (Homo) |
|  |               |
|  | šimpanz (Pan) |
|  |               |

|  | gorila (Gorilla) |
|  |                  |

|  | člověk (Homo) |
|  |               |
|  | šimpanz (Pan) |
|  |               |

|  | gorila (Gorilla) |
|  |                  |

|  | člověk (Homo) |
|  |               |
|  | šimpanz (Pan) |
|  |               |

|  | gorila (Gorilla) |
|  |                  |

|  | člověk (Homo) |
|  |               |
|  | šimpanz (Pan) |
|  |               |

|  | gorila (Gorilla) |
|  |                  |

|  | člověk (Homo) |
|  |               |
|  | šimpanz (Pan) |
|  |               |

|  | gorila (Gorilla) |
|  |                  |

|  | člověk (Homo) |
|  |               |
|  | šimpanz (Pan) |
|  |               |

|  | gorila (Gorilla) |
|  |                  |

|  | člověk (Homo) |
|  |               |
|  | šimpanz (Pan) |
|  |               |

|  | gorila (Gorilla) |
|  |                  |

|  | člověk (Homo) |
|  |               |
|  | šimpanz (Pan) |
|  |               |

|  | gorila (Gorilla) |
|  |                  |

|  | člověk (Homo) |
|  |               |
|  | šimpanz (Pan) |
|  |               |

|  | gorila (Gorilla) |
|  |                  |

|  | člověk (Homo) |
|  |               |
|  | šimpanz (Pan) |
|  |               |

|  | gorila (Gorilla) |
|  |                  |

|  | člověk (Homo) |
|  |               |
|  | šimpanz (Pan) |
|  |               |

|  | gorila (Gorilla) |
|  |                  |

|  | člověk (Homo) |
|  |               |
|  | šimpanz (Pan) |
|  |               |

|  | gorila (Gorilla) |
|  |                  |

|  | člověk (Homo) |
|  |               |
|  | šimpanz (Pan) |
|  |               |

|  | gorila (Gorilla) |
|  |                  |

|  | člověk (Homo) |
|  |               |
|  | šimpanz (Pan) |
|  |               |

|  | gorila (Gorilla) |
|  |                  |

|  | člověk (Homo) |
|  |               |
|  | šimpanz (Pan) |
|  |               |

|  | gorila (Gorilla) |
|  |                  |

|  | člověk (Homo) |
|  |               |
|  | šimpanz (Pan) |
|  |               |

|  | gorila (Gorilla) |
|  |                  |

|  | člověk (Homo) |
|  |               |
|  | šimpanz (Pan) |
|  |               |

|  | gorila (Gorilla) |
|  |                  |

|  | člověk (Homo) |
|  |               |
|  | šimpanz (Pan) |
|  |               |

|  | gorila (Gorilla) |
|  |                  |

|  | člověk (Homo) |
|  |               |
|  | šimpanz (Pan) |
|  |               |

|  | gorila (Gorilla) |
|  |                  |

|  | člověk (Homo) |
|  |               |
|  | šimpanz (Pan) |
|  |               |

|  | gorila (Gorilla) |
|  |                  |

|  | člověk (Homo) |
|  |               |
|  | šimpanz (Pan) |
|  |               |

|  | gorila (Gorilla) |
|  |                  |

|  | člověk (Homo) |
|  |               |
|  | šimpanz (Pan) |
|  |               |

|  | gorila (Gorilla) |
|  |                  |

|  | člověk (Homo) |
|  |               |
|  | šimpanz (Pan) |
|  |               |

|  | gorila (Gorilla) |
|  |                  |

|  | člověk (Homo) |
|  |               |
|  | šimpanz (Pan) |
|  |               |

|  | gorila (Gorilla) |
|  |                  |

|  | člověk (Homo) |
|  |               |
|  | šimpanz (Pan) |
|  |               |

|  | gorila (Gorilla) |
|  |                  |

|  | člověk (Homo) |
|  |               |
|  | šimpanz (Pan) |
|  |               |

|  | gorila (Gorilla) |
|  |                  |

|  | člověk (Homo) |
|  |               |
|  | šimpanz (Pan) |
|  |               |

|  | gorila (Gorilla) |
|  |                  |

|  | člověk (Homo) |
|  |               |
|  | šimpanz (Pan) |
|  |               |

|  | gorila (Gorilla) |
|  |                  |

|  | člověk (Homo) |
|  |               |
|  | šimpanz (Pan) |
|  |               |

|  | gorila (Gorilla) |
|  |                  |

|  | člověk (Homo) |
|  |               |
|  | šimpanz (Pan) |
|  |               |

|  | gorila (Gorilla) |
|  |                  |

|  | člověk (Homo) |
|  |               |
|  | šimpanz (Pan) |
|  |               |

|  | gorila (Gorilla) |
|  |                  |

|  | člověk (Homo) |
|  |               |
|  | šimpanz (Pan) |
|  |               |

|  | gorila (Gorilla) |
|  |                  |

|  | člověk (Homo) |
|  |               |
|  | šimpanz (Pan) |
|  |               |

|  | gorila (Gorilla) |
|  |                  |

|  | člověk (Homo) |
|  |               |
|  | šimpanz (Pan) |
|  |               |

|  | gorila (Gorilla) |
|  |                  |

|  | člověk (Homo) |
|  |               |
|  | šimpanz (Pan) |
|  |               |

|  | gorila (Gorilla) |
|  |                  |

|  | člověk (Homo) |
|  |               |
|  | šimpanz (Pan) |
|  |               |

|  | gorila (Gorilla) |
|  |                  |

|  | člověk (Homo) |
|  |               |
|  | šimpanz (Pan) |
|  |               |

|  | gorila (Gorilla) |
|  |                  |

|  | člověk (Homo) |
|  |               |
|  | šimpanz (Pan) |
|  |               |

|  | gorila (Gorilla) |
|  |                  |

|  | člověk (Homo) |
|  |               |
|  | šimpanz (Pan) |
|  |               |

|  | gorila (Gorilla) |
|  |                  |

|  | člověk (Homo) |
|  |               |
|  | šimpanz (Pan) |
|  |               |

|  | gorila (Gorilla) |
|  |                  |

|  | člověk (Homo) |
|  |               |
|  | šimpanz (Pan) |
|  |               |

|  | gorila (Gorilla) |
|  |                  |

|  | člověk (Homo) |
|  |               |
|  | šimpanz (Pan) |
|  |               |

|  | gorila (Gorilla) |
|  |                  |

|  | Lorisiformes (kombovití a outloňovití) |
|  | |
|  | \| \| Lemuriformes (lemurovití denní, lemurovití noční, indriovití a makiovití) \| \| \| \| \| \| Chiromyiformes (ksukol ocasatý) \| \| \| \| |
|  | |
|  | Lemuriformes (lemurovití denní, lemurovití noční, indriovití a makiovití)                                                                     |
|  | |
|  | Chiromyiformes (ksukol ocasatý) |
|  | |

|  | Lemuriformes (lemurovití denní, lemurovití noční, indriovití a makiovití) |
|  |                                                                           |
|  | Chiromyiformes (ksukol ocasatý)                                           |
|  |                                                                           |

|  | člověk (Homo) |
|  |               |
|  | šimpanz (Pan) |
|  |               |

|  | gorila (Gorilla) |
|  |                  |

|  | člověk (Homo) |
|  |               |
|  | šimpanz (Pan) |
|  |               |

|  | gorila (Gorilla) |
|  |                  |

|  | člověk (Homo) |
|  |               |
|  | šimpanz (Pan) |
|  |               |

|  | gorila (Gorilla) |
|  |                  |

|  | člověk (Homo) |
|  |               |
|  | šimpanz (Pan) |
|  |               |

|  | gorila (Gorilla) |
|  |                  |

|  | člověk (Homo) |
|  |               |
|  | šimpanz (Pan) |
|  |               |

|  | gorila (Gorilla) |
|  |                  |

|  | člověk (Homo) |
|  |               |
|  | šimpanz (Pan) |
|  |               |

|  | gorila (Gorilla) |
|  |                  |

|  | člověk (Homo) |
|  |               |
|  | šimpanz (Pan) |
|  |               |

|  | gorila (Gorilla) |
|  |                  |

|  | člověk (Homo) |
|  |               |
|  | šimpanz (Pan) |
|  |               |

|  | gorila (Gorilla) |
|  |                  |

|  | člověk (Homo) |
|  |               |
|  | šimpanz (Pan) |
|  |               |

|  | gorila (Gorilla) |
|  |                  |

|  | člověk (Homo) |
|  |               |
|  | šimpanz (Pan) |
|  |               |

|  | gorila (Gorilla) |
|  |                  |

|  | člověk (Homo) |
|  |               |
|  | šimpanz (Pan) |
|  |               |

|  | gorila (Gorilla) |
|  |                  |

|  | člověk (Homo) |
|  |               |
|  | šimpanz (Pan) |
|  |               |

|  | gorila (Gorilla) |
|  |                  |

|  | člověk (Homo) |
|  |               |
|  | šimpanz (Pan) |
|  |               |

|  | gorila (Gorilla) |
|  |                  |

|  | člověk (Homo) |
|  |               |
|  | šimpanz (Pan) |
|  |               |

|  | gorila (Gorilla) |
|  |                  |

|  | člověk (Homo) |
|  |               |
|  | šimpanz (Pan) |
|  |               |

|  | gorila (Gorilla) |
|  |                  |

|  | člověk (Homo) |
|  |               |
|  | šimpanz (Pan) |
|  |               |

|  | gorila (Gorilla) |
|  |                  |

|  | člověk (Homo) |
|  |               |
|  | šimpanz (Pan) |
|  |               |

|  | gorila (Gorilla) |
|  |                  |

|  | člověk (Homo) |
|  |               |
|  | šimpanz (Pan) |
|  |               |

|  | gorila (Gorilla) |
|  |                  |

|  | člověk (Homo) |
|  |               |
|  | šimpanz (Pan) |
|  |               |

|  | gorila (Gorilla) |
|  |                  |

|  | člověk (Homo) |
|  |               |
|  | šimpanz (Pan) |
|  |               |

|  | gorila (Gorilla) |
|  |                  |

|  | člověk (Homo) |
|  |               |
|  | šimpanz (Pan) |
|  |               |

|  | gorila (Gorilla) |
|  |                  |

|  | člověk (Homo) |
|  |               |
|  | šimpanz (Pan) |
|  |               |

|  | gorila (Gorilla) |
|  |                  |

|  | člověk (Homo) |
|  |               |
|  | šimpanz (Pan) |
|  |               |

|  | gorila (Gorilla) |
|  |                  |

|  | člověk (Homo) |
|  |               |
|  | šimpanz (Pan) |
|  |               |

|  | gorila (Gorilla) |
|  |                  |

|  | člověk (Homo) |
|  |               |
|  | šimpanz (Pan) |
|  |               |

|  | gorila (Gorilla) |
|  |                  |

|  | člověk (Homo) |
|  |               |
|  | šimpanz (Pan) |
|  |               |

|  | gorila (Gorilla) |
|  |                  |

|  | člověk (Homo) |
|  |               |
|  | šimpanz (Pan) |
|  |               |

|  | gorila (Gorilla) |
|  |                  |

|  | člověk (Homo) |
|  |               |
|  | šimpanz (Pan) |
|  |               |

|  | gorila (Gorilla) |
|  |                  |

|  | člověk (Homo) |
|  |               |
|  | šimpanz (Pan) |
|  |               |

|  | gorila (Gorilla) |
|  |                  |

|  | člověk (Homo) |
|  |               |
|  | šimpanz (Pan) |
|  |               |

|  | gorila (Gorilla) |
|  |                  |

|  | člověk (Homo) |
|  |               |
|  | šimpanz (Pan) |
|  |               |

|  | gorila (Gorilla) |
|  |                  |

|  | člověk (Homo) |
|  |               |
|  | šimpanz (Pan) |
|  |               |

|  | gorila (Gorilla) |
|  |                  |

|  | člověk (Homo) |
|  |               |
|  | šimpanz (Pan) |
|  |               |

|  | gorila (Gorilla) |
|  |                  |

|  | člověk (Homo) |
|  |               |
|  | šimpanz (Pan) |
|  |               |

|  | gorila (Gorilla) |
|  |                  |

|  | člověk (Homo) |
|  |               |
|  | šimpanz (Pan) |
|  |               |

|  | gorila (Gorilla) |
|  |                  |

|  | člověk (Homo) |
|  |               |
|  | šimpanz (Pan) |
|  |               |

|  | gorila (Gorilla) |
|  |                  |

|  | člověk (Homo) |
|  |               |
|  | šimpanz (Pan) |
|  |               |

|  | gorila (Gorilla) |
|  |                  |

|  | člověk (Homo) |
|  |               |
|  | šimpanz (Pan) |
|  |               |

|  | gorila (Gorilla) |
|  |                  |

|  | člověk (Homo) |
|  |               |
|  | šimpanz (Pan) |
|  |               |

|  | gorila (Gorilla) |
|  |                  |

|  | člověk (Homo) |
|  |               |
|  | šimpanz (Pan) |
|  |               |

|  | gorila (Gorilla) |
|  |                  |

|  | člověk (Homo) |
|  |               |
|  | šimpanz (Pan) |
|  |               |

|  | gorila (Gorilla) |
|  |                  |

|  | člověk (Homo) |
|  |               |
|  | šimpanz (Pan) |
|  |               |

|  | gorila (Gorilla) |
|  |                  |

|  | člověk (Homo) |
|  |               |
|  | šimpanz (Pan) |
|  |               |

|  | gorila (Gorilla) |
|  |                  |

|  | člověk (Homo) |
|  |               |
|  | šimpanz (Pan) |
|  |               |

|  | gorila (Gorilla) |
|  |                  |

|  | člověk (Homo) |
|  |               |
|  | šimpanz (Pan) |
|  |               |

|  | gorila (Gorilla) |
|  |                  |

|  | člověk (Homo) |
|  |               |
|  | šimpanz (Pan) |
|  |               |

|  | gorila (Gorilla) |
|  |                  |

|  | člověk (Homo) |
|  |               |
|  | šimpanz (Pan) |
|  |               |

|  | gorila (Gorilla) |
|  |                  |

|  | člověk (Homo) |
|  |               |
|  | šimpanz (Pan) |
|  |               |

|  | gorila (Gorilla) |
|  |                  |

|  | člověk (Homo) |
|  |               |
|  | šimpanz (Pan) |
|  |               |

|  | gorila (Gorilla) |
|  |                  |

|  | člověk (Homo) |
|  |               |
|  | šimpanz (Pan) |
|  |               |

|  | gorila (Gorilla) |
|  |                  |

|  | člověk (Homo) |
|  |               |
|  | šimpanz (Pan) |
|  |               |

|  | gorila (Gorilla) |
|  |                  |

|  | člověk (Homo) |
|  |               |
|  | šimpanz (Pan) |
|  |               |

|  | gorila (Gorilla) |
|  |                  |

|  | člověk (Homo) |
|  |               |
|  | šimpanz (Pan) |
|  |               |

|  | gorila (Gorilla) |
|  |                  |

|  | člověk (Homo) |
|  |               |
|  | šimpanz (Pan) |
|  |               |

|  | gorila (Gorilla) |
|  |                  |

|  | člověk (Homo) |
|  |               |
|  | šimpanz (Pan) |
|  |               |

|  | gorila (Gorilla) |
|  |                  |

|  | člověk (Homo) |
|  |               |
|  | šimpanz (Pan) |
|  |               |

|  | gorila (Gorilla) |
|  |                  |

|  | člověk (Homo) |
|  |               |
|  | šimpanz (Pan) |
|  |               |

|  | gorila (Gorilla) |
|  |                  |

|  | člověk (Homo) |
|  |               |
|  | šimpanz (Pan) |
|  |               |

|  | gorila (Gorilla) |
|  |                  |

|  | člověk (Homo) |
|  |               |
|  | šimpanz (Pan) |
|  |               |

|  | gorila (Gorilla) |
|  |                  |

|  | člověk (Homo) |
|  |               |
|  | šimpanz (Pan) |
|  |               |

|  | gorila (Gorilla) |
|  |                  |

|  | člověk (Homo) |
|  |               |
|  | šimpanz (Pan) |
|  |               |

|  | gorila (Gorilla) |
|  |                  |

|  | člověk (Homo) |
|  |               |
|  | šimpanz (Pan) |
|  |               |

|  | gorila (Gorilla) |
|  |                  |

|  | člověk (Homo) |
|  |               |
|  | šimpanz (Pan) |
|  |               |

|  | gorila (Gorilla) |
|  |                  |

|  | člověk (Homo) |
|  |               |
|  | šimpanz (Pan) |
|  |               |

|  | gorila (Gorilla) |
|  |                  |

|  | Lorisiformes (kombovití a outloňovití) |
|  | |
|  | \| \| Lemuriformes (lemurovití denní, lemurovití noční, indriovití a makiovití) \| \| \| \| \| \| Chiromyiformes (ksukol ocasatý) \| \| \| \| |
|  | |
|  | Lemuriformes (lemurovití denní, lemurovití noční, indriovití a makiovití)                                                                     |
|  | |
|  | Chiromyiformes (ksukol ocasatý) |
|  | |

|  | Lemuriformes (lemurovití denní, lemurovití noční, indriovití a makiovití) |
|  |                                                                           |
|  | Chiromyiformes (ksukol ocasatý)                                           |
|  |                                                                           |

|  | člověk (Homo) |
|  |               |
|  | šimpanz (Pan) |
|  |               |

|  | gorila (Gorilla) |
|  |                  |

|  | člověk (Homo) |
|  |               |
|  | šimpanz (Pan) |
|  |               |

|  | gorila (Gorilla) |
|  |                  |

|  | člověk (Homo) |
|  |               |
|  | šimpanz (Pan) |
|  |               |

|  | gorila (Gorilla) |
|  |                  |

|  | člověk (Homo) |
|  |               |
|  | šimpanz (Pan) |
|  |               |

|  | gorila (Gorilla) |
|  |                  |

|  | člověk (Homo) |
|  |               |
|  | šimpanz (Pan) |
|  |               |

|  | gorila (Gorilla) |
|  |                  |

|  | člověk (Homo) |
|  |               |
|  | šimpanz (Pan) |
|  |               |

|  | gorila (Gorilla) |
|  |                  |

|  | člověk (Homo) |
|  |               |
|  | šimpanz (Pan) |
|  |               |

|  | gorila (Gorilla) |
|  |                  |

|  | člověk (Homo) |
|  |               |
|  | šimpanz (Pan) |
|  |               |

|  | gorila (Gorilla) |
|  |                  |

|  | člověk (Homo) |
|  |               |
|  | šimpanz (Pan) |
|  |               |

|  | gorila (Gorilla) |
|  |                  |

|  | člověk (Homo) |
|  |               |
|  | šimpanz (Pan) |
|  |               |

|  | gorila (Gorilla) |
|  |                  |

|  | člověk (Homo) |
|  |               |
|  | šimpanz (Pan) |
|  |               |

|  | gorila (Gorilla) |
|  |                  |

|  | člověk (Homo) |
|  |               |
|  | šimpanz (Pan) |
|  |               |

|  | gorila (Gorilla) |
|  |                  |

|  | člověk (Homo) |
|  |               |
|  | šimpanz (Pan) |
|  |               |

|  | gorila (Gorilla) |
|  |                  |

|  | člověk (Homo) |
|  |               |
|  | šimpanz (Pan) |
|  |               |

|  | gorila (Gorilla) |
|  |                  |

|  | člověk (Homo) |
|  |               |
|  | šimpanz (Pan) |
|  |               |

|  | gorila (Gorilla) |
|  |                  |

|  | člověk (Homo) |
|  |               |
|  | šimpanz (Pan) |
|  |               |

|  | gorila (Gorilla) |
|  |                  |

|  | člověk (Homo) |
|  |               |
|  | šimpanz (Pan) |
|  |               |

|  | gorila (Gorilla) |
|  |                  |

|  | člověk (Homo) |
|  |               |
|  | šimpanz (Pan) |
|  |               |

|  | gorila (Gorilla) |
|  |                  |

|  | člověk (Homo) |
|  |               |
|  | šimpanz (Pan) |
|  |               |

|  | gorila (Gorilla) |
|  |                  |

|  | člověk (Homo) |
|  |               |
|  | šimpanz (Pan) |
|  |               |

|  | gorila (Gorilla) |
|  |                  |

|  | člověk (Homo) |
|  |               |
|  | šimpanz (Pan) |
|  |               |

|  | gorila (Gorilla) |
|  |                  |

|  | člověk (Homo) |
|  |               |
|  | šimpanz (Pan) |
|  |               |

|  | gorila (Gorilla) |
|  |                  |

|  | člověk (Homo) |
|  |               |
|  | šimpanz (Pan) |
|  |               |

|  | gorila (Gorilla) |
|  |                  |

|  | člověk (Homo) |
|  |               |
|  | šimpanz (Pan) |
|  |               |

|  | gorila (Gorilla) |
|  |                  |

|  | člověk (Homo) |
|  |               |
|  | šimpanz (Pan) |
|  |               |

|  | gorila (Gorilla) |
|  |                  |

|  | člověk (Homo) |
|  |               |
|  | šimpanz (Pan) |
|  |               |

|  | gorila (Gorilla) |
|  |                  |

|  | člověk (Homo) |
|  |               |
|  | šimpanz (Pan) |
|  |               |

|  | gorila (Gorilla) |
|  |                  |

|  | člověk (Homo) |
|  |               |
|  | šimpanz (Pan) |
|  |               |

|  | gorila (Gorilla) |
|  |                  |

|  | člověk (Homo) |
|  |               |
|  | šimpanz (Pan) |
|  |               |

|  | gorila (Gorilla) |
|  |                  |

|  | člověk (Homo) |
|  |               |
|  | šimpanz (Pan) |
|  |               |

|  | gorila (Gorilla) |
|  |                  |

|  | člověk (Homo) |
|  |               |
|  | šimpanz (Pan) |
|  |               |

|  | gorila (Gorilla) |
|  |                  |

|  | člověk (Homo) |
|  |               |
|  | šimpanz (Pan) |
|  |               |

|  | gorila (Gorilla) |
|  |                  |

|  | člověk (Homo) |
|  |               |
|  | šimpanz (Pan) |
|  |               |

|  | gorila (Gorilla) |
|  |                  |

|  | člověk (Homo) |
|  |               |
|  | šimpanz (Pan) |
|  |               |

|  | gorila (Gorilla) |
|  |                  |

|  | člověk (Homo) |
|  |               |
|  | šimpanz (Pan) |
|  |               |

|  | gorila (Gorilla) |
|  |                  |

|  | člověk (Homo) |
|  |               |
|  | šimpanz (Pan) |
|  |               |

|  | gorila (Gorilla) |
|  |                  |

|  | člověk (Homo) |
|  |               |
|  | šimpanz (Pan) |
|  |               |

|  | gorila (Gorilla) |
|  |                  |

|  | člověk (Homo) |
|  |               |
|  | šimpanz (Pan) |
|  |               |

|  | gorila (Gorilla) |
|  |                  |

|  | člověk (Homo) |
|  |               |
|  | šimpanz (Pan) |
|  |               |

|  | gorila (Gorilla) |
|  |                  |

|  | člověk (Homo) |
|  |               |
|  | šimpanz (Pan) |
|  |               |

|  | gorila (Gorilla) |
|  |                  |

|  | člověk (Homo) |
|  |               |
|  | šimpanz (Pan) |
|  |               |

|  | gorila (Gorilla) |
|  |                  |

|  | člověk (Homo) |
|  |               |
|  | šimpanz (Pan) |
|  |               |

|  | gorila (Gorilla) |
|  |                  |

|  | člověk (Homo) |
|  |               |
|  | šimpanz (Pan) |
|  |               |

|  | gorila (Gorilla) |
|  |                  |

|  | člověk (Homo) |
|  |               |
|  | šimpanz (Pan) |
|  |               |

|  | gorila (Gorilla) |
|  |                  |

|  | člověk (Homo) |
|  |               |
|  | šimpanz (Pan) |
|  |               |

|  | gorila (Gorilla) |
|  |                  |

|  | člověk (Homo) |
|  |               |
|  | šimpanz (Pan) |
|  |               |

|  | gorila (Gorilla) |
|  |                  |

|  | člověk (Homo) |
|  |               |
|  | šimpanz (Pan) |
|  |               |

|  | gorila (Gorilla) |
|  |                  |

|  | člověk (Homo) |
|  |               |
|  | šimpanz (Pan) |
|  |               |

|  | gorila (Gorilla) |
|  |                  |

|  | člověk (Homo) |
|  |               |
|  | šimpanz (Pan) |
|  |               |

|  | gorila (Gorilla) |
|  |                  |

|  | člověk (Homo) |
|  |               |
|  | šimpanz (Pan) |
|  |               |

|  | gorila (Gorilla) |
|  |                  |

|  | člověk (Homo) |
|  |               |
|  | šimpanz (Pan) |
|  |               |

|  | gorila (Gorilla) |
|  |                  |

|  | člověk (Homo) |
|  |               |
|  | šimpanz (Pan) |
|  |               |

|  | gorila (Gorilla) |
|  |                  |

|  | člověk (Homo) |
|  |               |
|  | šimpanz (Pan) |
|  |               |

|  | gorila (Gorilla) |
|  |                  |

|  | člověk (Homo) |
|  |               |
|  | šimpanz (Pan) |
|  |               |

|  | gorila (Gorilla) |
|  |                  |

|  | člověk (Homo) |
|  |               |
|  | šimpanz (Pan) |
|  |               |

|  | gorila (Gorilla) |
|  |                  |

|  | člověk (Homo) |
|  |               |
|  | šimpanz (Pan) |
|  |               |

|  | gorila (Gorilla) |
|  |                  |

|  | člověk (Homo) |
|  |               |
|  | šimpanz (Pan) |
|  |               |

|  | gorila (Gorilla) |
|  |                  |

|  | člověk (Homo) |
|  |               |
|  | šimpanz (Pan) |
|  |               |

|  | gorila (Gorilla) |
|  |                  |

|  | člověk (Homo) |
|  |               |
|  | šimpanz (Pan) |
|  |               |

|  | gorila (Gorilla) |
|  |                  |

|  | člověk (Homo) |
|  |               |
|  | šimpanz (Pan) |
|  |               |

|  | gorila (Gorilla) |
|  |                  |

|  | člověk (Homo) |
|  |               |
|  | šimpanz (Pan) |
|  |               |

|  | gorila (Gorilla) |
|  |                  |

|  | člověk (Homo) |
|  |               |
|  | šimpanz (Pan) |
|  |               |

|  | gorila (Gorilla) |
|  |                  |

|  | člověk (Homo) |
|  |               |
|  | šimpanz (Pan) |
|  |               |

|  | gorila (Gorilla) |
|  |                  |

|  | člověk (Homo) |
|  |               |
|  | šimpanz (Pan) |
|  |               |

|  | gorila (Gorilla) |
|  |                  |

|  | Lorisiformes (kombovití a outloňovití) |
|  | |
|  | \| \| Lemuriformes (lemurovití denní, lemurovití noční, indriovití a makiovití) \| \| \| \| \| \| Chiromyiformes (ksukol ocasatý) \| \| \| \| |
|  | |
|  | Lemuriformes (lemurovití denní, lemurovití noční, indriovití a makiovití)                                                                     |
|  | |
|  | Chiromyiformes (ksukol ocasatý) |
|  | |

|  | Lemuriformes (lemurovití denní, lemurovití noční, indriovití a makiovití) |
|  |                                                                           |
|  | Chiromyiformes (ksukol ocasatý)                                           |
|  |                                                                           |

Níže je uvedena jedna z možných klasifikací primátů včetně vyhynulých skupin (označeno †) podle Fleagle, 2013:
řád primáti (Primates)
- incertae sedis † Altiatlasius, † Altanius, † Phileosimias, † Nosmips
- polořád Strepsirhini
  - podřád Strepsirhini
    - infrařád lemuři (Lemuriformes)
      - nadčeleď Lemuroidea
        - čeleď † Megaladapidae
        - čeleď indriovití (Indridae)
          - podčeleď Indriinae
          - podčeleď † Archaeolemurinae
          - podčeleď † Paleopropithecinae

        - čeleď lemurovití noční (Lepilemuridae)
        - čeleď lemurovití denní (Lemuridae)
        - čeleď makiovití (Cheirogaleidae)

      - nadčeleď Daubentonioidea[pozn. 1]
        - čeleď ksukolovití (Daubentoniidae)

    - infrařád Lorisiformes
      - incertae sedis † Azibiidae, † Djebelemuridae, † Plesiopithecidae
      - nadčeleď Lorisoidea
        - incertae sedis † Karanisia
        - čeleď outloňovití (Lorisidae)
        - čeleď kombovití (Galagidae)

  - podřád † Adapiformes
    - nadčeleď † Adapoidea
      - incertae sedis † Bugtilemur, † Muangthanhinius, † Sulaimanius
      - čeleď † Notharctidae
      - čeleď † Cercamoniidae
      - čeleď † Adapidae
      - čeleď † Caenopithecidae
      - čeleď † Asiadapidae
      - čeleď † Sivaladapidae
        - incertae sedis † Paukkaungia, † Kyitchaungia, † Guangxilemur
        - podčeleď † Sivaladapinae
        - podčeleď † Hoanghoniinae
- polořád Haplorhini
  - podřád vyšší primáti (Anthropoidea)
    - incertae sedis † Eosimiidae, † Amphipithecidae
    - infrařád ploskonosí (Platyrrhini)
      - incertae sedis
        - čeleď † Homunculidae
        - incertae sedis † Branisella, † Szalatavus, † Mohanimico

      - nadčeleď Pithecioidea
        - čeleď chvostanovití (Pitheciidae)
          - podčeleď chvostani (Pitheciinae)
          - podčeleď titiové (Callicebinae)
          - podčeleď † Xenotrichinae

      - nadčeleď Ceboidea
        - čeleď malpovití (Cebidae)[pozn. 2]
          - podčeleď malpy (Cebinae)
          - podčeleď mirikiny (Aotinae)
          - podčeleď kosmani (Callitrichinae)

        - čeleď chápanovití (Atelidae)
          - podčeleď chápani (Atelinae)
          - podčeleď vřešťani (Alouattinae)

    - infrařád úzkonosí (Catarrhini)
      - incertae sedis † Saadanius, † Kamoyapithecus
      - nadčeleď Cercopithecoidea
        - incertae sedis † Nsungwepithecus
        - čeleď kočkodanovití (Cercopithecidae)
          - podčeleď kočkodani (Cercopithecinae)
          - podčeleď hulmani (Colobinae)

        - čeleď † Victoriapithecidae

      - nadčeleď hominoidi (Hominoidea)
        - čeleď gibonovití (Hylobatidae)
        - čeleď hominidé (Hominidae)
          - incertae sedis † Kenyapithecus, † Griphopithecus, † Nakalipithecus, † Samburupithecus, † Chororapithecus
          - podčeleď orangutani (Ponginae)
          - podčeleď Homininae
          - podčeleď † Dryopithecinae

      - nadčeleď † Proconsuloidea
        - incertae sedis † Limnopithecus, † Kalepithecus, † Kogolepithecus, † Lomorupithecus, † Iriripithecus, † Karamojapithecus
        - čeleď † Proconsulidae
          - podčeleď † Proconsulinae
          - podčeleď † Afropithecinae
          - podčeleď † Nyanzapithecinae

        - čeleď † Dendropithecidae

      - nadčeleď † Propliopithecoidea
        - čeleď † Propliopithecidae
        - čeleď † Oligopithecidae

      - nadčeleď † Pliopithecoidea
        - čeleď † Pliopithecidae
          - podčeleď † Dionysopithecinae
          - podčeleď † Pliopithecinae
          - podčeleď † Crouzeliinae

      - nadčeleď † Parapithecoidea
        - incertae sedis † Biretia, † Arsinoea
        - čeleď † Parapithecidae

      - nadčeleď † Proteopithecoidea
        - čeleď † Proteopithecidae

  - podřád nártouni (Tarsiiformes)
    - infrařád nártouni (Tarsiiformes)
      - nadčeleď Tarsioidea
        - čeleď nártounovití (Tarsiidae)

  - podřád † Omomyiformes
    - nadčeleď † Omomyoidea
      - incertae sedis † Rooneyia, † Kohatius, † Vastanomys
      - čeleď † Omomyidae
        - podčeleď † Anaptomorphinae
        - podčeleď † Omomyinae

      - čeleď † Microchoeridae
      - čeleď † Archicebidae

Klasifikace vyhynulých fosilních skupin je nicméně nestabilní a nejistá. Vzhledem k tomu, že je řada druhů známá výhradně z omezeného kosterního materiálu, mnoho fosilních primátů není spolehlivě zařazeno a jejich taxonomie bude podléhat budoucím revizím. V případě fosilních primátů představuje také problém identifikace jejich nejprimitivnějších zástupců, u kterých se nemusí objevovat všechny rysy přítomné u moderních primátů. Jednou z těchto skupin je časně třetihorní skupina Plesiadapiformes. Je dlouhodobě sporné, jestli Plesiadapiformes patří mezi primáty nebo tvoří samostatnou skupinu. V případě, že jsou Plesiadapiformes hodnoceni jako součást řádu Primates, pro ostatní druhy primátů je vytyčena vlastní taxonomická skupina pravých primátů Euprimates. Benton odkazuje na několik kladistických analýz z 21. století, které obecně potvrzují, že Plesiadapiformes představují sesterskou skupinu vůči euprimátům, zároveň ale uvádí také rozsáhlou fylogenetickou studii z roku 2013 (Ni et al.), jež Plesiadapiformes umístila někde mezi tany a letuchy. Výše uvedená klasifikace plesiadapiformní primáty vylučuje.

## Evoluce

### Nejstarší zástupci

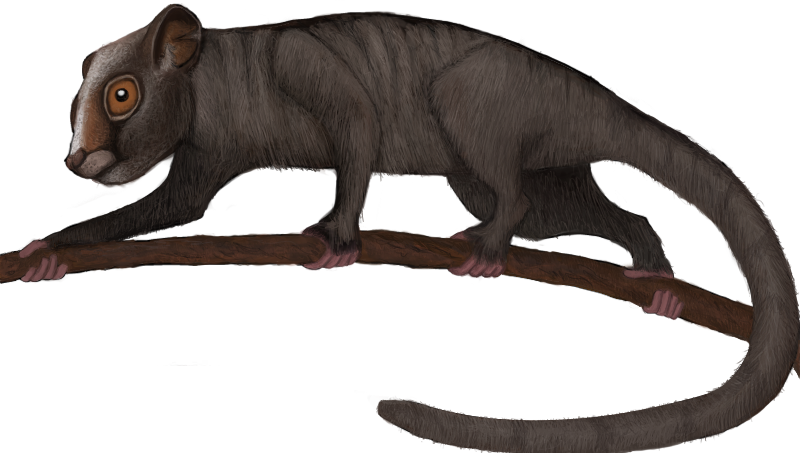
Plesiadapiformní druh Carpolestes simpsoni

Primáti patří mezi nejstarší známé linie placentálních savců. Na základě studií molekulárních hodin se řád primátů objevil a linie strepsirhinních a haplorhinních primátů rozdělily již před 80 až 90 miliony lety. První (praví) primáti se ve fosilních záznamech nicméně objevují až od počátku eocénu před asi 55 miliony lety, a sice bez předešlých přechodných forem, které by představovaly jejich přímé předky. Jedním z vysvětlení této mezery měla být absence fosilií z křídového období. Kombinované analýzy založené na výzkumu molekulárních i fosilních záznamů nicméně posouvají původ korunové skupiny primátů ke K-T rozhraní až do paleocénu, a tedy mnohem blíže prvním nálezům.
Původ prvních stromových primátů a jejich znaků, které je odlišují od ostatních savců, se snaží vysvětlit několik teorií. Primátům se zhoršily čichové schopnosti typické pro řadu jiných druhů savců, a naopak došlo ke zdokonalení mozku a zrakových schopností a objevila se schopnost úchopu potřebná pro pohyb ve větvích. Tuto část arboreální teorie vzniku primátů doplňuje teorie koevoluce primátů a krytosemenných rostlin; předkové primátů podle ní osídlili stromové patro s rozvojem krytosemenných rostlin (možná již během pozdní křídy), a tak mohli využívat nové zdroje potravy (květy, ovoce), jež jsou pro ostatní savce nedostupné. Teorie vizuální predace naopak považuje předky primátů za dravé predátory. Jejich binokulární stereoskopické vidění, které se jinak objevuje především u predátorů, jako jsou kočkovité šelmy, mělo pomáhat zaměřit pohybující se kořist, zatímco možnost úchopu pomáhala spíše k chycení kořisti, nikoli k pohybu ve větvích. Otázku také představuje, jestli byl první předek primátů denní nebo noční; druhá možnost se zdá být pravděpodobnější.
Mezi první primáty byla často řazena zmiňovaná paleocenní skupina Plesiadapiformes. Zástupci plesiadapidů se poprvé ve fosilních záznamech objevili po vymírání na konci křídy a v průběhu paleocénu a eocénu se široce rozšířili v Severní Americe, západní Evropě a v Asii. Obsadili ekologickou niku podobnou jako pozdější hlodavci a praví primáti. Jednalo se o malá až středně velká zvířata, objevovaly se výrazné rozdíly ve velikosti, hmotnost sahala od 10 g do 3–5 kg. Třebaže někteří zástupci sdílejí odvozené rysy zubů a kostry s pravými primáty, téměř u všech se objevují rozmanité morfologické specializace, které by je zřejmě vylučovaly jako předky prvních poloopic. Obecně měli menší mozek, protáhlejší čenich a postrádali postorbitální záporu. Chybí také nehty, typické pro většinu současných druhů primátů, nicméně u druhu Carpolestes simpsoni se objevovala zploštělá nehtovitá struktura na palci. Pokročilejší plesiadapidi redukovali ve srovnání s prvními poloopicemi počet premolárů. Objevuje se taktéž obrovská rozmanitost v zubní morfologii mezi jednotlivými skupinami, která naznačuje konzumaci rozličných druhů potravy. U některých druhů se vyvíjely řezáky podobné řezákům hlodavců. Úspěšná skupina plesiadapidů mizí z fosilních záznamů v průběhu eocénu, pravděpodobně následkem konkurence s jinými skupinami savců (hlodavci, netopýři, poloopice), snad i následkem změn globálního klimatu.

### Praví primáti
Fosilní nálezy prvních pravých primátů pocházejí z Eurasie a Severní Ameriky z raného eocénu. Na začátku období eocénu byla ve vyšších zeměpisných šířkách Severní Amerika částečně spojena s dnešní Evropou, přítomnost podobné fauny naznačuje také přerušovaná spojení Severní Ameriky s Asií. Afrika byla od Eurasie oddělena břehy moře Tethys. První primáti se objevili za odlišných klimatických podmínek, než panovaly za paleocénu, a sice během teplotního maxima mezi paleocénem a eocénem s globálním nárůstem teploty o 5 až 8 °C. Tito raní primáti tvořili především dvě úspěšné skupiny: adapoidy (Adapoidea) a omomyoidy (Omomyoidea). Třebaže adapoidní a omomyoidní primáti byli tradičně chápáni jako eocenní zástupci lemurů a nártounů, jedná se v mnoha ohledech o mnohem primitivnější formy primátů, a je lépe je tedy klasifikovat coby primitivní kmenové strepsirhinní a haplorhinní primáty.
Existují fosilie ještě starších primátů, ale ty jsou dochovány pouze fragmentárně (obvykle existuje pouze zubní materiál), a jejich systematické zařazení je tedy nejasné. Jedním z těchto rodů je časně eocenní rod Altanius, jehož pozůstatky byly objeveny v Mongolsku, a také rod Altiatlasius, který pochází z pozdně paleocenního Maroka.

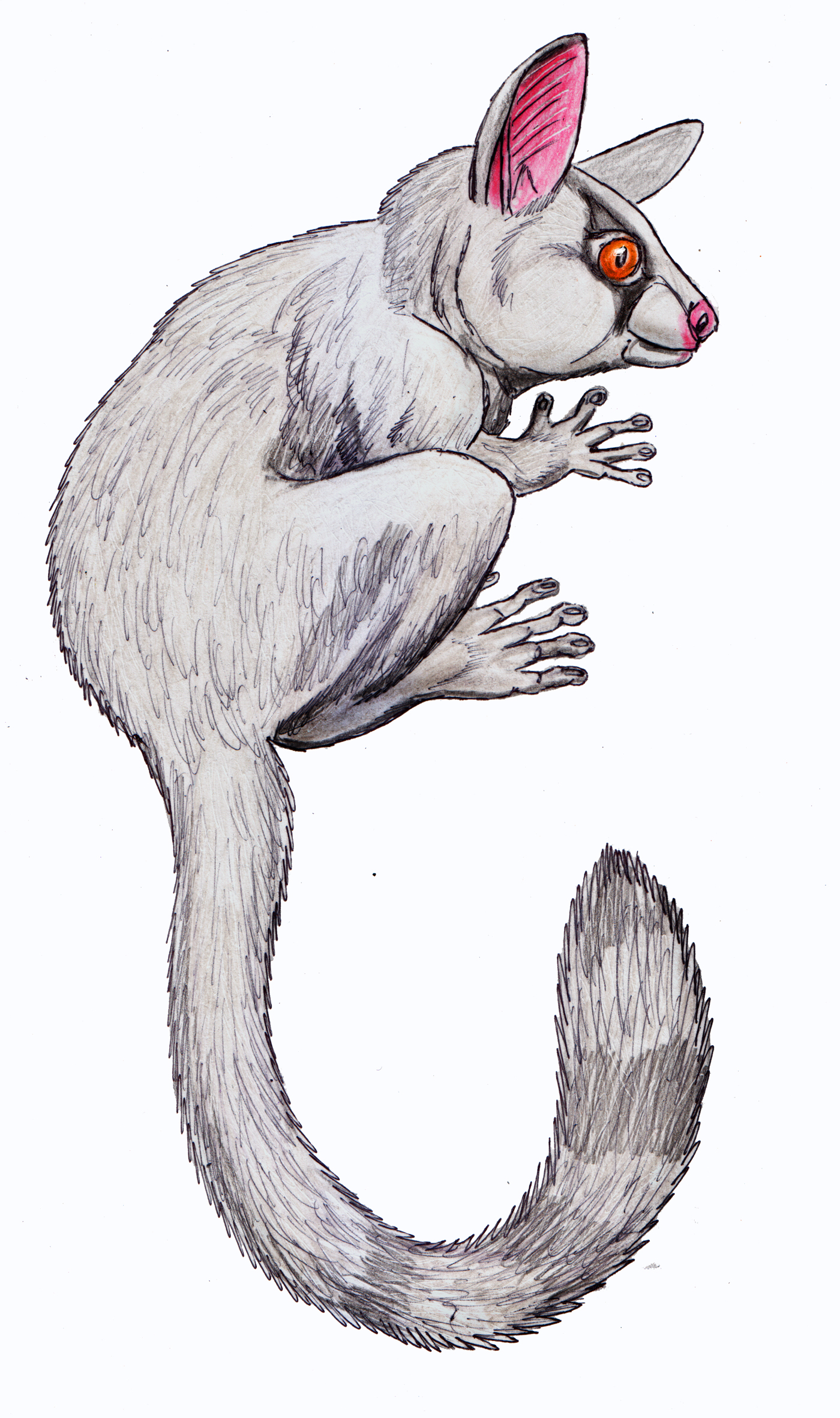
Rekonstrukce raně omomyoidního rodu Teilhardina.

Adapoidní primáti se objevili na počátku eocénu a přežívali až do pozdního miocénu. Vyskytovali se v Evropě a Severní Americe a postupně expandovali i do Afriky a Asie. Adapoidní primáti se stavbou těla podobali dnešním lemurům. Palce byly schopné opozice i dobrého úchopu, na prstech přední i zadní končetiny se objevovaly nehty. Menší očnice svědčí o denním způsobu života. Omomyoidní primáti se objevili během eocénu postupně v Asii, Evropě a Severní Americe. Naopak chybí nálezy z Afriky. Byli podobní dnešním nártounům nebo kombám, vyznačovali se krátkým „čumákem“, velkými očnicemi a kostěným zvukovodem.
Není zcela jasné, na jakém kontinentu se primáti poprvé objevili a jak se rozšířili. Na základě výskytu tan a letuch (sesterských skupin primátů) v Asii je možný asijský původ, ale vyloučeny nejsou ani ostatní kontinenty. Zajímavou – ale důkazy nedostatečně podpořenou – teorií je, že se primáti objevili a vyvíjeli v oblasti dnešní Indie. Rozšíření primátů během eocénu odpovídá době kolize Indického subkontinentu s asijskou pevninou. Studie z roku 2025 podpořila evoluci v netropických oblastech Severní Ameriky. Obecně se předpokládá, že původ korunové skupiny strepsirhinních primátů je africký a původ korunové skupiny haplorhinních primátů je asijský, ale původ a vzhled společného předka těchto dvou linií je stále nejasný.
Lorisiformní primáti se vyvinuli na konci středního eocénu v oblasti dnešní Afro-Arábie, z toho bazálním lorisiformním primátem může být rod Karanisia z fajjúmských nalezišť. Nejstarší zástupci moderních nártounů pocházejí z čínských nalezišť ze středního eocénu. Fosilní nálezy naznačují přítomnost nártounů v Asii po dobu nejméně 50 milionů let.

### Vyšší primáti, kolonizace Jižní Ameriky a Madagaskaru

Místa nálezů raných vyšších primátů: 1. Glib Zegdou, Alžírsko 2. Bír el-Ater, Alžírsko 3. Chambi, Tunisko 4. Dúr at-Talah, Libye 5. Fajjúm, Egypt 6. Malembe, Angola 7. Rukwa, Tanzanie 8. Lokone, Keňa 9. Harrat al-Udžajfa, Saúdská Arábie 10. Taqah, Omán 11. Pondaung, Myanmar 12. Wai Lek, Thajsko 13. Jüan-čchu, Čína 14. Šang-chuang, Čína

Za nejstarší nálezy vyšších primátů byly dlouhodobě považovány fosilie z egyptské oblasti Fajjúm. Nálezy jsou datovány do období pozdního eocénu až časného oligocénu z období před asi 35 miliony lety. Bohatá naleziště poskytla množství fosilních nálezů tehdejší fauny a proslula svými nálezy primátů. Z Fajjúmu pochází mimo jiných nálezů několik skupin vyšších primátů, včetně čeledí Parapithecidae (řadí se sem hojný rod Apidium), Proteopithecidae, Propliopithecidae (včetně slavného rodu Aegyptopithecus) a Oligopithecidae. Další africká naleziště raných vyšších primátů představují alžírský Glib Zegdou nebo Dúr At-Talah z centrální Libye.

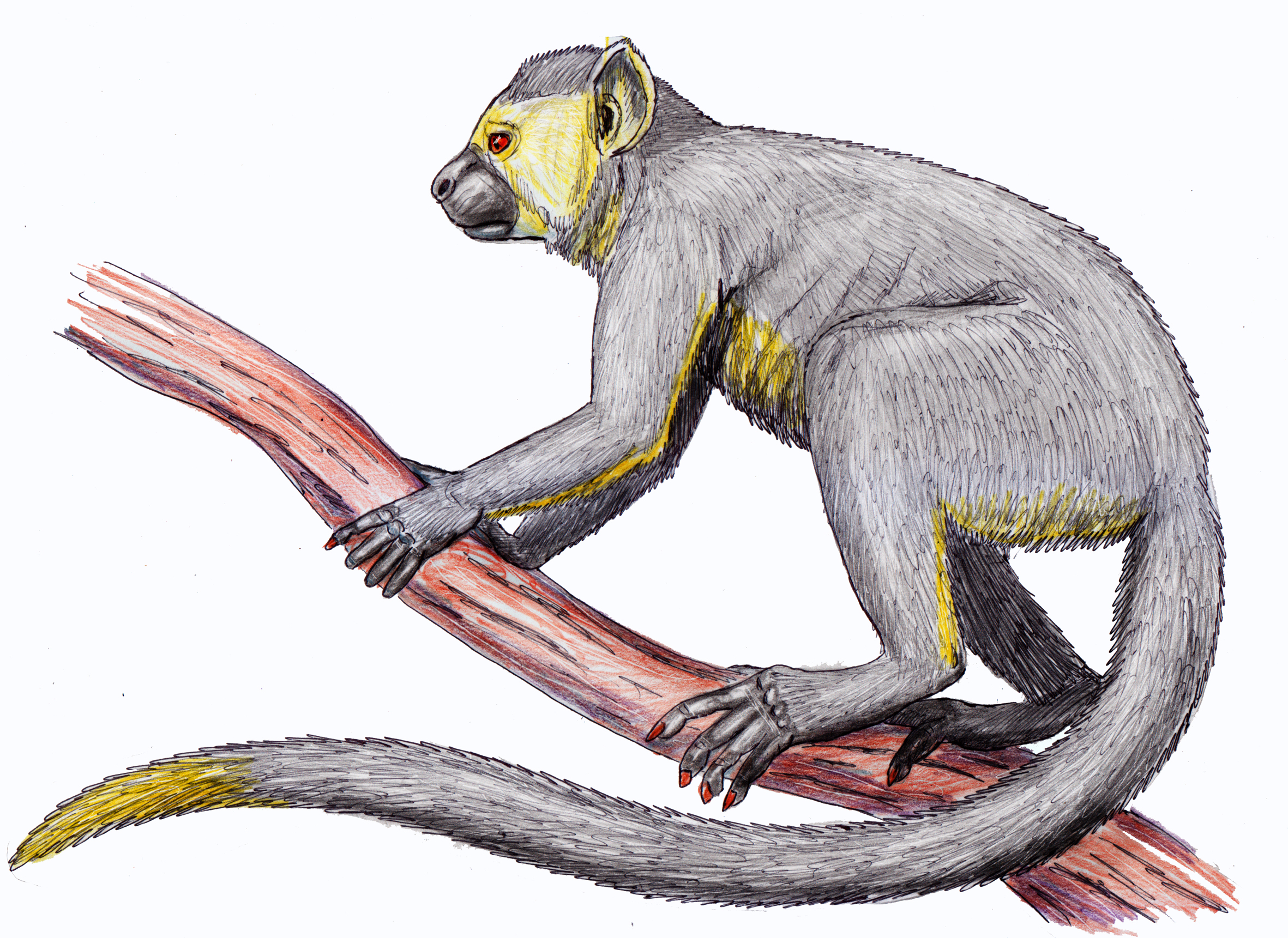
Rekonstrukce rodu Eosimias.

Ještě starší nálezy z východní a jihovýchodní Asie nicméně dokazují, že vyšší primáti vznikli mnohem dříve než v oligocénu. Fosilie z východní a jihovýchodní Asie, jako je čínské naleziště Šang-chuang v okresu Li-jang, svědčí o tom, že vyšší primáti žili již během eocénu. Tito nejstarší asijští vyšší primáti jsou obvykle řazeni do dvou čeledí Eosimiidae a Amphipithecidae. Eosimiidé představují menší primáty a převládají u nich některé kraniální znaky moderních vyšších primátů, jiné znaky jsou podobné primitivnějším skupinám, jako byli adapoidi. Zástupci eosimiidů pravděpodobně představují nejstarší známé vyšší primáty, což zároveň svědčí pro asijský původ anthropoidů, třebaže na začátku oligocénu se stala hlavním centrem diverzity vyšších primátů Afrika. Za sesterský taxon vyšších primátů jsou považováni nártouni, podle jiných pohledů však mohou sesterský taxon představovat i omomyoidi či adapoidi.
Opice ploskonosé (Platyrrhini, opice Nového světa) a úzkonosé (Catarrhini, opice Starého světa) se od sebe oddělily během eocénu a oligocénu, možná před 35 miliony lety. Není zcela jasné, jak se primáti dostali do Jižní Ameriky, která byla po většinu třetihor od ostatních kontinentů kromě Antarktidy izolována oceánem. Nejpravděpodobnější přijatelnou možností je kolonizace z Afriky přes otevřený oceán, např. na plovoucí vegetaci. Během starších třetihor existovala v jižním Atlantiku vlivem vzestupu ledovců relativně mělká moře, a možná i některé skupiny ostrovů, např. v oblasti Velrybího hřbetu. Snížená hladina moří mohla značně zkrátit vzdálenost mezi kontinenty. Fosilní nálezy ploskonosých jsou vzácné. Nejstarším rodem ploskonosých primátů je pozdně oligocenní Branisella, z raného miocénu pocházejí nálezy rodů jako Dolichocebus, Tremacebus a Chilecebus. Je sporné, jestli jsou tyto oligocenní a miocenni fosilie již součástí radiace moderních ploskonosých, anebo jde o zástupce jejich kmenové linie (v tomto případě by se korunová skupina ploskonosých zahrnující všechny recentní druhy rozrůznila jen před asi 20 miliony lety). Vyjma ploskonosých do Jižní Ameriky pronikly i jiné skupiny primátů (parapithecid Ucayalipithecus), které ploskonosým zřejmě konkurovaly.
Otázkou zůstává původ poloopic v oblasti dnešního Madagaskaru. Madagaskar se spolu s indickou pevninou oddělil od Afriky již před 160 miliony lety, tj. kolonizace proběhla přes otevřený oceán, možná na plovoucích kusech vegetace. Předkové madagaskarských poloopic se mohli dostat na ostrov před 50–80 miliony lety, kde se z nich nejdříve odštěpili ksukolové a v období mezi 23,8–40 miliony lety i současné čtyři čeledi lemurů. Keňský rod Propotto, identifikovaný jako jeden z kmenových chiromyiformních primátů, nicméně naznačuje, že poslední společný předek lemurů a ksukolů žil v Africe a kolonizace Madagaskaru strepsirhinními primáty proběhla ve dvou odlišných vlnách z Afriky v průběhu kenozoika. Chiromyiformní primáti podle této teorie osídlili Madagaskar nejdříve v oligocénu, lemuriformní primáti nejpozději na začátku miocénu. Fosilní nálezy jsou nicméně mimořádně chudé, nejstarší lemuři známí z fosilních záznamů se objevují až v pleistocénu.

### Hominoidi a kočkodani

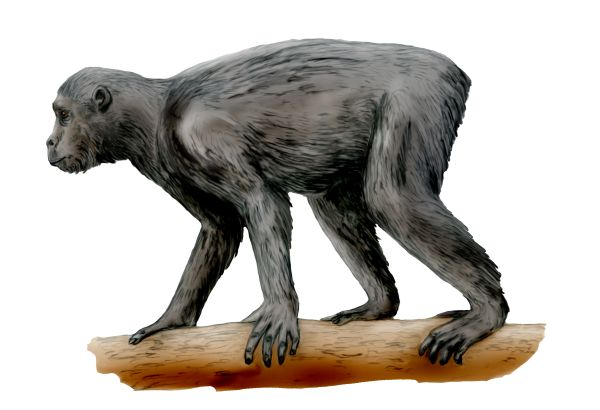
Rekonstrukce prokonzula

Na základě molekulárních analýz došlo k rozdělení úzkonosých opic na linie Cercopithecoidea (starosvětské opice) a Hominoidea (hominoidi) na přelomu oligocénu a miocénu před asi 25 až 30 miliony lety. Miocén se vyznačuje bouřlivou geologickou a klimatickou minulostí. Globální ochlazení ve svrchním oligocénu, spojené s předchozím vytvořením antarktického ledovce, vedlo k výraznému ústupu afrických tropických lesů. Spodní miocén přinesl znatelné oteplení světového klimatu a postupné rozšiřování afrických aridních oblastí (saharská poušť ještě neexistovala). V průběhu miocénu se objevovaly menší střídavé výkyvy oteplování a ochlazování. Došlo k vytvoření Arabského poloostrova, čímž se uzavřela Tethyda mezi Atlantikem a Indickým oceánem. Otevření východoafrického riftu vedlo k mohutné sopečné činnosti ve východní Africe. Předkové starosvětských opic se nejspíš přizpůsobili tomuto novému klimatu a životu v jihovýchodních otevřených stanovištích, zatímco hominoidi zůstali v lesních stanovištích severní a rovníkové Afriky.
Z tohoto kritického období vydělení hominoidů existuje jen málo fosilních záznamů. Významnou fosilií je Saadanius, který žil před 28 až 29 miliony lety v oblasti dnešní západní Saúdské Arábie. U saadania se již objevují kompletní kostěné struktury středního ucha, které u předchozích skupin nebyly plně vyvinuty, a představuje rod ležící blízko rozdělení linií Cercopithecoidea a Hominoidea. Dalším špatně známým rodem je keňský Kamoyapithecus z období před 24,2–27,5 miliony lety, který může představovat jednoho z prvních hominoidů. V období před asi 25 až 15 miliony lety proběhla v oblasti dnešní východní Afriky rozsáhlá radiace lidoopům podobných bezocasých úzkonosých primátů – tito primáti jsou obvykle řazeni do nadčeledi Proconsuloidea (či čeledi Proconsulidae). Dosahovali rozmanitých velikostí, od menších zástupců až po 50kg druh Proconsul major. Afinity s jinými skupinami nejsou zcela jasné, většinou jsou proconsuloidi hodnoceni jako bazální hominoidi, anebo sesterská skupina ke kladu Cercopithecoidea+Hominoidea. Na přelomu středního a svrchního miocénu se hominoidi skrze pevninské spojení s Afrikou široce rozšířili do Eurasie. K úspěšné kolonizaci vedlo teplejší klima středního miocénu spolu se souvislými porosty lesů na území Evropy.
Též starosvětské opice se úspěšně šířily. Jejich nejstarší fosilie jsou datovány do pozdního oligocénu. Z raného a středního miocénu pocházejí z Afriky nálezy primitivních starosvětských opic řazených do čeledi Victoriapithecidae. Ta zřejmě předcházela vzniku dnešních podčeledí kočkodanů (Cercopithecinae) a hulmanů (Colobinae), jejichž zástupce lze ve fosilním záznamu jasně identifikovat do svrchního miocénu. V průběhu svrchního miocénu se kočkodanovití rozšířili až do jihovýchodní Asie a Evropy. V pleistocénu již žili i daleko na severu Evropy (Anglie). Fosilní rody kočkodanů se vesměs podobají rodům dnešním, ovšem vyhynulí zástupci hulmanů ukazují na větší rozmanitost oproti jejich současníkům. Obývali i otevřenější biotopy, živili se rozmanitější stravou a některé druhy byly též mnohem větší, s údajnou hmotností přes 40 kg. Ačkoli dnes převládají zejména v Asii, fosilní záznam asijských hulmanů zůstává relativně chudý.

### Vznik moderních skupin hominoidů a tribu Hominini

Evoluce podčeledi Homininae

V období miocénu se začínají objevovat moderní skupiny hominoidů. Vlastní původ hominidů a jednotlivých moderních skupin hominoidů není zcela jasný. Podle nejjednoduššího scénáře se předkové všech současných lidoopů objevili v Africe, přičemž giboni a orangutani následně migrovali do Asie. Pravděpodobněji se však na základě fosilních nálezů zdá, že se evoluce žijících hominoidů odehrála v Eurasii, přičemž předkové afrických lidoopů a lidské linie migrovali zpět do Afriky. Gibonovití (Hylobatidae) se oddělují pravděpodobně již před asi 19 miliony lety, avšak fosilní nálezy zhruba dalších 10 milionů let vývoje scházejí („neviditelné linie“ – „ghost lineages“), původ a vývoj nejranějších gibonů je tedy velmi špatně znám. Podčeleď orangutanů (Ponginae) se odděluje před 13 až 16 miliony lety, přičemž za bazální orangutany jsou pokládáni zástupci skupiny Sivapithecini, jako je rod Sivapithecus. V době, kdy se v jižní Asii vyvíjeli orangutani, se v Evropě a Africe začala vyvíjet podčeleď Homininae. Za bazální větev této skupiny jsou považováni pravděpodobně zástupci skupiny Dryopithecini (kam se řadí rod Dryopithecus a příbuzné rody), kteří se v Evropě rozšířili v průběhu středního miocénu. Podčeleď Homininae se následně v průběhu svrchního miocénu možná vrátila zpět do Afriky, jak již bylo výše řečeno.

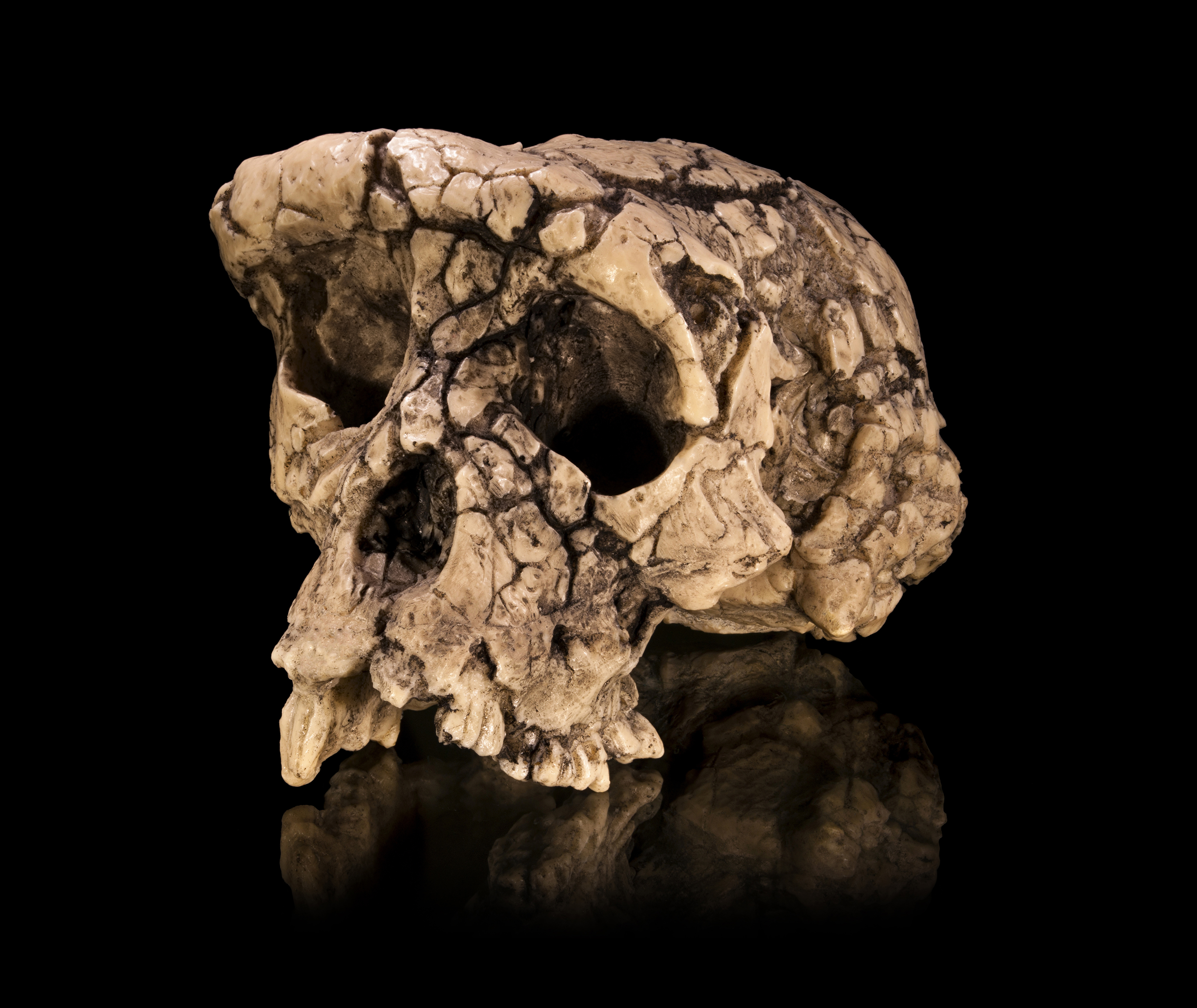
Lebka sahelanthropa

Oddělení linií vedoucím k současným africkým lidoopům na straně jedné a modernímu člověku na straně druhé nastalo před asi 10 až 5 miliony let. Podle molekulárních dat se Hominini a Gorillini rozdělili před asi 7,1 až 12 miliony lety, šimpanzi se od lidské linie (resp. subtribus Panina od subtribu Hominina [=Australopithecina]) odštěpili před asi 5,5 až 7 miliony lety. V případě velkých afrických lidoopů jsou však fosilní nálezy jejich předků mimořádně chudé.

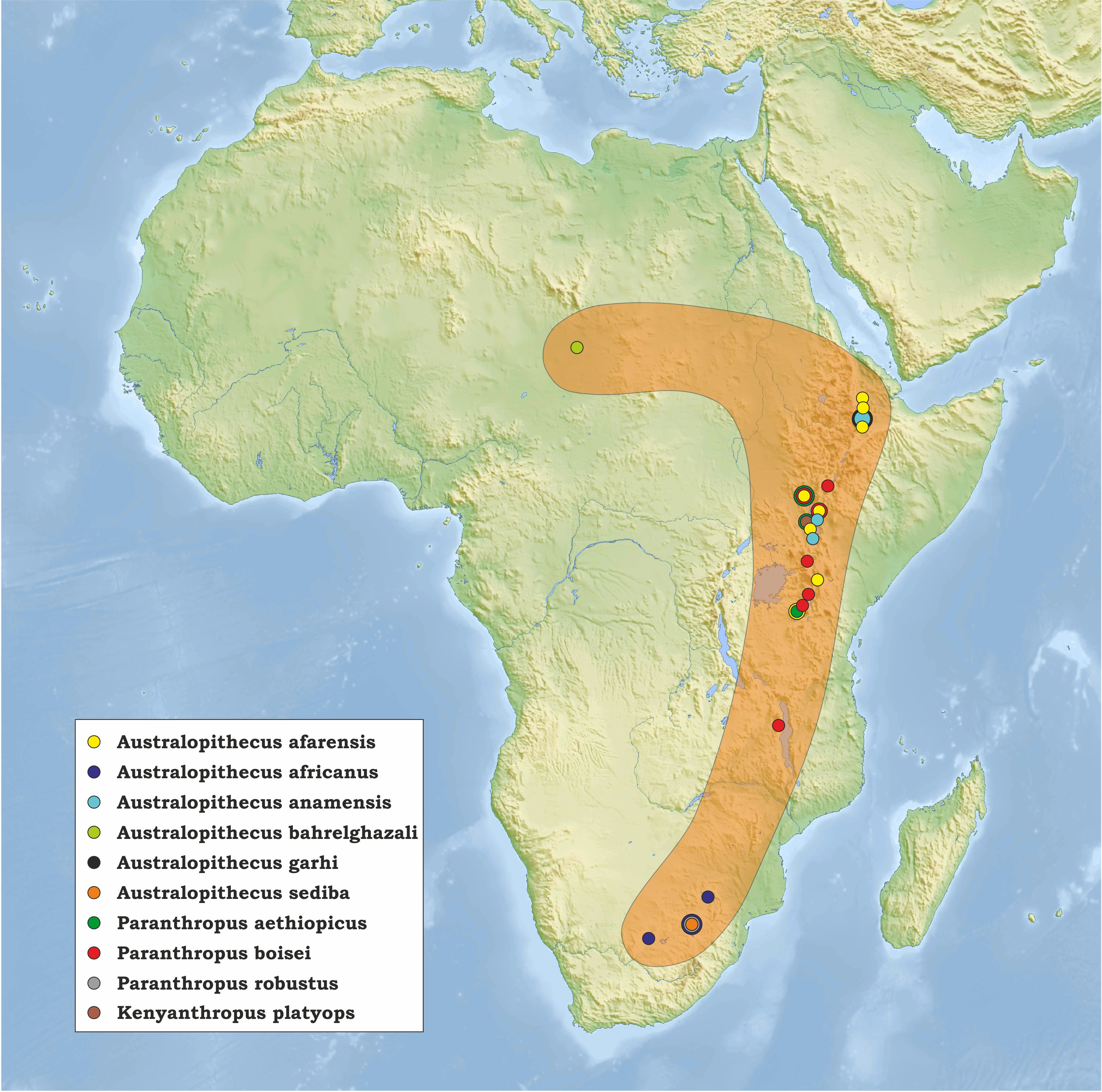
Mapa výskytu nálezů raných zástupců subtribu Hominina a předpokládané rozšíření

Ze svrchního miocénu až raného pliocénu pocházejí nálezy tří rodů, které jsou pokládány za nejstarší zástupce linie vedoucí k lidem. Předek šimpanzů a lidí se nicméně přímo nepodobal ani jedné z těchto forem a obě linie se v průběhu času odlišně specializovaly. Za rod možná nejblíže poslednímu společnému předku šimpanze a člověka je považován Sahelanthropus, jehož pozůstatky – téměř úplná lebka – pocházejí z Čadu a jsou staré přibližně 6 až 7 milionů let. Objem mozku sahelanthropa je srovnatelný se šimpanzem, ale malá velikost špičáků a stavba nadočnicových oblouků je podobná lidem. Mírně mladší, asi 6 milionů let starý, je keňský rod Orrorin známý z fragmentárních pozůstatků. Třetí rod, Ardipithecus, pochází z Etiopie z období před 4,4 až 5,8 miliony lety. U těchto primitivních rodů se již objevuje bipedie. Třebaže tito primáti již možná dokázali chodit vzpřímeně, zachovali si stále primitivnější znaky, jako jsou dlouhé, zakřivené prsty, delší paže a kratší nohy, což naznačuje, že trávili množství času ve stromoví. Samotný důvod vzniku bipedie představuje široce zkoumanou otázku a existuje množství teorií, od jednoduchých konstrukcí, jako je lepší rozhled ve vysoké trávě, až po komplikované teorie, zahrnující složité sociální komplexy, jako je vznik nukleární rodiny nebo systém snižující agresivitu ve skupině.
Z období před asi 4 miliony lety pocházejí nálezy rodu Australopithecus. Nejčasnější zástupce Australopithecus anamensis z Etiopie a Keni, jehož nejstarší pozůstatky pocházejí z období před asi 4,2 miliony lety, představuje přechodný článek mezi ardipitéky a pozdějšími formami subtribu Hominina. Australopithecus afarensis, který žil ve východní Africe asi před asi 3,9 až 2,9 miliony lety, je zřejmě nejznámějším druhem rodu, a to i díky slavným fosilním nálezům, jako je částečně dochovaná kostra Lucy a pravděpodobně i stopy v Laetoli, potvrzující bipední pohyb. Na přelomu pliocénu a pleistocénu před asi 3 až 2,5 miliony lety se z bipedních předků oddělují minimálně dvě různé linie: jedna zahrnovala nejstarší zástupce rodu Homo (před asi 2,5 miliony lety), druhá tzv. robustní australopitéky (před asi 2,7 miliony lety), kteří bývají řazeni do vlastního rodu Paranthropus. Tato souběžná existence dvou různých linií pravděpodobně představuje dvě odlišná přizpůsobení se klimatickým změnám a suššímu prostředí. Zatímco rod Paranthropus mizí z fosilních záznamů před 1,4 miliony lety, raní zástupci rodu Homo (Homo erectus) se již možná před 1,8 až 1,6 miliony lety rozšířili do jihovýchodní Asie a před asi 1 milionem let do severní Afriky, Evropy a západní Asie. Moderní člověk se v Africe objevuje před asi 200 000 lety, před asi 125 000 lety se rozšířil po celém kontinentu. Před 120 000 lety osídlil oblast Blízkého východu a před 40 000 až 50 000 lety se již vyskytoval v severních oblastech Eurasie a v Austrálii.

## Anatomie a fyziologie

### Hlava

#### Stavba lebky

Porovnání lebek a hmotností mozku několika antropoidních primátů

Množství charakteristických rysů řádu primátů lze pozorovat především u anatomie lebky, která ukázkově odráží základní vývojové trendy v evoluci primátů, to jest především: zdokonalení zraku a rozvoj prostorového vidění; zhoršení čichu vedoucí k redukci kosterních prvků tvořících oblast nosu; a zdokonalování a zvětšování mozku. Některé funkce čenichu nebo zubů u primátů částečně nahrazují citlivé prsty schopné úchopu. Velký týlní otvor (foramen magnum) na bázi lebky, jenž spojuje lebeční dutinu s páteřním kanálem, má směrem k pokročilejším skupinám primátů tendenci posouvat se pod bázi lebky směrem k jejímu středu. Tato postupná změna postavení hlavy je velmi výrazná u bipedních primátů – u lidí.
Významným rozdílem, který odlišuje poloopice od vyšších primátů, je to, že jim čelní kost ani u dospělců nesrůstá (je zachována sutura metopica). Rovněž dolní čelist, u vyšších primátů jednotná kost, se u mnoha druhů poloopic dělí na dvě navzájem spojené poloviny, které se mohou v omezené míře pohybovat nezávisle na sobě. Toto spojení je nazýváno mandibulární symfýza.
U většiny známých druhů savců je laterální strana očnice tvořena spíše vazivovým pruhem (ligamentem) a nikoli kostí. V případě primátů se naopak vždy objevuje minimálně postorbitální zápora, kostěný oblouk na laterální straně očnice spojující kost čelní s kostí lícní, okolo oka je tedy vytvořen kostěný kroužek. Pro strepsirhinní primáty je charakteristická velká vzdálenost mezi očnicemi. Osy orbit směřují mírně vně, očnice tedy nemíří jako u vyšších primátů vpřed, ale mírně do stran. Zezadu zůstávají orbity otevřeny. U vyšších primátů a v menší míře u nártounů jsou očnice uzavřeny.
U všech žijících primátů tvoří dolní středoušní stěnu tenká kostěná bubínková výduť, jakožto derivát skalní části spánkové kosti. U některých primátů je členěná pneumatizovanými sklípky, jindy je kompaktní. Mezi jednotlivými skupinami primátů se značně liší uspořádání mezi bubínkovou výdutí a bubínkovým (tympanickým) prstencem (anulus tympanicus). U strepsirhinních primátů je bubínkový prstenec buď volný (u Lemuriformes), nebo částečně přirůstá k vnitřnímu valu výdutě (u Lorisiformes). U širokonosých opic je bubínkový prstenec přirostlý k vnějšímu valu výdutě. U úzkonosých primátů a nártounů pokračování prstence zevním směrem spoluvytváří kostěný zevní zvukovod.

##### Zuby

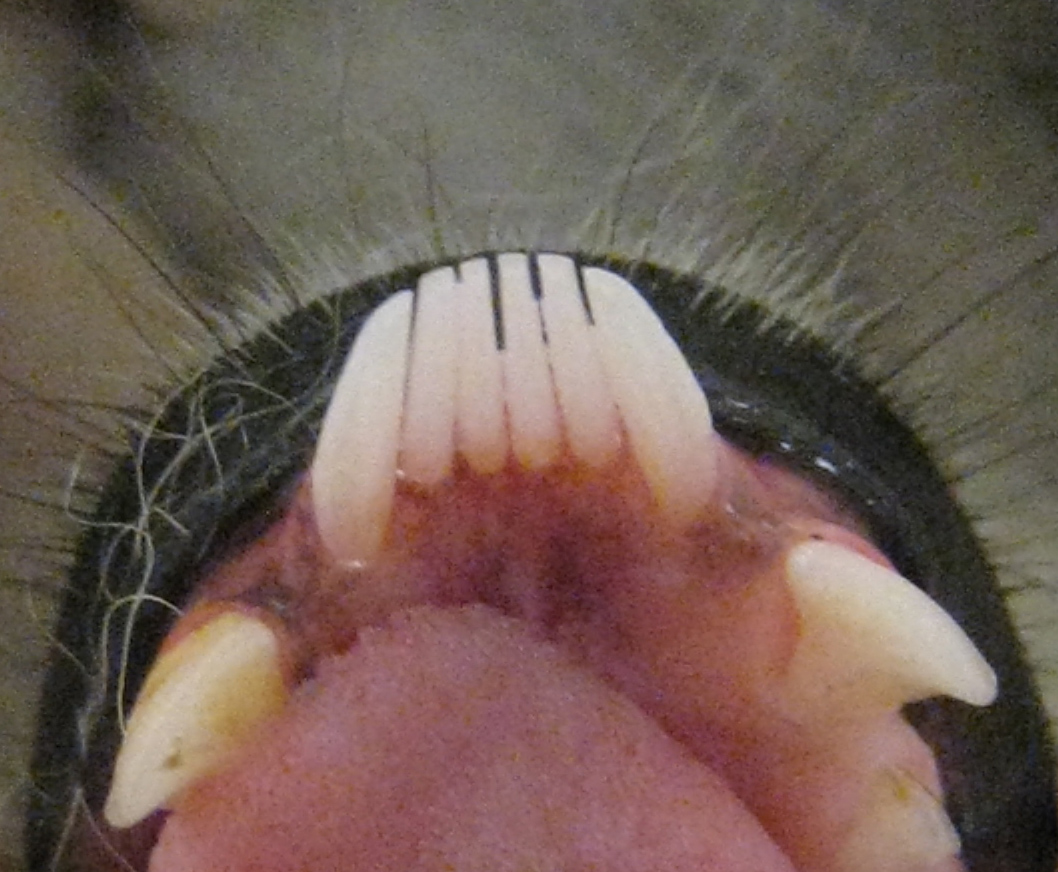
Zubní hřebínek lemura (lemur kata). Zuby vypadající jako špičáky za zubním hřebínkem jsou ve skutečnosti premoláry.

Primáti mají heterodontní chrup rozlišený na řezáky (I), špičáky (C), třenové zuby – premoláry (P) a stoličky (M). Trvalému chrupu předchází chrup dočasný. Základní zubní vzorec pro trvalý chrup primátů činí 2.1.3.32.1.3.3 × 2 = 36, každou polovinu horní i spodní čelisti tedy tvoří dva řezáky, jeden špičák, tři třenové zuby a tři stoličky. Řád primátů vykazuje postupné snižování počtu premolárů. Původní zubní vzorec primátů činí 2.1.4.32.1.4.3 × 2 = 40 zubů, v průběhu vývoje tedy došlo k redukci prvního premoláru. Úzkonosí primáti včetně člověka redukovali druhý třenový zub, jejich zubní vzorec tedy činí 2.1.2.32.1.2.3 × 2 = 32 zubů. V ojedinělých případech, jako je například čeleď kosmanovitých, může být následkem extrémního zkrácení čelistí redukována třetí stolička. Nártouni patří mezi výjimečnou skupinu, protože u nich došlo k redukci spodních řezáků. Zubní vzorec nártounů je 2.1.3.31.1.3.3 × 2 = 34 zubů. Morfologie zubů nártounů je primitivní, podobná morfologii zubů omomyoidní podčeledi Anaptomorphinae. Jediným dalším primátem, jenž omezil počet dolních řezáků, je ksukol ocasatý z infrařádu Chiromyiformes, u něhož je však chrup obecně velmi redukován a specializován, se zubním vzorcem 1.0.1.31.0.0.3 × 2 = 18 zubů. Ksukol ocasatý má nejvíce odvozený chrup mezi všemi známými primáty, vzhledem, stavbou i počtem nejvíce připomínající chrup hlodavců. Horní řezáky kompletně redukovali lemurovití noční (0.1.3.32.1.3.3 × 2 = 32 zubů).
Řezáky primátů jsou jednoduché stavby, kónické nebo klínovité. Strepsirhinní primáti mají řezáky vysoce specializované; dolní řezáky jsou skloněny vpřed a vytvářejí tzv. zubní hřebínek. K zubnímu hřebínku se může přidat také spodní špičák a v tomto případě pak první třenový zub přebírá jeho vzhled a funkci. Špičáky bývají přečnívající a zaostřené, velikostně se mohou různit mezi jednotlivými druhy. U rodů Homo, Paranthropus i některých poloopic jsou špičáky pouze drobné, některé kočkodanovité opice naopak vytvářejí mohutné špičáky tesákovitého vzhledu. V takovém případě pak podobné horní mohutné špičáky zostřuje první dolní třenový zub – sektoriální premolár. U některých primátů představuje velikost špičáků pohlavně dimorfní znak, s větší velikostí u samců (opět lze jmenovat některé kočkodanovité). Premoláry mají jeden, případně dva hrbolky, při kořeni se může rozprostírat sklovinový límec – cingulum.
Stoličky vycházejí z původního savčího tribosfénického vzoru, ve srovnání s ním však u mnohých primátů mívají odvozený, podlouhlý či čtvercový tvar a nižší okluzní část. Horní stoličky se vyznačují třemi hlavními hrbolky zvanými protoconus, paraconus a metaconus (trojúhelník tvořený těmito hrbolky je nazýván trigon), zvláště u vyšších primátů se k nim však přidružuje čtvrtý hrbolek hypoconus. Dolní stoličky sestávají z trigonidu tvořeném třemi hrbolky zvanými protoconid, paraconid a metaconid, jež odpovídají protoconu, paraconu a metaconu na horních stoličkách. K distálnímu konci trigonidu je připojena druhá část, talonid, se dvěma hrbolky (hypoconid na bukální straně, entoconid na lingvální straně), u mnoha druhů se mezi nimi rozprostírá ještě třetí hrbolek, hypoconulid. Vyšší primáti redukovali paraconid, dolní stoličky tedy mají pouze protoconid a metaconid na trigonidu a hypoconid a entoconid na talonidu. U úzkonosých opic přední a zadní pár hrbolků horních i dolních stoliček spojuje sklovinová lišta (bilofodontní stoličky). U dolních stoliček hominoidů se rozvíjí hypoconulid, což dohromady vytváří jejich typický vzhled – ypsilonový neboli dryopitékový vzor.

#### Mozek

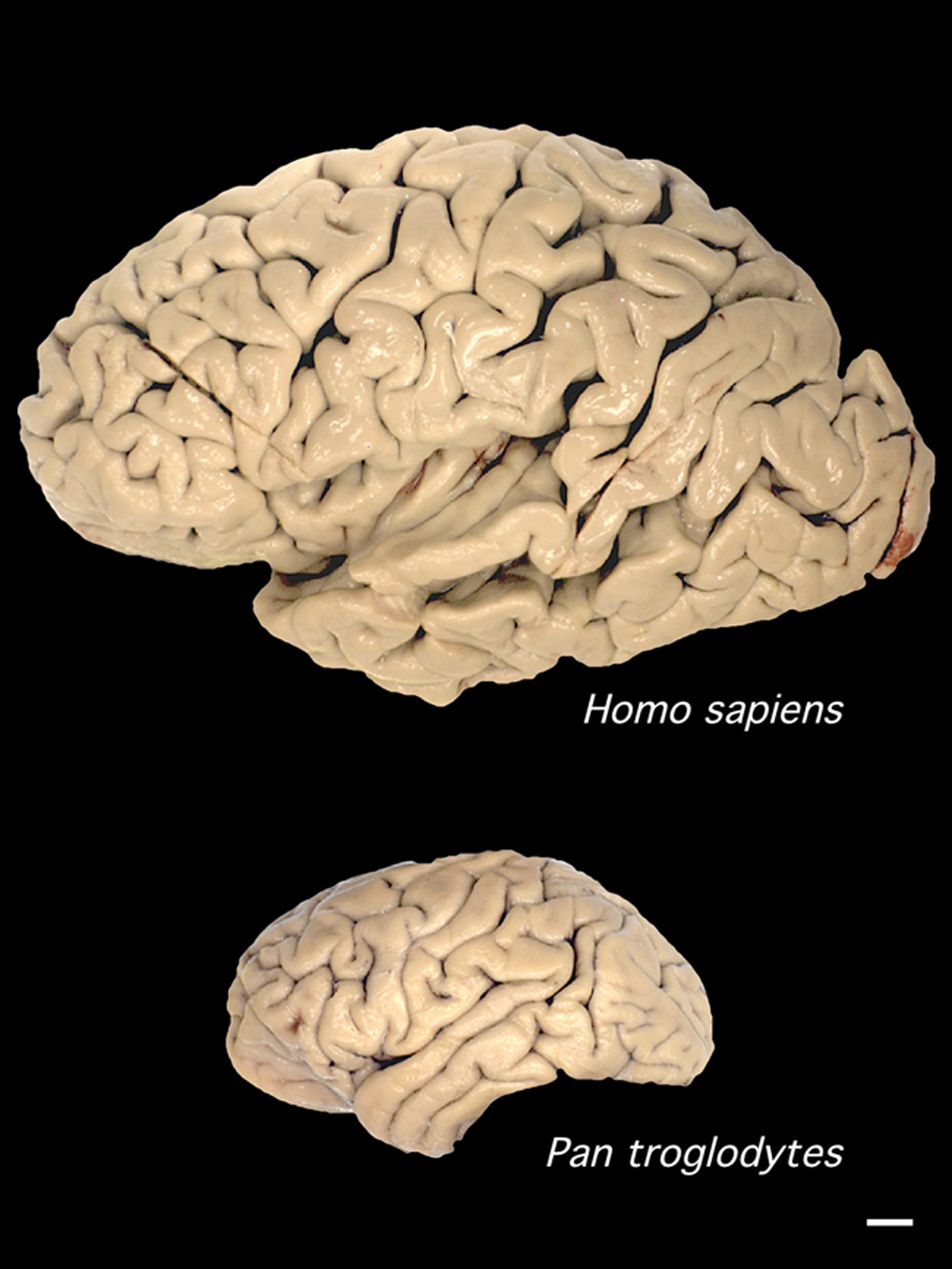
Mozky šimpanze a člověka s patrnou gyrifikací

V poměru k tělesné hmotnosti mají primáti největší velikost mozku mezi všemi suchozemskými savci, podobný poměr lze v třídě savců pozorovat pouze u kytovců. Společně s hlodavci a šelmami jde o jeden ze savčích řádů s nejvyšší relativní změnou velikosti mozku v průběhu evoluce. K nárůstu mozkové hmoty došlo u více než 80 % větví a tento evoluční trend je v makroevolučním měřítku zjevně nezávislý na změně tělesné velikosti.
Mozek charakterizuje vysoké rozvinutí koncového mozku (telencephalon), povrchové zvrásnění (gyrifikace) a rozvinutí potřebných asociačních center. Dvě zvláště dobře vyvinuté asociační oblasti souvisí s rozvojem lidské řeči: Wernickeovo centrum odpovědné za porozumění mluvené řeči a Brocovo motorické centrum řeči. U primátů také došlo k rozvoji mozečku (cerebellum), jenž je zodpovědný za koordinaci pohybů a udržení rovnováhy.
V rámci řádu primátů mají nejjednodušší stavbu mozku někteří zástupci čeledi makiovití (Cheirogaleidae), jako rod Microcebus. U makiů lze pozorovat lisencefalii, povrch mozku je tedy hladký a chybí typické zvrásnění mozkové kůry. Jednoduchý mozek se u makiů objevuje pravděpodobně následkem malé tělesné velikosti. Mozek vyšších primátů je absolutně i relativně větší než mozek poloopic a nártounů. Například hmotnost mozku kosmana, jakožto primitivního antropoidního primáta, je trojnásobná ve srovnání s hmotností mozku komby o podobné velikosti těla. V rámci antropoidních primátů je zvláště pro primáty úzkonosé charakteristický progresivní rozvoj mozku, s velkou mozkovou kůrou s dobře rozvinutou gyrifikací. U opic ploskonosých bývá mozková kůra obecně méně gyrifikována než u opic úzkonosých. Rychlý nárůst relativní velikosti mozku u hominidů se zdá být fylogeneticky poslední událostí vývoje, která se však odehrála relativně nedávno, možná před 2 miliony lety. Mozky raných hominidů nebyly nějak zvlášť zvětšeny, avšak již vykazují laterální a cévní reorganizace. S přechodem k bipedii došlo k výraznému progresivnímu vývoji mozku. Lidský mozek dosáhl své moderní velikosti a vzhledu před asi 200 000 lety. Průměrný endokraniální objem činí u orangutana asi 397 cm3, u gorily asi 469 cm3, u šimpanze asi 400 cm3 a u moderního člověka 1 201 cm3.

### Tělo

#### Rozměry a pohlavní dimorfismus

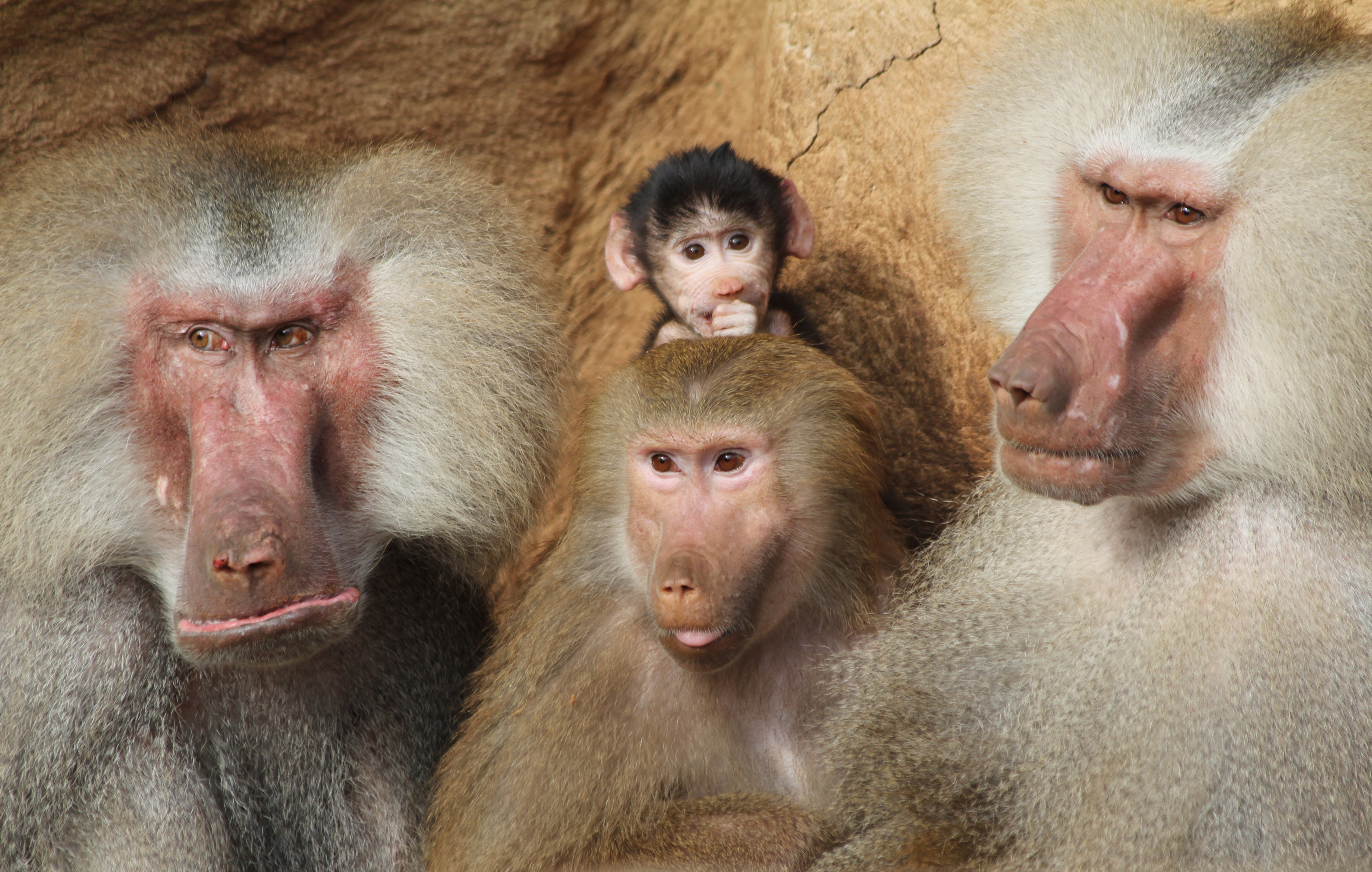
Samci paviánů velikostně výrazně převyšují samice

Velikost primátů se různí druh od druhu, od pouhých 30 g u makiho nejmenšího (Microcebus berthae) po 170 kg u dospělého samce gorily. Obecně platí, že noční druhy jsou menší než denní druhy, průměrná hmotnost nočních primátů činí asi 500 g a průměrná hmotnost denních primátů činí asi 5 kg. Fosilní taxony obvykle dosahovaly menší velikosti než současné žijící druhy, nejstarší známí primáti z eocénu a oligocénu nepřekračovali hmotnost 10 kg. Největším primátem vůbec byl pleistocenní Gigantopithecus blacki, s hmotností možná až 300 kg. Mezi poloopicemi velikostí vynikali „lenochodí lemuři“ z čeledi Palaeopropithecidae, přičemž Archaeoindris vážil zhruba 200 kg.
Velikost primátů představuje jeden z pohlavně dimorfních znaků; obecně platí, že samci dosahují větší velikosti než samice. V případě orangutanů, goril nebo paviánů je podobný pohlavní dimorfismus obzvlášť výrazný, se samci až dvakrát většími než jsou samice. U ostatních primátů bývají rozdíly v celkové velikosti méně výrazné. Rozměry zubů, především pak špičáků, představují další častý pohlavně dimorfní znak, špičáky samců některých starosvětských opic mohou být až o 400 % větší než špičáky samic. U jednotlivých druhů lze pozorovat i další specifické rozdíly mezi pohlavími. Známé je nápadné zbarvení samců mandrila, v případě některých primátů se zřetelně odlišuje celkové zbarvení samců a samic (chvostan bělolící [Pithecia pithecia], gibon hulok [Hoolock hoolock]). Samcům dželad (Theropithecus gelada) porůstá krk hustá hříva. Samci kahaua nosatého (Nasalis larvatus) mají ve srovnání se samicemi rozměrný nos, orangutani zase rozvíjejí mohutné lícní valy a hrdelní vak. Srovnávací analýzy přinesly úplnější pochopení vztahu mezi pohlavním a přírodním výběrem a systémy páření u primátů. Výsledky studií především naznačují, že pohlavní dimorfismus u primátů je výsledkem změn jak samčích, tak samičích znaků.

#### Trup, končetiny a pohyb

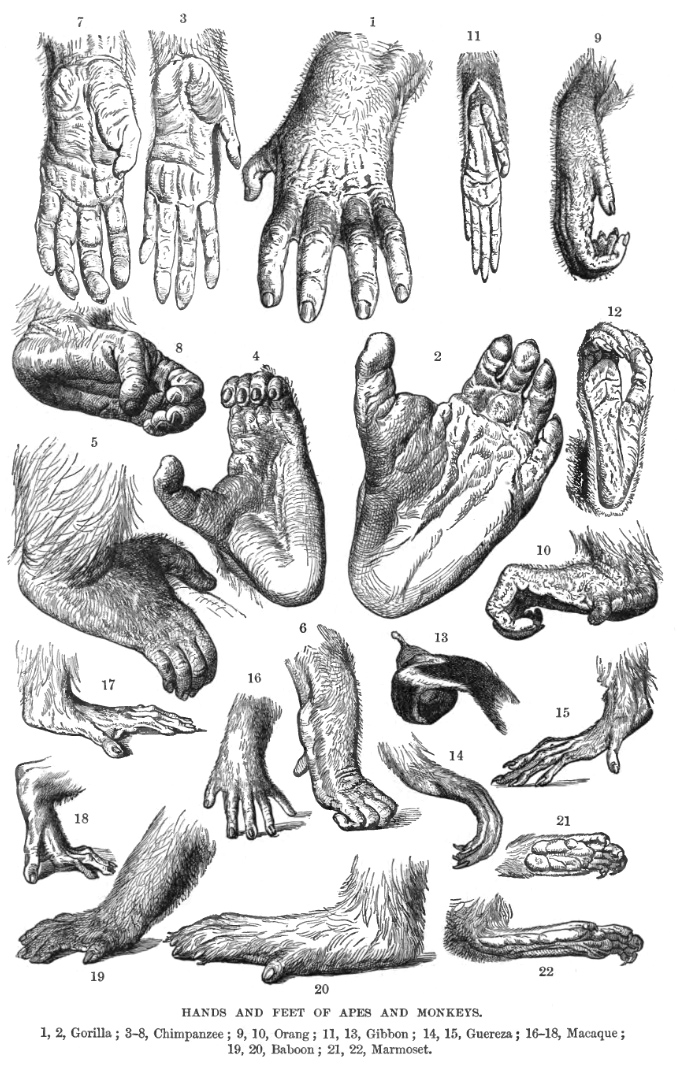
Porovnání končetin různých druhů primátů

V porovnání se řadou ostatních skupin savců si primáti zachovali relativně primitivní stavbu těla a nevyvinuli natolik dramatické změny funkcí jednotlivých částí těla, jako například netopýři nebo kytovci. Primáti navíc stále zachovávají některé archaické kosterní prvky, které u ostatních skupin savců v průběhu evoluce většinou vymizely. Většina znaků postkraniálního skeletu – především pak končetin – odkazuje na stromový život. Je vyvinuta klíční kost, jež společně s lopatkou vytváří pletenec horní kočetiny. Klíční kost není výjimečná pouze pro primáty, avšak mnoho skupin savců ji během vývoje ztratilo. Ramenní kloub umožňuje rotaci horní končetiny různými směry, loketní kloub pak rotaci předloktí. Všichni primáti si zachovávají také oddělenou loketní kost a vřetenní kost v horní končetině a holenní kost a lýtkovou kost v končetině dolní. Výjimku představují nártouni, jimž lýtková kost srůstá s kostí holenní. U některých druhů, především pak u ploskonosých opic, se objevuje chápavý ocas, plnící funkci páté končetiny. Pro primáty je typické zmenšování počtu bederních (lumbálních), křížových (sakrálních) a ocasních (kaudálních) obratlů. U hominoidů došlo úplnou redukcí kaudálních obratlů ke ztrátě ocasu.
Primáti mají pětiprsté ruce a nohy s protistojnými palci. Protistojné palce společně s citlivou kůži na spodní straně rukou a nohou umožňují dobrý úchop. Poloopice mají velmi silný úchop, avšak nejsou schopny jemnější manipulace s předměty, jež je typická pro úzkonosé primáty. Člověk, jakožto plně bipední primát, nemá protistojný palec dolní končetiny jako ostatní druhy, zato manipulační schopnosti ruky jsou obzvlášť dobře vyvinuté. U většiny primátů se na prstech rozvíjejí ploché nehty spíše než úzké drápy. Mnoho druhů primátů má na různých prstech jak nehty, tak drápy, avšak i v případě drápkatých kosmanů se vyskytuje plochý nehet alespoň na palci dolní končetiny. Strepsirhinním primátům na druhém prstu dolní končetiny vyrůstá takzvaný toaletní dráp, jenž hraje roli v péči o zevnějšek. Samotný vzhled prstů a končetin se může lišit v závislosti na druhu. Outloni mívají končetinu s mohutným palcem přizpůsobenou lezení po větvích. Chápanovití nebo gibonovití mají dlouhé a hákovité prsty na rukou, vhodné pro zavěšení se na větvích; někteří chápani téměř redukovali palce. U některých primátů (indri, gibon siamang) jsou prsty spojeny různě vyvinutými kožními záhyby.
U primátů lze rozeznat celkem pět typů pohybu (lokomoce). Při stromové kvadrupedii jsou přední i zadní končetiny v úchopové pozici. Větví o vhodném průměru se primáti drží, u větších větví je úchop naznačen. V případě pozemní kvadrupedie lze rozeznávat lokomoci plantigrádní, jež se podobá stromové kvadrupedii, anebo se délka přední končetiny prodlužuje opíráním se o prsty zevnitř, či z vnějšku o kotníky prstů (digitigrádní a kotníkochodecká lokomoce). Vertikální lpění a skákání je specializovaný typ lokomoce u primátů pohybujících se pomocí dlouhých skoků. Pro vertikální lpění a skákání jsou vůbec nejlépe přizpůsobeni nártouni, jejichž patní kost je ve srovnání s tělesnými rozměry abnormálně protažená. Stromová antipronográdní (s vertikální pozicí trupu) lokomoce je typická brachiací, přemosťováním, zavěšováním, ručkováním aj. Plně se rozvinula pouze u gibonů, ostatní primáti ji kombinují s jinými typy lokomoce. Bipedie představuje nejspecializovanější typ lokomoce u primátů a obecně i u savců, rozvíjí se pouze u subtribu homininů.

### Smysly

#### Zrak
Všichni primáti, a zejména pak vyšší primáti, se silně spoléhají na svůj zrak. V porovnání s ostatními placentálními savci se jim vyvinuly velké oči, které míří dopředu a tak zajišťují stereoskopické vidění. Celková anatomie oka zůstává u většiny primátů podobná. Mezi jednotlivými skupinami primátů lze nicméně pozorovat významné rozdíly ve stavbě sítnice. Sítnici tvoří u primátů především dva typy světločivných buněk: tyčinky citlivé na světlo, jež umožňují skotopické vidění, a čípky rozpoznávající barvy. U strepsirhinních primátů se vyvíjí odrazivá vrstva tapetum lucidum umožňující lepší vidění za ztížených světelných podmínek; tato adaptace se vyvinula následkem převážně nočního života většiny strepsirhinních primátů. Haplorhinní primáti tuto vrstvu postrádají, na sítnici se u nich nicméně rozvíjí žlutá skvrna (macula lutea) s fovea centralis (jamka ve žluté skvrně tvořená výhradně očními čípky, místo nejostřejšího vidění). Foveu postrádají všechny ostatní druhy savců.
Mezi primáty se objevují rozdíly ve samotné velikosti oční bulvy. Platí, že druhy s noční aktivitou mají větší oči než druhy s denní aktivitou. U člověka nebo šimpanze oči zabírají pouhých 0,03 % hmotnosti těla. U jiných denních primátů oči tvoří asi 0,15 % tělesné hmotnosti, zatímco u nočních druhů toto číslo dosahuje asi 0,3 %. Ne vždy však menší oči musí poukazovat na denní aktivitu. Oči outloně váhavého (Nycticebus coucang) tvoří asi 0,2 % tělesné hmotnosti a jsou poměrně malé, i když je tento druh aktivní v noci. Rekordmanem ve velikostí očí jsou nártouni, jejich oči tvoří až 4,5 % hmotnosti těla. Zorný úhel u lemurovitých činí 60 až 70 °, u ksukola ocasatého dokonce 90 °. U opic nebo outloňovitých může zorný úhel svírat 20 až 30 °.

##### Barevné vidění
Barevné vidění primátů zajišťují různé typy očních čípků, lišící se existencí příslušných fotopsinů, které absorbují vlnové délky světla s různými maximy. Všichni úzkonosí primáti sdílejí takzvané trichromatické vidění, mají tedy tři typy očních čípků. Třebaže trichromatické vidění bylo v třídě savců považováno za výsadu primátů, objev trichromacie u některých vačnatců naznačuje, že není pro primáty jedinečná. U ostatních primátů je vnímání barev složitější.
V případě ploskonosých opic se vyskytuje takzvaná polymorfní trichromacie; u různých zvířat v rámci jednoho druhu lze objevit trichromatické jedince i dichromatické jedince s pouze dvěma typy očních čípků. Tato zvláštnost je způsobena tím, že zatímco u úzkonosých opic S opsinový gen citlivý na krátké vlnové délky leží na autozómu a opsinové geny M a L citlivé na střední a dlouhé vlnové délky na X-chromozomu, ploskonosí primáti mají na daném lokusu X-chromozomu pouze jeden z L/M opsinových genů, který nabývá jedné ze tří alelických forem. Platí proto, že heterozygotní samice (asi dvě třetiny samic) rozvíjejí trichromacii, kdežto homozygotní samice (asi jedna třetina samic) dichromacii. Protože samci mohou kombinovat svůj S opsinový gen pouze s jedním opsinovým genem X-chromozomu, vždy se u nich rozvíjí dichromatické vidění.
Výjimku představují vřešťani (Alouatta), s trichromatickým viděním jako u úzkonosých, a také mirikiny (Aotus), jež následkem nočního způsobu života vyvinuly monochromatičnost; jejich sítnice je naopak bohatá na tyčinky umožňující dobré vidění za tmy. V případě strepsirhinních primátů lze pozorovat druhy polymorfně trichromatické (sifaka Coquerelův [Propithecus coquereli], vari červený [Varecia rubra]), dichromatické (lemur kata [Lemur catta], lemur bělohlavý [Eulemur fulvus]) i monochromatické (například někteří kombovití). Pro většinu primátů včetně člověka je viditelné světlo o vlnových délkách asi 400 až 700 nm. Existují však také náznaky toho, že někteří primáti vnímají i ultrafialové záření.

#### Čich
Čich je u primátů ve srovnání s ostatními savci potlačen, zvláště pak u denních druhů, i když u většiny primátů stále hraje důležitou roli. U ploskonosých opic, nártounů a strepsirhinních primátů se objevuje Jacobsonův orgán. Naopak úzkonosým primátům Jacobsonův orgán vždy chybí, zanikl možná během vydělení linií Cercopithecoidea a Hominoidea někdy na přelomu oligocénu a miocénu. Významnou dichotomii lze pozorovat v anatomii nosu, kdy strepsirhinní primáti mají podobně jako psi nebo kočky rhinarium (vlhký nos), zatímco haplorhinní primáti mají suchý nos. Kůže rhinaria postrádá čichové receptory, ale obsahuje Merkelovy buňky a slouží tedy jako taktilní orgán. Částečně se však rhinarium může podílet na vnímání pachů za pomocí Jacobsonova orgánu. Vyšší primáti jsou děleni na opice úzkonosé a ploskonosé podle vzhledu nosní přepážky (septa). Úzkonosí primáti mají septum úzké, s nosními dírkami směřujícími dolů, ploskonosí mají septum široké a jejich nosní dírky směřují do stran.

### Rozmnožovací soustava

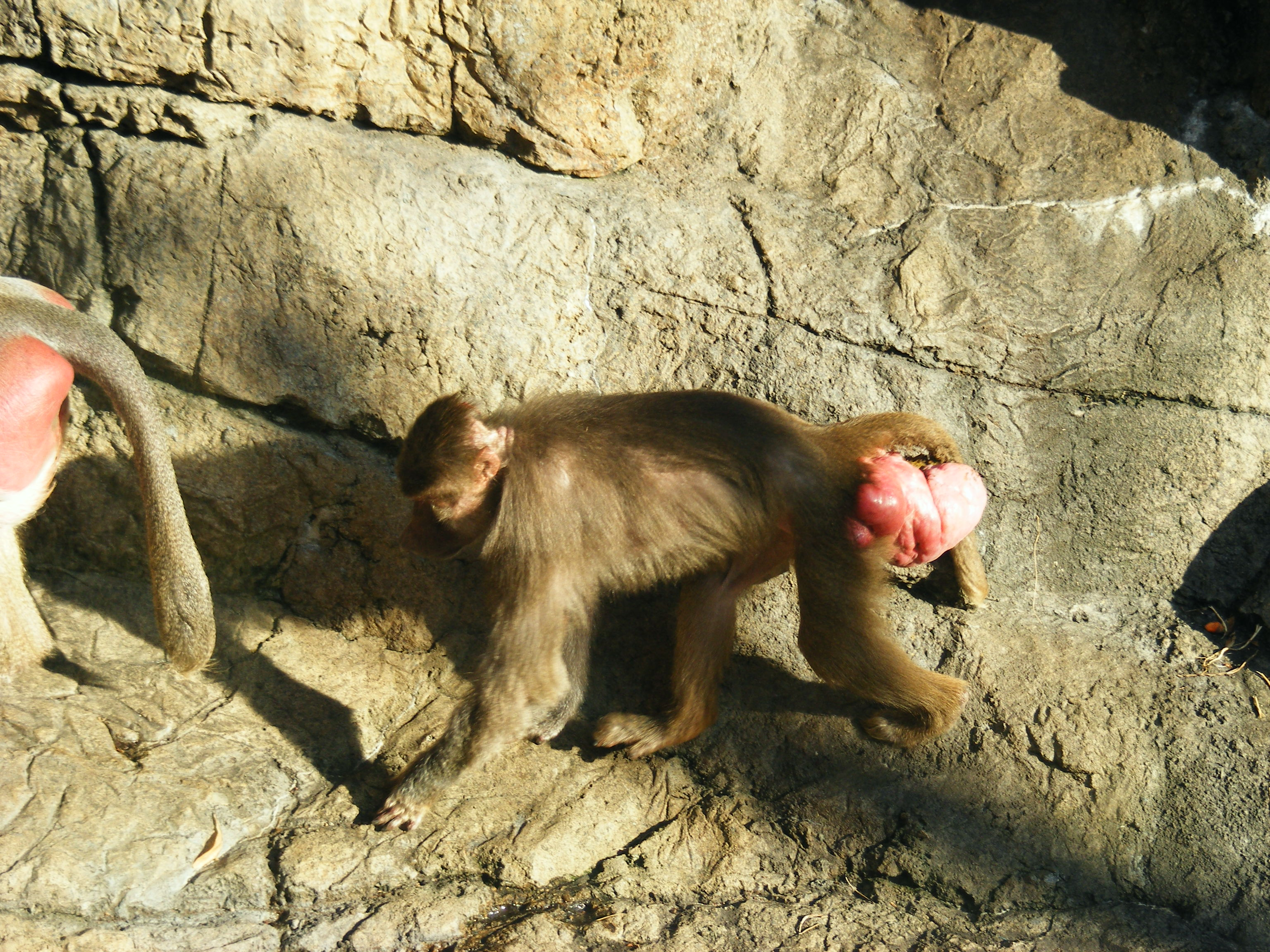
Samice paviánů s análními otoky

Rozmnožovací soustava primátů vykazuje několik charakteristických rysů. Varlata samců trvale sestupují do šourku, obvykle k tomu dochází již v raném věku, běžně již v době narození. I zde však existují výjimky, například varlata vřešťana pláštíkového (Alouatta palliata) sestupují teprve po dosažení pohlavní dospělosti. Šourek primátů bývá umístěn za kořenem penisu. Samcům primátů se většinou rozvíjí pyjová kost (os priapi), jenž však chybí u nártounů, chápanů a lidí. Děloha nabývá u primátů dvou různých forem. Samice strepsirhinních primátů a nártounů mají dělohu dvojrohou (uterus bicornis), samice vyšších primátů mají běžně dělohu jednokomorovou (uterus simplex). Mezi jednotlivými skupinami se liší také typ placenty, s epiteliochoriální placentou typickou pro strepsirhinní primáty a hemochoriální placentou u haplorhinních primátů (včetně nártounů).
Ovulace je u samic primátů spontánní proces a není vyvolána kopulací jako u jiných druhů savců. U mnohých poloopic je až na krátké období říje pochva plně překryta vulvou. Výrazným znakem symbolizujícím ovulaci u některých starosvětských opic je zduření a změna zbarvení anální a genitální oblasti samic. Tento znak se zřetelně rozvíjí například u šimpanzů, ale objevuje se i u paviánů, makaků a jiných druhů. Estrální cyklus primátů je dlouhý asi 20 až 35 dní. Pro asi 78 zástupců vyšších primátů je typická cyklická menstruace. Pravidelně menstruují převážně úzkonosí primáti včetně člověka, i když menstruační krvácení bylo zaznamenáno i u některých novosvětských opic a mírná, velmi nepravidelná menstruace i u nártounů. Není zcela jasné, jestli i primáti mimo člověka procházejí menopauzou. Studie z roku 2008 došla k závěru, že menopauza v rámci řádu primátů není pro lidi jedinečná.

## Biologie a ekologie

### Areál výskytu

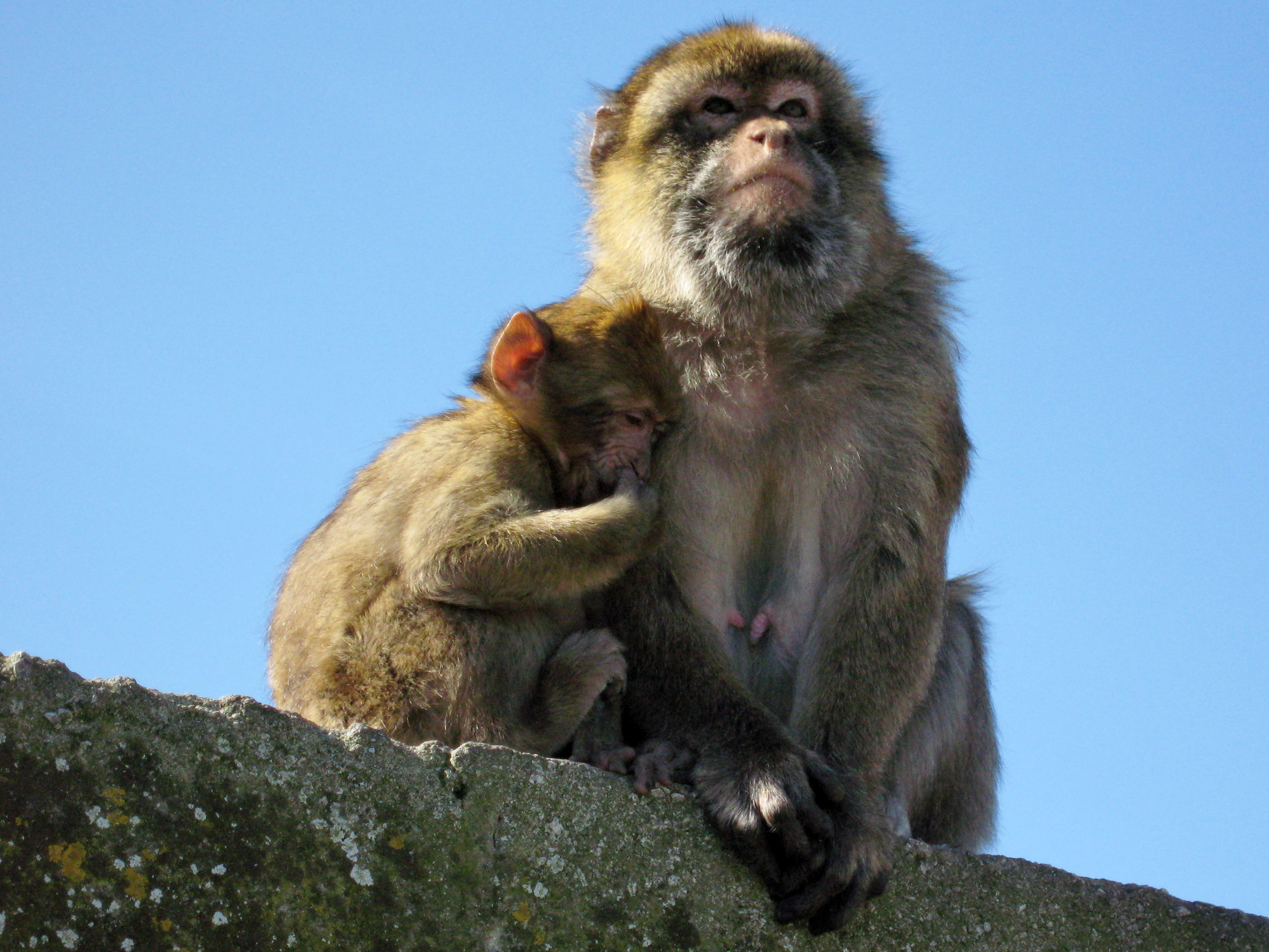
Makak magot je mimo člověka jediným žijícím primátem, jehož areál rozšíření zasahuje na území Evropy

Pokud není započítáván člověk se svou takřka kosmopolitní distribucí, současní primáti se přirozeně vyskytují na pěti kontinentech ze sedmi.
Ploskonosé opice obývají výhradně Jižní a Střední Ameriku na území od jižního Mexika až po jižní Brazílii, severní Argentinu a Paraguay, s chybějícími populacemi v Chile. Představují jediné žijící primáty mimo člověka, kteří se přirozeně vyskytují v neotropické oblasti. Nepůvodní populace primátů, a to včetně opic úzkonosých, se nicméně vyskytují na některých karibských ostrovech a také na Floridě.
Afričtí primáti jsou situováni především do etiopské zoogeografické oblasti (včetně části Arabského poloostrova a ostrovů přilehlých k Africe, jako je Zanzibar a Bioko), zatímco severní Afriku obývá pouze makak magot (Macaca sylvanus), jehož areál výskytu okrajově zasahuje také na evropský kontinent (Gibraltar). Asijští primáti jsou situováni především do orientální oblasti, Wallacey a jihovýchodních částí palearktické oblasti. Obývají areál od Afghánistánu přes jižní Čínu až do Japonska (makak červenolící [Macaca fuscata]), a dále od Indického subkontinentu (včetně Cejlonu) přes Indočínu a Malajské souostroví až na Filipíny a indonéské ostrovy Halmahera a Sulawesi.
Kočkodanovití (Cercopithecidae) a outloňovití (Lorisidae) představují afroasijské skupiny, při vynechání člověka jsou afroasijskou skupinou také hominoidi (s orangutany a gibony v Asii a šimpanzem a gorilou v Africe). Kombovití (Galagonidae) jsou čistě africká skupina, nártouni jsou naopak rozšířeni pouze v jihovýchodní Asii. Složením druhů je jedinečný Madagaskar, jedinými zde žijícími primáty mimo lidí jsou lemuři (a ksukol ocasatý), zároveň všechny druhy lemurů jsou endemitními pro Madagaskar. Madagaskar je spolu s Brazílií, Indonésií a Demokratickou republikou Kongo jedno ze čtyř hlavních center diverzity primátů, kde dohromady žijí asi dvě třetiny současných známých druhů. V Asii nežije tolik druhů primátů jako v Africe nebo Jižní Americe, primáti zde nicméně zastupují větší množství systematických skupin.
Východní hranici přirozeného výskytu primátů představuje Wallacea. Do Austrálie primáti, až do relativně nedávného příchodu lidí, nikdy nepronikli, stejně tak chybí i na Nové Guineji, kde jejich ekologickou úlohu převzali specializovaní stromoví vačnatci, jako jsou kuskusovití. V průběhu eocénu nebo miocénu areál výskytu primátů zasahoval dále na sever než v současnosti. Starosvětské opice vymizely z Evropy teprve v průběhu pleistocénu.

#### Biotop

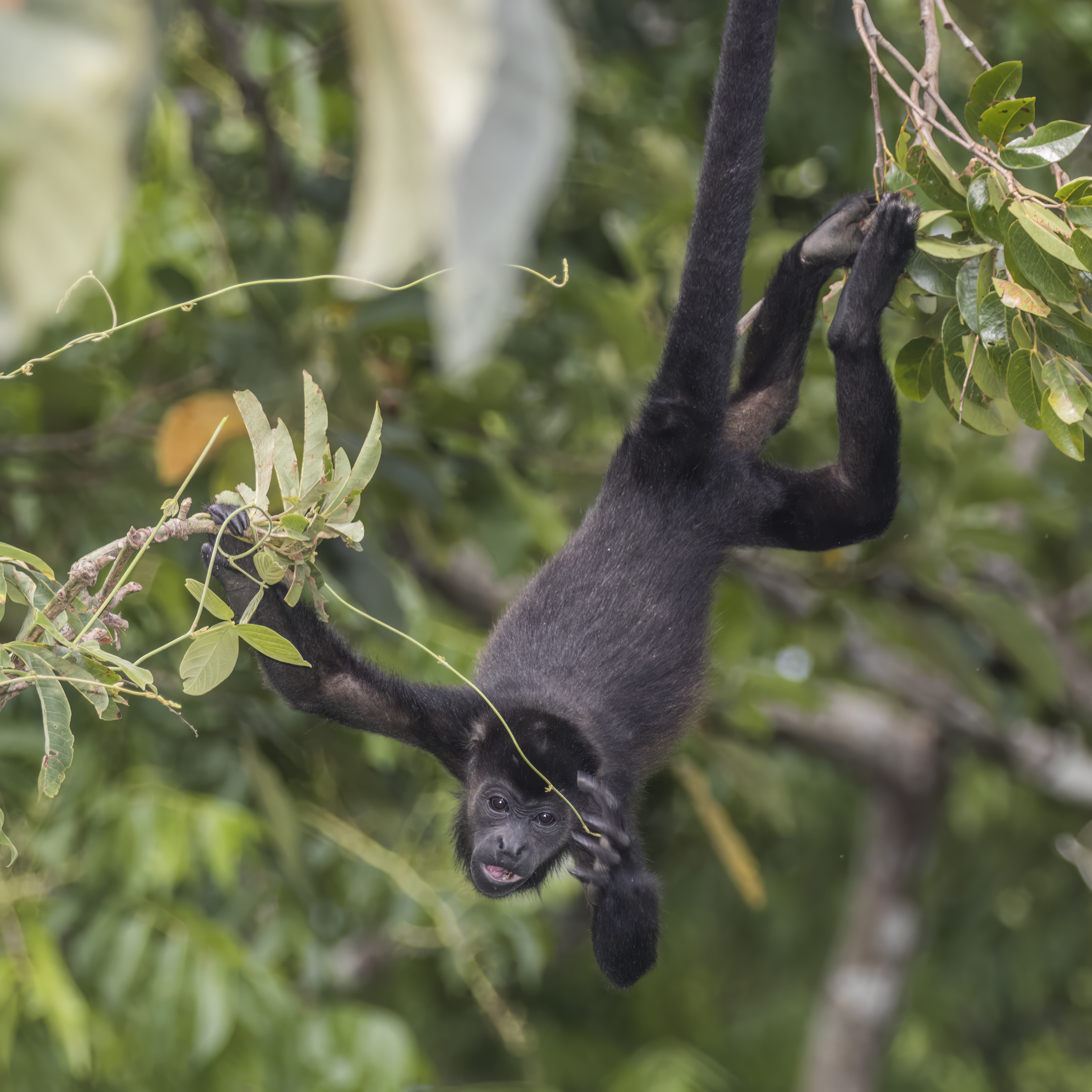
Mladý samec vřešťana ve svém přirozeném prostředí

Výskyt primátů je, s výjimkou člověka, omezen přibližně na území mezi obratníkem Raka a Kozoroha, i když některé druhy mohou žít i ve vyšších zeměpisných šířkách. Většina primátů žije v tropických oblastech, zatímco na oblasti mírného podnebného pásu se sezónním klimatem a chladnými zimami je adaptováno jenom několik otužilých druhů, jako je makak červenolící. Primáti chybějí ve velmi horkých a suchých ekosystémech polopouštního typu. Nejlépe jsou přizpůsobeni ekosystémům s alespoň malým množstvím stromů, tedy typicky žijí v různých typech lesů, od stálezelených tropických deštných lesů s celoročními srážkami přes lesy galeriové až po suchá lesní stanoviště se sezónními srážkami (obecně platí, že čím je větší úhrn srážek v oblasti, tím více se zvyšuje rozmanitost primátů). V případě ekologicky složitých tropických deštných lesů lze pozorovat různé druhy primátů přizpůsobené odlišnému stromovému patru, případně i různým druhům stromů. To s sebou přináší i odlišné způsoby získávání potravy, jakož i nebezpečí ze stran různých druhů predátorů. Většina primátů tráví téměř celý svůj život ve stromoví a na zem prakticky vůbec neslézá. Toto se týká především novosvětských opic a strepsirhinních primátů. Naopak někteří úzkonosí primáti, například gorily, tráví velké množství času také na zemi. Na vysloveně otevřená stanoviště je adaptováno jen malé množství primátů, například dželada (Theropithecus gelada), žijící na vysokohorských travnatých planinách Etiopské vysočiny, pavián pláštíkový (Papio hamadryas) anebo kočkodan husarský (Erythrocebus patas).
Většina druhů primátů si drží své domovské území. Jeho velikost se může různit v závislosti na druhu, u některých poloopic činí jen 1 km2, zatímco u kočkodana husarského více než 50 km2. Liší se také vzdálenost, kterou primáti za den urazí při hledání potravy, u některých poloopic činí méně než 100 m, zatímco u některých paviánů přes 10 km.

### Sociální struktura
Všechny druhy primátů jsou sociální, třebaže u některých může být sociální organizace volnější, u jiných naopak velmi komplikovaná s přísným hierarchickým uspořádáním. Sociální struktury primátů se odlišují v závislosti na ekologických proměnných, jako je dostupnost potravy, konkurence či spolupráce při jejím získávání, potřeba ochrany před predátory nebo infanticidou. Denní primáti obvykle vytvářejí soudržné sociální skupiny, zatímco noční primáti se během doby bdělosti pohybují samostatně, i když mezi jednotlivci stále existují vzájemné sociální vazby (sdílení hnízd během dne, občasné kontakty během noci). I zde lze pozorovat výjimky, například přes den aktivní orangutani žijí solitérně, zatímco některé v noci aktivní druhy vytvářejí monogamní páry. Skladba sociálních struktur není stálá. V případě některých primátů migrují mezi skupinami obě pohlaví. U velkého množství druhů jsou samice filopatrické, věrné domovskému území, zatímco samci tlupu opouštějí. U šimpanzů jsou naopak filopatričtí samci. Sociální uspořádání v rámci řádu primátů lze shrnout do několika typických struktur:
- Noyau nebo také rezidentní sociální struktura je nejjednodušší sociální uspořádání u solitérně žijících druhů, charakteristické také pro primitivní noční savce. Jeden rezidentní dominantní samec hájí větší teritorium, které se překrývá s menšími teritorii samic, případně i teritorii nerezidentních samců. Samci mohou se samicemi vytvářet dočasné páry, jinak obě pohlaví žijí samostatně. Samice však mohou vytvářet skupinky s vlastními mláďaty, případně s ostatními samicemi nebo nedospělými samci. Podobnou sociální organizaci lze pozorovat u orangutanů nebo některých poloopic.[183][182]
- Monogamie nebo párová sociální struktura označuje stav, kdy teritorium obývá jeden dospělý pár a jím vychovávaná mláďata. Často se objevuje teritoriální chování vůči sousedním skupinám, většinou intrasexuálního charakteru, tj. dospělci zastrašují cizí jedince stejného pohlaví. Není však výjimkou, že samci i samice z jednoho páru mohou mít potomky s jinými jedinci. Mladí jedinci okolo období pohlavní dospělosti opouštějí teritorium páru, i když mohou žít v blízkosti domovského území. Podobnou sociální strukturu lze pozorovat například u gibonovitých,[183][182] v rámci řádu primátů je poměrně vzácná, objevuje se jen u 3–4 % druhů.[180]

Kosmanovití i někteří gibonovití mohou žít v polyandrických sociálních vztazích s jednou dospělou samicí a několika chovnými samci.
- Jednosamcová sociální struktura je sociální uspořádání, při kterém skupinu tvoří samice s mláďaty a dominantní samec, jenž brání území před cizími samci. Mladí samci po dosažení pohlavní dospělosti opouštějí tlupu a buďto žijí sami, nebo vytvářejí společné komunity. Dominantní samec získává vládu nad tlupou většinou agresivním střetem s původním samcem; častá je poté infanticida.[184] Typická jednosamcová struktura je ve své klasické podobě vzácná a objevuje například u některých hulmanů.[183] U některých kočkodanů je však období páření charakterizováno přílivem cizích samců a v sociálních vztazích a reprodukční činnosti tedy může existovat v případě podobných vzorců značná rozmanitost.[182]

Jednosamcové sociální struktuře je podobná harémová sociální struktura, při které si jeden samec nárokuje přidruženou skupinu samic (např. dželada). V tomto případě však jeden podobný harém představuje pouze součást vyššího sociálního celku, kdy mezi jednotlivými samci existuje hierarchické uspořádání. Harémové uspořádání může představovat fission-fusion sociální strukturu (viz níže).
- Mnohosamcová-mnohosamicová sociální struktura je nejběžnější sociální strukturou u vyšších primátů a objevuje se i u některých poloopic.[183] Tuto sociální organizaci vytváří asi 45 % známých druhů,[180] jmenovat lze lemury kata, makaky či malpy. Skupiny mohou nabývat různých velikostí, obecně platí, že počet samic převyšuje počet samců. Postavení v rámci skupiny je založeno na základě složité hierarchie, pomocí které je určováno i právo se spářit. U všech druhu s výjimkou lemurů kata jsou dominantní samci. Samice bývají filopatrické. Rozdělení mezi jednosamcovými a mnohosamcovými-mnohosamicovými skupinami se mohou v některých případech stírat. Například skupinu goril tvoří často jeden dominantní stříbrohřbetý samec, jeden až dva adolescenti (synové nebo i bratr) a samice s mláďaty. Pro podobné případy je někdy vymezen přechodný typ věkově odstupňované skupiny (age graded).[183][182][184]
- Štěpně-fúzní sociální struktura (fission-fusion) je označení pro dynamické sociální uspořádání, při kterém dochází k pravidelnému štěpení skupiny na menší sociální jednotky (různé typy v závislosti na druhu), s následnou zpětnou fúzí do větších struktur. Objevuje se princip dominance a podřízenosti podobně jako u mnohosamcových-mnohosamicových skupin, obvykle však s výraznějším prvkem konsenzuality. Významnou roli hraje vytváření kolektivních struktur (koalicí, rodinných klanů). Sociální struktura založená na principu fission-fusion patří mezi nejsložitější sociální uspořádání u volně žijících primátů a objevuje se pouze u vysoce vyspělých druhů, jako jsou šimpanzi.[183][182] Také člověk přirozeně vytváří štěpně-fúzní skupiny, pozorovatelné jak u lovců a sběračů, tak u moderních lidských společenstev v průmyslovém prostředí.[185]

### Sociální interakce a komunikace

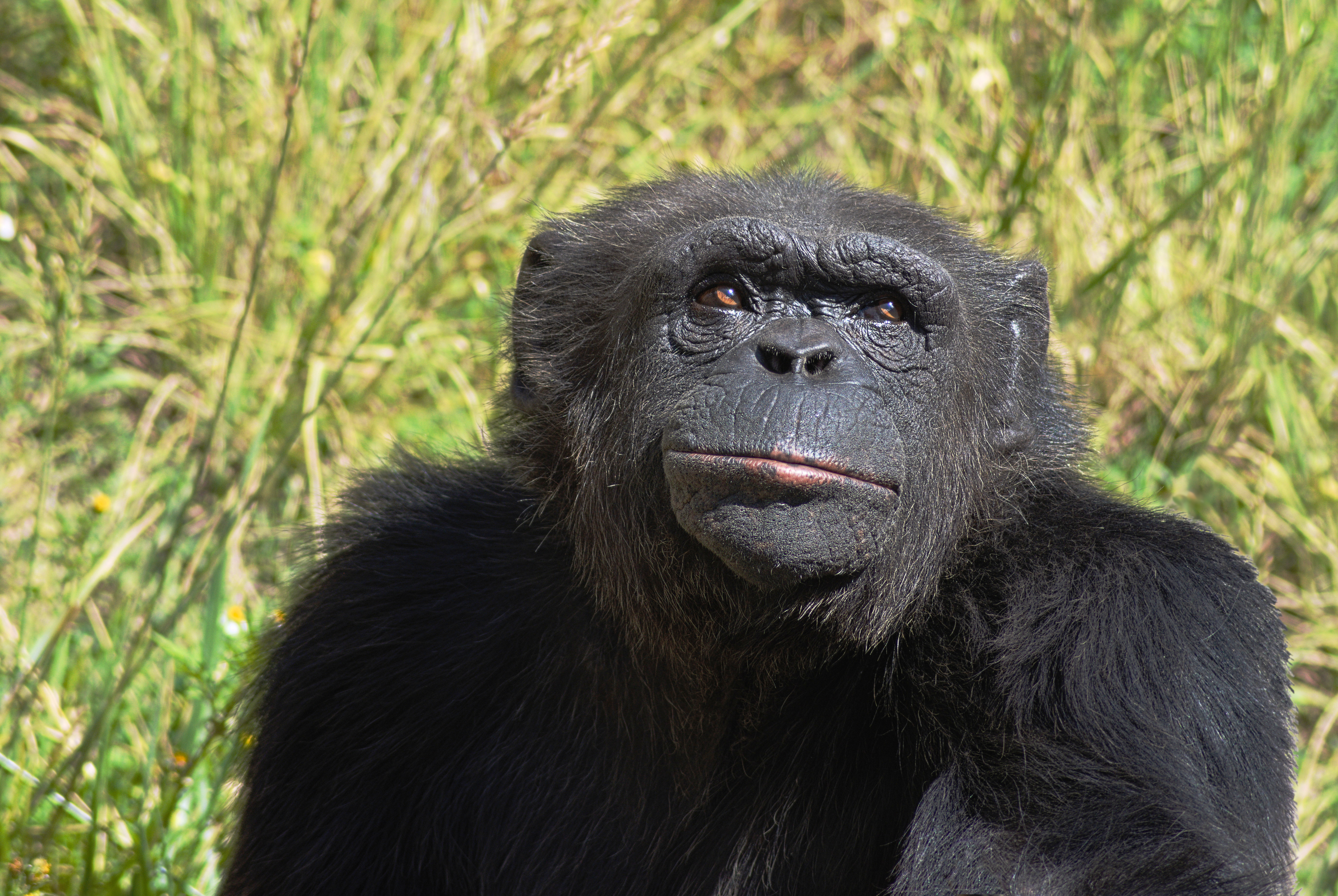
Mimika obličeje hraje důležitou úlohu v komunikaci vyšších primátů, jako je šimpanz

Primáti v porovnání s většinou ostatních savců rozvíjejí vysoce komplexní sociální systémy s různými formami vzájemné komunikace. Složité sociální vazby mezi jednotlivci napomáhají úspěšnému přežití a reprodukci. Výrazy obličeje pro vyjádření různých emocí spolu s postavením těla hrají důležitou roli ve vzájemných interakcích u antropoidních primátů, zejména pak u starosvětských opic a lidoopů. Žádný jiný řád savců nerozvinul tak pokročilou mimiku jako právě primáti, i když strepsirhinní druhy mají ve srovnání s vyššími primáty následkem anatomických daností (pysky plně srostlé s dásněmi, omezená možnost pohybu obličejového svalstva) schopnost mimiky vcelku omezenou; lze předpokládat, že pokročilá mimika u vyšších primátů může být důvodem jejich schopnosti udržovat složitější sociální vazby. Minimálně několik druhů, jako jsou šimpanzi, je schopno před okolím skrývat své skutečné emoce (například zakrytím si obličeje dlaněmi), případně se přetvařovat.

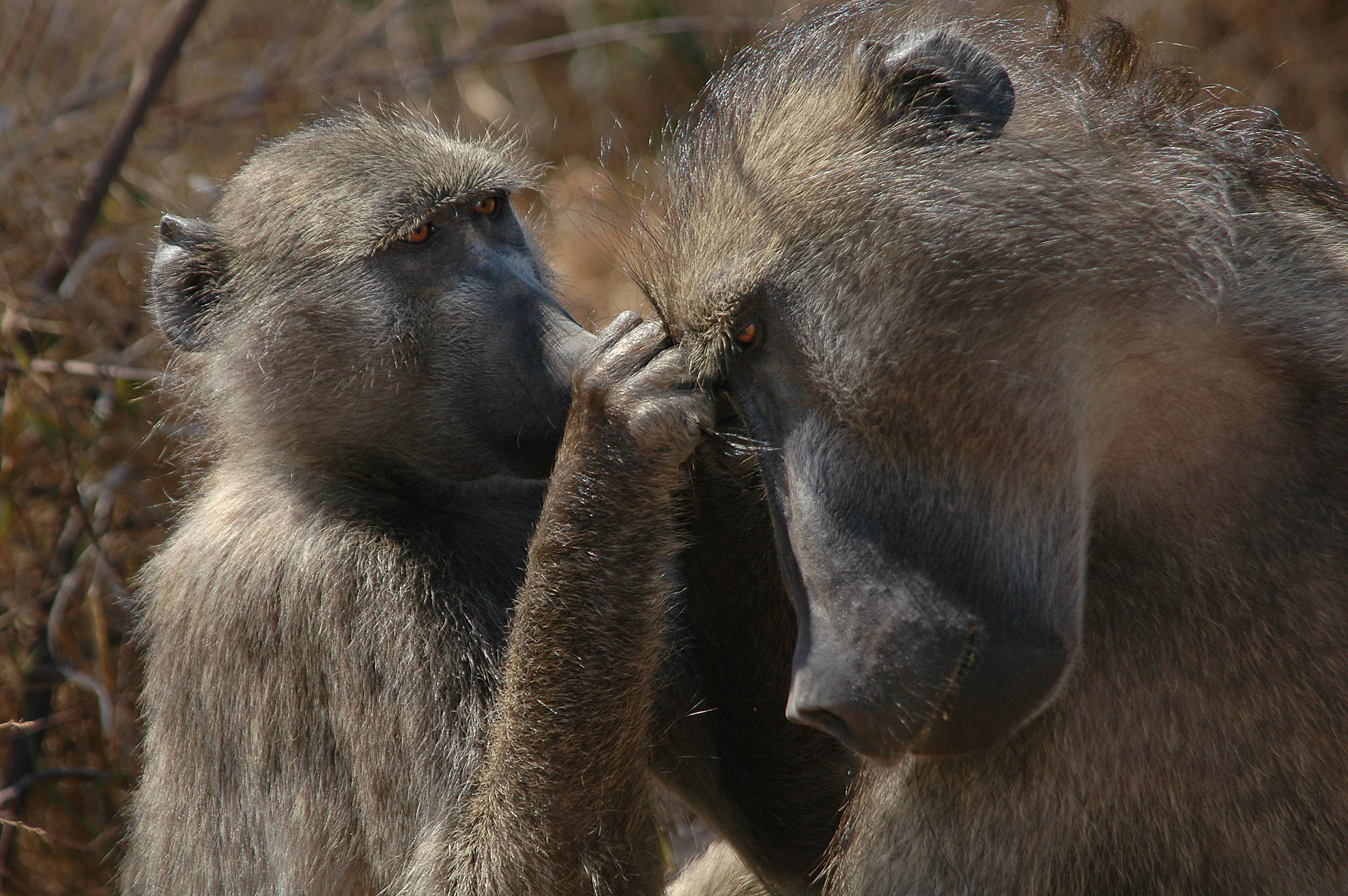
Sociální grooming u paviánů čakma

Sociální vazby mezi členy skupiny a rodinou jsou utužovány prostřednictvím fyzického kontaktu a vzájemné péče. Mláďata spolu vzájemně zápasí během hry, dotek nebo objetí může sloužit jako pozdrav nebo uklidňující akt během ohrožujících či konfliktních situací. Vzájemný fyzický konflikt může vyústit i ve fatální následky pro jednu ze stran, do bojů mezi dvěma jednotlivci se navíc často zapojují další členové skupiny. Grooming představuje ritualizovanou formu komfortního chování spočívající v čištění těla a srsti, která má jasný sociální význam. Vzájemné čištění těla je většinou založené na hierarchii ve skupině, tedy většinou níže postavený jedinec čistí srst výše postavenému jedinci, čímž jednak potvrzuje jeho dominantní úlohu a také zvyšuje své vlastní postavení ve skupině. Grooming může představovat formu postkonfliktního chování, specifický význam má také mezi samcem a samicí v říji či mezi dospělci a mláďaty. U strepsirhinních primátů je grooming vykonáván pomocí zubů (zubního hřebínku), zatímco vyšší primáti využívají své citlivé ruce.
Primáti pro vzájemnou komunikaci využívají také pachy a feromony, které příjemcům sdělují široké spektrum informací včetně pohlaví či připravenosti k páření. Obecně platí, že noční primáti využívají olfaktorické komunikace více než denní primáti a strepsirhinní primáti více než haplorhinní primáti. Skupiny lemurů kata (Lemur catta) mohou při vzájemných setkáních mávat svými ocasy impregnovanými sekrety z pachových žláz, a tak kombinují komunikaci vizuální a čichovou.

#### Vokalizace
Pro sociální interakce mezi primáty je většinou důležitá také vokalizace. Samotářské noční poloopice a nártouni komunikují pomocí jednoduchých volání, mající především udržet kontakt mezi jednotlivci. U některých druhů probíhá vokalizace v ultrazvukovém spektru. Výzkum nártounů zjistil, že spolu tito primáti zčásti komunikují pomocí vysokofrekvenčních zvuků o frekvenci 67–79 kHz, přičemž jejich sluchová citlivost sahá až k 91 kHz. Podobné hodnoty jsou mezi savci výjimečné. Nártouni vydávali ultrazvukové volání při přiblížení lidí, může tedy jít o varování neslyšitelné pro možné predátory, nabízejí se ale i jiné důvody této adaptace. Denní primáti ve srovnání s nočními druhy spolu komunikují bohatším vokálním repertoárem v pro člověka slyšitelném spektru.
Některé druhy primátů si pomocí vokalizace vymezují hranice svého území. Tyto druhy většinou využívají nízkofrekvenčního rozsahu (500 až 2 500 Hz), jenž není v lese tolik ovlivněn rozptylovými a degradačními účinky vegetace, a výsledné volání se tedy může rozléhat na velké vzdálenosti. Například teritoriální volání vřešťanů, zesilované mohutnou rezonující jazylkou, je slyšitelné až na vzdálenost přes jeden kilometr. Zároveň se podobné zvuky vzhledem k vlastnostem vzduchu nejdále nesou v ranních hodinách, proto si většina primátů vymezuje rozsah území během rána, i když přítomnost cizích jedinců v teritoriu může vést k celodenním vokalizacím. Samci orangutanů využívají teritoriálních volání jak k zastrašení okolních samců, tak k přilákání potenciální partnerky. Teritoriální volání vyspělého orangutaního samce může potlačovat rozvoj druhotných pohlavních znaků u dospívajících samců v blízkém okolí.
Vnitroskupinová vokalizace je rozmanitější než meziskupinová teritoriální volání a je užívána při různých specifických situacích. Zdá se, že i primáti mimo člověka jsou schopni kontrolovat své vokální projevy. Například samci šimpanzů se při kontrole hranic teritorií chovají tiše, aby neupoutali nevítanou pozornost. Někteří primáti používají odlišná poplachová volání pro různé druhy predátorů, jako jsou dravci, šelmy a hadi (zároveň si také celkem rychle dovedou osvojit nové typy poplachů pro neznámé druhy predátorů) a následně pružně reagují podle možné hrozby, tedy v případě šelem se ukryjí do stromoví, v případě dravých ptáků na zemi. Jednotlivá volání zřejmě představují referenční informaci, neboť opice takto reagují i na nahrávky poplašných volání, třebaže v okolí nejsou žádní skuteční predátoři. Experimenty s nahrávkami (Zuberbühler, Cheney & Seyfarth, 1999) na populaci kočkodanů Dianiných také prokázaly, že opice zpracovávají význam volání a nereagují na něj pouze reflexivně. Kočkodani červenozelení ignorují volání jedinců, kteří opakovaně spustili falešný poplach, ale stále jsou pozorní vůči upozorněním ze strany spolehlivějších členů tlupy.
Lidská artikulovaná řeč, jeden z nejspecializovanějších způsobů primátí vokalizace, existovala již během vzniku anatomicky moderního člověka ve středním pleistocénu. Schopnost řeči se nicméně mohla objevit již u starších forem, možná i u Homo heidelbergensis.

### Potrava

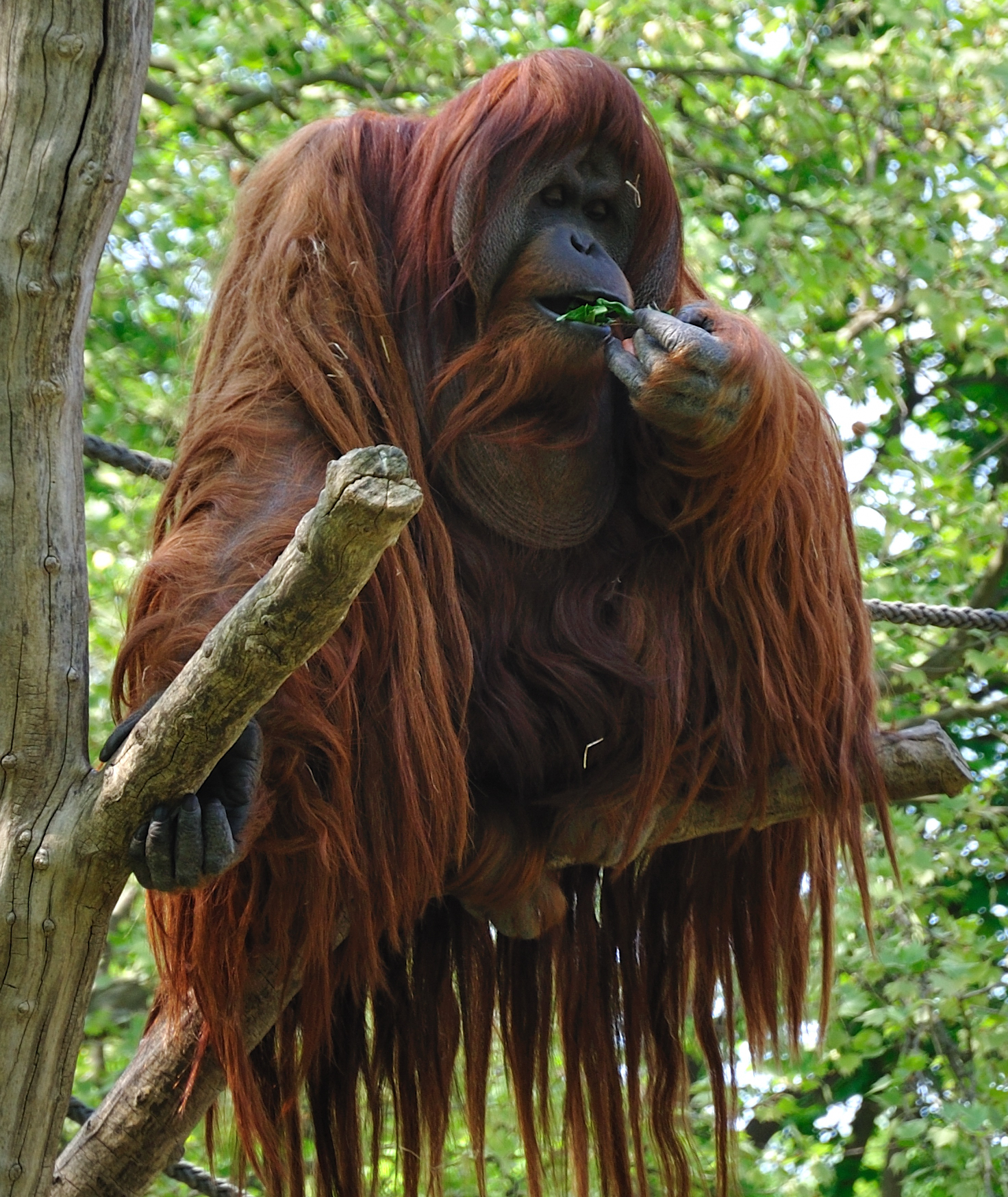
Krmící se samec orangutana

Stravovací návyky primátů mohou být vysoce rozmanité, nicméně mezi tři hlavní zdroje potravy patří: bezobratlí, případně i jiné živočišné složky; ovoce a semena; listy a květy. Na základě jedné z těchto potravních preferencí lze tedy rozeznávat druhy insektivorní nebo faunivorní (alespoň polovinu potravy tvoří bezobratlí či jiná živočišná potrava), frugivorní (alespoň polovinu potravy tvoří ovoce) a folivorní (alespoň polovinu potravy tvoří listy).
Ovoce je důležitou součástí potravy pro většinu primátů, protože slouží jako zdroj sacharidů a lipidů, jakož i vitamínů a vody, nicméně ovocná strava je vždy obohacena i o jiné složky pro doplnění esenciálních aminokyselin či určitých vitamínů a minerálů, které v ovoci scházejí. Semena jsou dobrým zdrojem esenciálních tuků a škrobu. Pro některé druhy jsou důležité také rostlinné exsudáty, jako jsou pryskyřice, latex a nektar. Některé komby (Euoticus sp.) či makiové (Phaner sp.) se na konzumaci pryskyřice specializovali. Někteří primáti potravu doplňují také vybíráním vajec a ptačích holátek z hnízd a jsou schopni zabít i menší druhy savců či jiných obratlovců. Lovem zvířat rozšiřují svou potravní skladbu především paviáni, malpy a šimpanzi.

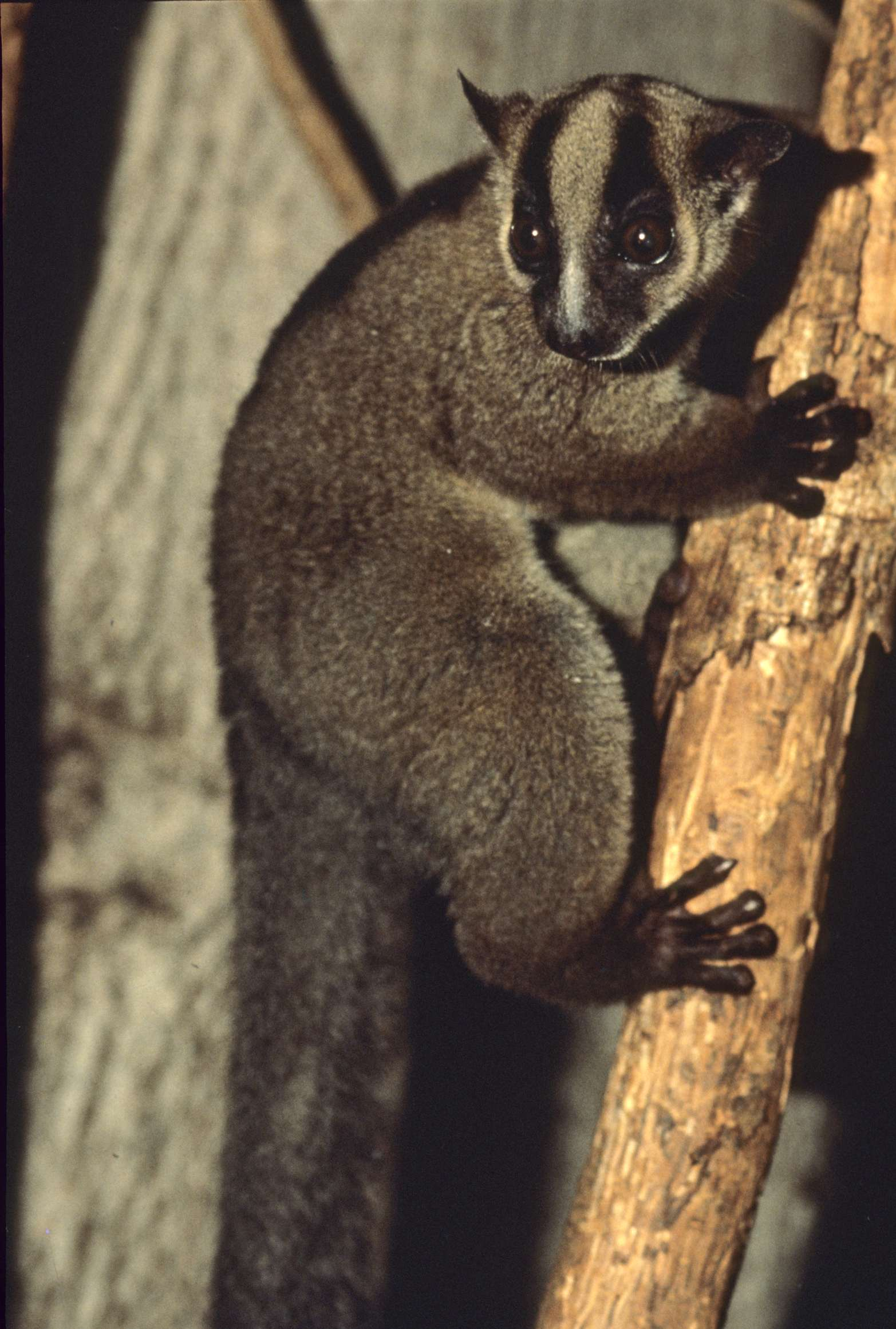
Maki rodu Phaner se živí pryskyřicí rostlin

Dostupnost jednotlivých složek potravy se může lišit v prostoru i čase. Některá potrava je k dispozici celoročně, jiná sezónně či pouze jednou za několik let. Některé plody se objevují ve velkých shlucích, jiné jsou v malém množství rovnoměrně rozptýleny na větším území. Potravní specializace se odrážejí i na chování jednotlivých druhů; například plodožraví primáti mají obecně větší teritorium než primáti listožraví, protože plody představují méně dostupnou potravu ve srovnání s listy.
Složení stravy se mění v závislosti na rostoucí velikosti těla a progresivně přechází od hmyzožravosti u nejmenších druhů přes plodožravost až po listožravost. Jedinými čistě hmyzožravými (a faunivorními) primáty jsou nártouni, ostatní druhy hmyz kombinují s další potravou. Obecně platí, že primáti s převahou hmyzožravosti nepřesahují hmotnost 700 g. Tento velikostní trend je odůvodněný tím, že menší druhy s rychlým metabolismem vyhledávají rychle dostupnou vysoce výživnou potravu, zatímco větší druhy se mohou specializovat na méně výživnou potravu vyžadující složité trávení. Specializace na převládající typ potravy se odráží i ve vnitřní anatomii trávicího traktu. Zatímco u hmyzožravých druhů je žaludek jednoduchý a tlusté střevo krátké s rudimentárním nebo chybějícím slepým střevem, u listožravých primátů se rozvíjí mohutný či složený žaludek, nebo velké tlusté, resp. slepé střevo. Trávicí trakt pak slouží jako komora pro mikrobiální fermentaci za účelem snazšího trávení celulózy a ligninu. Jednotlivé potravní adaptace se odrážejí také na anatomii chrupu, v závislosti na typu nejčastěji přijímané potravy se mění velikost korunky a tloušťka a tvar skloviny.
Listy zároveň mohou obsahovat určité množství tříslovin a alkaloidů, jež mohou být špatně stravitelné nebo toxické. Jednotlivé druhy primátů se liší ve schopnosti eliminovat jejich účinky, takže pro jednoho primáta poživatelná rostlina může být pro jiný druh jedovatá. Listožraví primáti množství tříslovin a alkaloidů v potravě obecně omezují preferencí mladých lístků, které obsahují menší množství těchto látek. Lemuři Hapalemur sp. představují ukázku koevoluce mezi primáty a madagaskarskými bambusy, neboť konzumují bambusové výhonky s obsahem kyanogenních sloučenin. Způsob, jakým tito primáti eliminují hrozbu otravy kyanidy, však není znám.

### Rozmnožování a vývoj

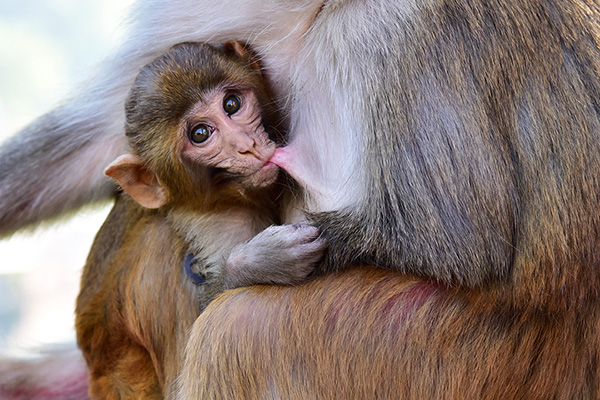
Primáti se vyznačují dlouhým obdobím laktace a intenzivním kontaktem mezi kojencem a matkou

Primáti jsou zástupci placentálních savců vyznačující se relativně nízkým počtem mláďat – samice rodí zpravidla pouze jediné – a dlouhou graviditou a dlouhým postnatálním vývojem. Samotné období rozmnožování může probíhat buď celoročně, anebo pouze v určitou část roku, aby mláďata přišla na svět do nejvhodnějších podmínek. Obecně platí, že primáti žijící v tropických lesních oblastech s celoročními srážkami se mohou rozmnožovat po celý rok, i když i v tomto případě existují opice, jako kotulové (Saimiriinae), s přísně sezónním obdobím rozmnožování. Samice madagaskarských poloopic přicházejí do říje synchronizovaně jen po krátké období v roce. Říje je načasována tak, aby mláďata byla odstavena od mateřského mléka během období dešťů.
Délka březosti (těhotenství) je u primátů značně proměnlivá. Zatímco u některých makiovitých je samice březí pouhých 54 až 68 dní, u lemurovitých je to již 132 až 134 dní, u makaka 146 až 186 dní, u šimpanze asi 230 dní a u člověka asi 267 dní. Délka březosti nemusí nutně záviset na tělesné velikosti druhu; například drobní kosmani jsou březí déle ve srovnání s mnohem většími vřešťany. Novorozená mláďata mají v poměru ke své tělesné velikosti největší mozky mezi savci. Fetální vývoj mozku je vysoce energeticky náročný bez ohledu na velikost těla a i drobní primáti, jako jsou některé komby, mají delší březost než jiní savci o podobné velikosti. Mláďata se až na některé výjimky rodí relativně dobře vyvinuta a osrstěna, s otevřenýma očima a ušima, avšak následně procházejí dlouhou dobou laktace, dětství a dospívání.
Na rozdíl od jiných savců vytvářejících matrilineární společenstva (jako jsou lvi) jsou mláďata primátů ošetřována především vlastními matkami, i když se v závislosti na druhu liší délka poskytované mateřské péče i míra spoléhání se na pomoc ze strany ostatních členů sociální skupiny. Maki trpasličí (Microcebus murinus) představuje výjimku, protože několik příbuzných samic vytváří menší skupinu, která se vzájemně stará a kojí společně vychovávaná mláďata. Samice mohou mláďata uložit do hnízda, nebo je zanechají na blízkých větvích, zatímco se krmí. U většiny druhů jsou však novorozenci přenášeni matkou, držíc se za její srst, na základě čehož se jim vyvíjí dobrý úchopový reflex. U kosmanovitých, kteří obvykle rodí dvojčata, je nošení mláďat sdíleno také ostatními členy skupiny. Podobné chování umožňuje nakojit mláďata podle jejich potřeby a nikoli podle harmonogramu stanoveného matkou, vzájemná blízkost také vede k vytváření silnějších citových pout mezi kojencem a matkou či jinými členy skupiny.
Primáti se od ostatních savců odlišují tím, že po odstavení mláďat od mateřského mléka následuje dlouhé období dětství, kdy růst probíhá relativně pomalu a období rychlého růstu nastává až těsně před dosažením pohlavní dospělosti. U lidoopů a lidí je dětství obzvláště dlouhé, mláďata pohlavně dospívají až po 10 a více letech. Nedospělí jedinci toto dlouhé období využívají k rozvoji koordinace, síly a pohybových dovedností, jakož i ke sbírání zkušeností spojených s detekcí predátorů či získáváním potravy. Herní chování mezi mláďaty, spojené s postnatálním vývojem mozku, napomáhá procvičování sociálních interakcí i bojových schopností.
Primáti se dožívají vyššího věku než ostatní savci podobné velikosti těla, přičemž platí, že téměř u všech zkoumaných druhů
se samice dožívají vyššího průměrného věku než samci. Podobný trend byl zjištěn dokonce i u volně žijících samců šimpanzů, kteří zůstávají v rodných skupinách, čímž nejsou vystaveni nebezpečí vyšší úmrtnosti jako samci jiných druhů, kteří opouštějí po dosažení dospělosti tlupu. Samotná délka dožití se mezi druhy může značně lišit, někteří primáti se dožívají méně než 10 let, šimpanzi mohou v zajetí žít až 50 roků, lidé se dožívají více než 50 let.

### Role vekosystému

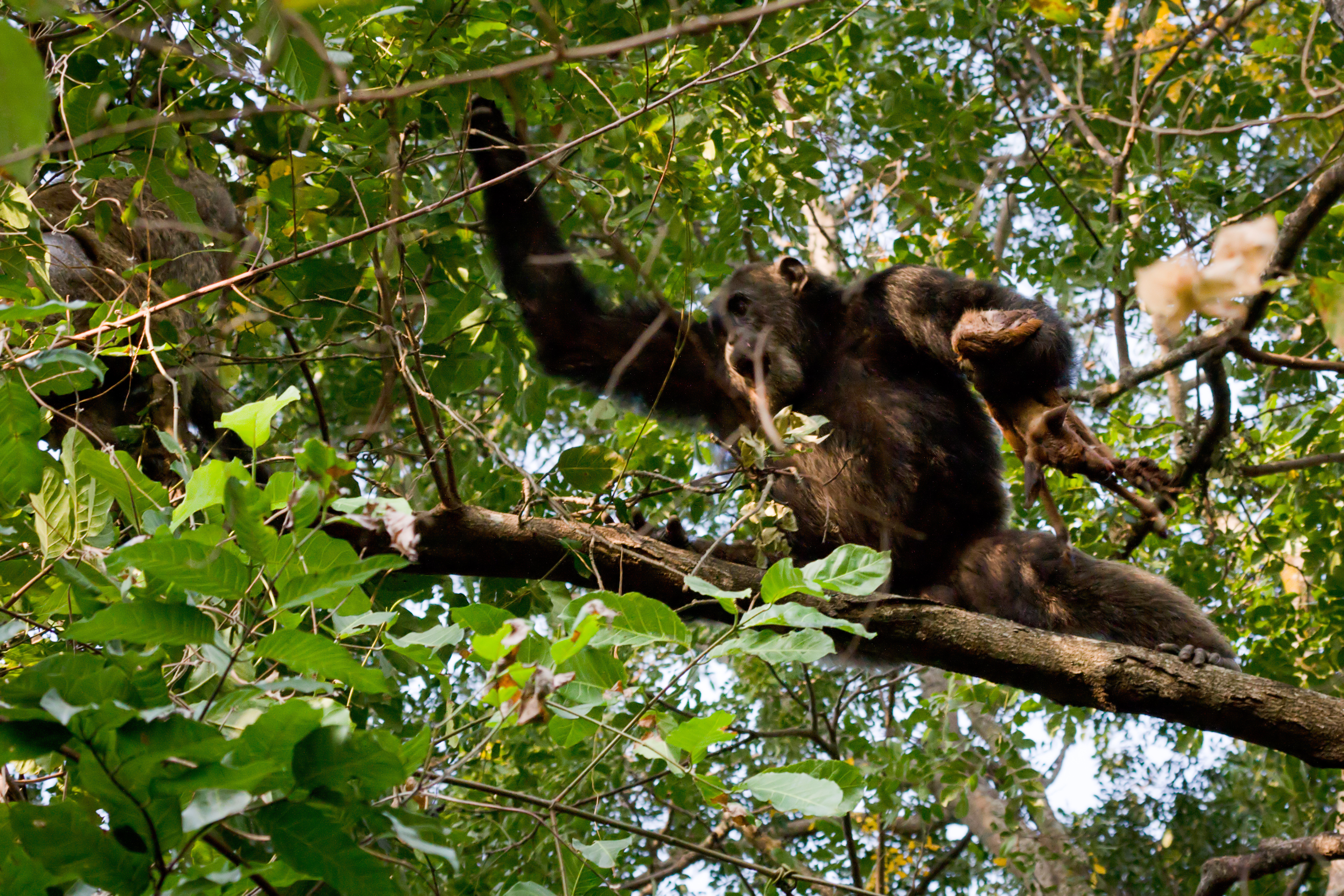
Dospělý samec šimpanze ukradl paviánovi mrtvého lesoně, Národní park Gombe, Tanzanie

Primáti mohou ve svém přirozeném prostředí představovat aktivní predátory hmyzu i menších bezobratlých, nicméně někteří z nich, jako paviáni, dovedou ulovit i větší druhy obratlovců. U většiny druhů představuje lov jiných obratlovců spíše potravní oportunismus, avšak skupiny šimpanzích samců se pravidelně vydávají na lovecké výpravy a soustředí se především na zabíjení menších opic, jako jsou guerézy (Piliocolobus sp.). Toto chování nejspíše přesahuje pouhou potřebu potravy; lov a následné vzájemné dělení masa mezi samci může mít společenský význam podobně jako u nejstarších lidí. Predace ze strany šimpanzů může mít vážné dopady na populace gueréz. Například šimpanzi klanu Ngogo z Národního parku Kibale v Ugandě zabijí ročně přibližně 3 % jejich populací. Odhaduje se, že absence šimpanzů v Národním parku Gombe v Tanzanii by vedla ke zvýšení populací gueréz o 100 % během jedné dekády.
Všechny druhy primátů jsou vystaveny hrozbě predace ze stran přirozených predátorů (při vynechání člověka). Třebaže menší primáti jsou predací ohroženi více nežli větší druhy, ani největším zástupcům řádu se predace zcela nevyhýbá. Dokonce i gorila je ohrožena ze stran levhartů skvrnitých (Panthera pardus). Nebezpečí pro primáty obecně představují různé druhy šelem (z toho na Madagaskaru je přirozeným predátorem fosa [Cryptoprocta ferox]), hadů, větších ještěrů (varani) a řada dravých ptáků. V Africe je nejčastějším predátorem primátů orel korunkatý (Stephanoaetus coronatus), v Národním parku Kibale tvoří opice 83 až 88 % jeho jídelníčku. Primáti také představují hostitele pro celou škálu parazitů.
Někteří primáti vytvářejí společné multidruhové asociace. Podobné sloučení skupin dvou a více druhů může být pouze náhodné nebo krátkodobé, avšak například u tamarínů (Saguinus sp.) a afrických kočkodanů (Cercopithecus sp.) dochází k vytváření dlouhodobých multidruhových struktur. Podobné chování může přinášet zvýšenou efektivitu při shánění potravy, anebo pomáhat lépe detekovat predátory. Například v Národním parku Taï na jihozápadě Pobřeží slonoviny vytvářejí guerézy s kočkodany Dianinými společné skupiny pravděpodobně za tímto účelem. Guerézy tráví většinu času ve stromoví ve větších výškách než kočkodani, tedy mohou lépe detekovat dravé ptáky, zatímco kočkodani mohou varovat guerézy před suchozemskými a stromovými predátory. Největším nepřítelem těchto dvou opic v lese Taï jsou šimpanzi. Šimpanzi zde loví především na začátku období dešťů, a tehdy lze společné asociace kočkodanů a gueréz pozorovat nejčastěji. Ve stejném lese kočkodan Dianin vytváří společné skupiny také s kočkodanem Campbellovým (Cercopithecus campbelli), přičemž experimenty s nahrávkami prokázaly, že kočkodan Dianin reaguje na specifická poplachová volání kočkodana Campbellova. Společnost primátů mohou vyhledávat i jiné živočišné druhy. Například antilopka pižmová (Nesotragus moschatus) následuje tlupy opic a živí se zbytky jejich upuštěné potravy.
V tropických ekosystémech plní primáti důležitou úlohu rozptylovačů semen mnoha stromů. V Kolumbii mohou chápani vlnatí (Lagothrix lagotricha) rozptýlit až 25 000 semen/km2 za den, v Ugandě dva druhy opic kočkodan černolící (Cercopithecus ascanius) a kočkodan diadémový (Cercopithecus mitis) rozptýlí přes 33 000 semen/km2 za den.

### Inteligence a kognitivní schopnosti
Primáti vykazují pokročilé kognitivní schopnosti, které jim umožňují lépe vnímat jak okolní svět, tak udržovat složité sociální vazby. Srovnávací studie naznačují trend progresivního rozvoje inteligence směrem od poloopic přes ploskonosé primáty, úzkonosé primáty až po hominidy. V každé skupině nicméně existuje značná variabilita, vysoké inteligence dosáhly například ploskonosé malpy.

#### Vnímání okolního světa

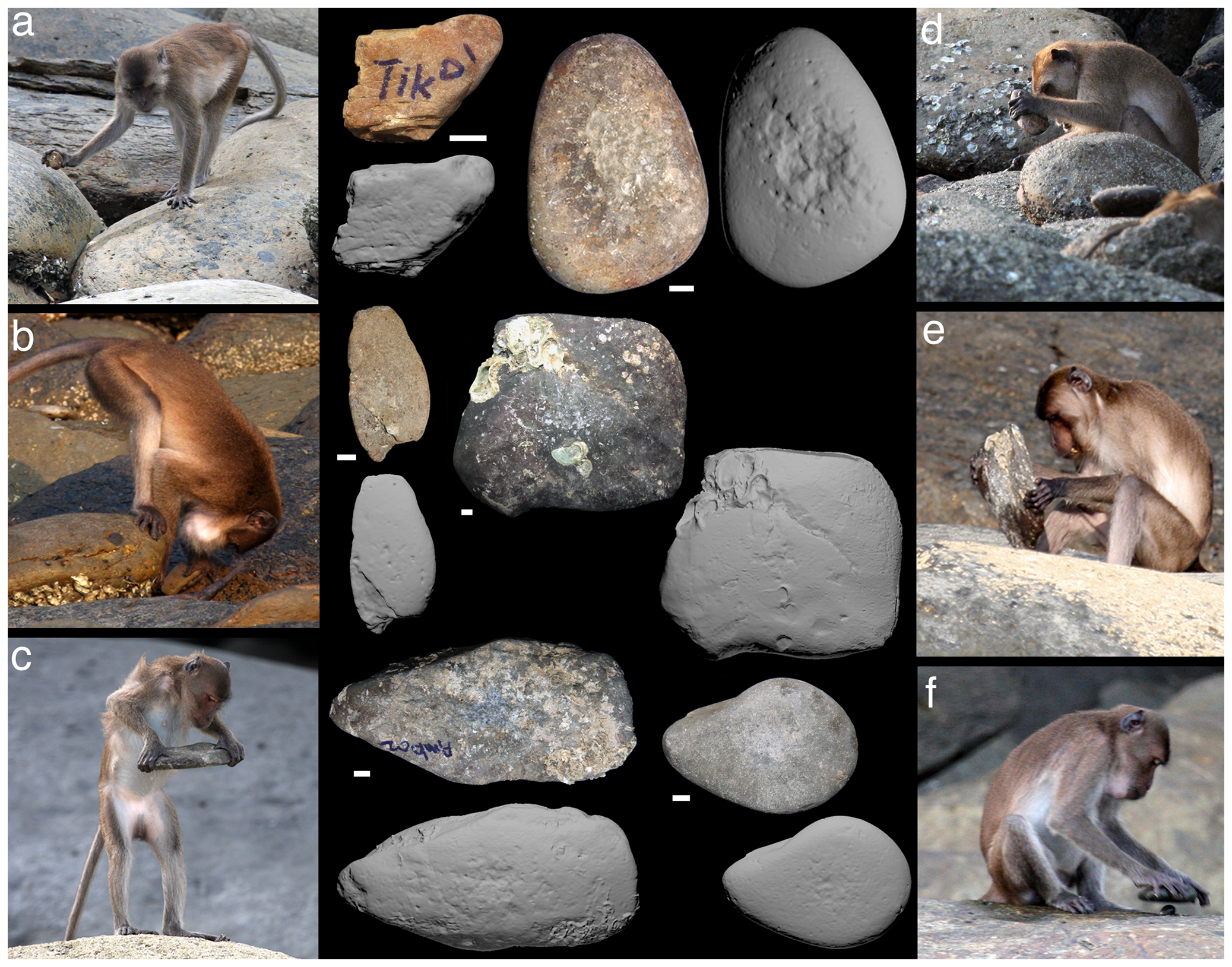
Makak jávský s kamennými nástroji

Primáti jsou obdařeni schopností kognitivního mapování i flexibilní pamětí, což některým druhům umožňuje zapamatovat si jednotlivé rysy jejich území, a to včetně těch proměnlivých (například stromy plodící v určitou dobu ovoce). Plodožraví primáti vykazují lepší prostorovou paměť než listožravé druhy, protože se spoléhají na potravu s nerovnoměrnou distribucí. Po svých teritoriích se primáti pohybují cíleně a co nejefektivnějšími cestami. Plánování cest a kognitivní mapování teritoria je obzvláště důležité, protože v hustých lesích nemusejí být plodící stromy snadno viditelné a jejich bezcílné hledání by stálo zbytečnou energii. Studie na populací mangabejů v NP Kibale naznačuje, že při hledání potravy tyto opice zohledňují také předchozí povětrnostní podmínky. Výzkumy paviánů pláštíkových v jejich přirozeném prostředí zase vedou k závěrům, že si tyto opice pamatují polohu zdrojů vody, které jsou důležité pro přežití v suchém klimatu severovýchodní Afriky. Množství primátů chápe stálost objektu, a ví tedy i o existenci předmětů, které jsou před nimi skryty. Tato schopnost byla zjištěna u široké škály vyšších primátů i některých denních lemurovitých, u lorisiformních primátů jsou výsledky méně průkazné.

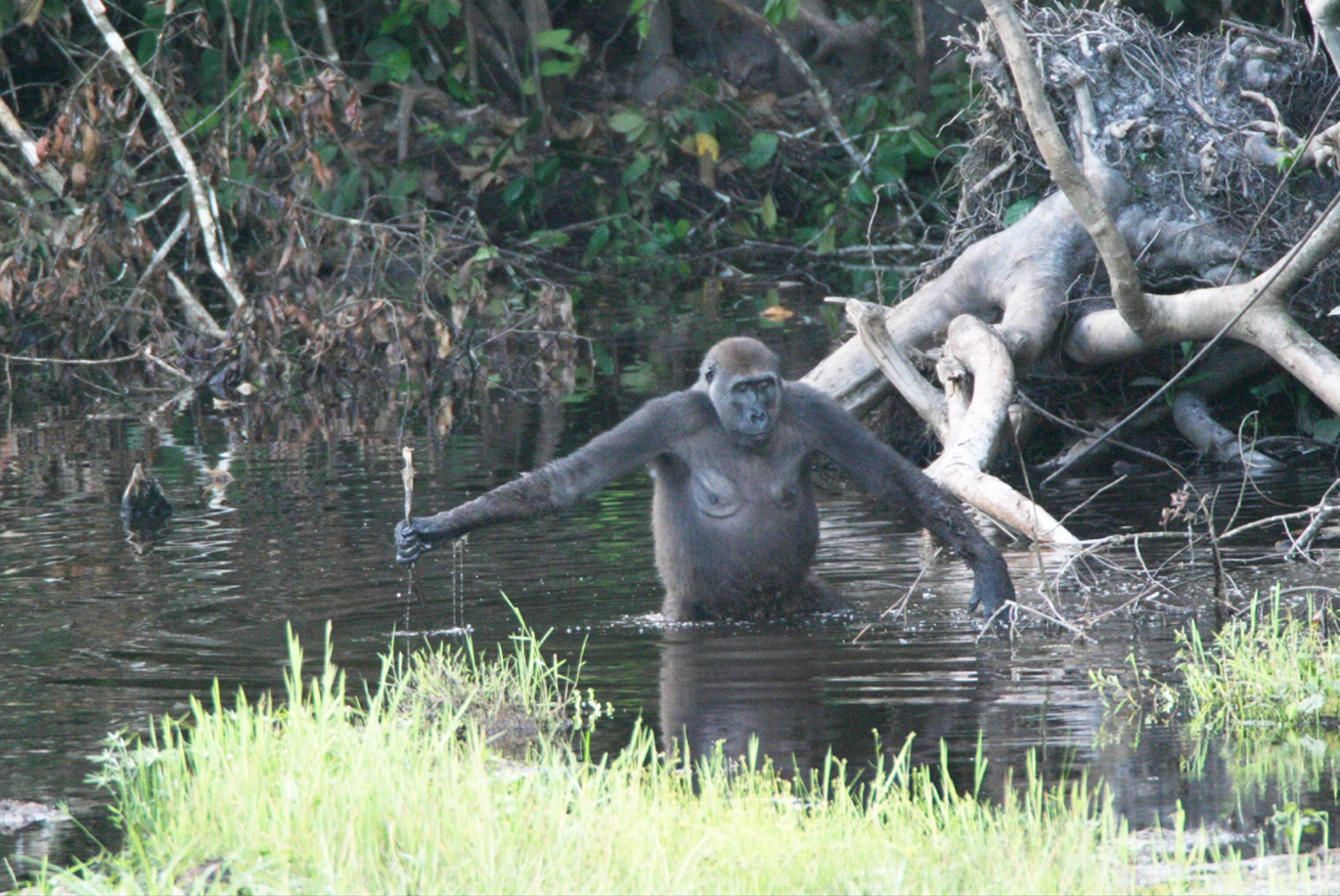
Gorila testující hloubku vody

Primáti, a zejména pak vyšší primáti, jsou díky svým citlivým rukám schopni manipulovat s objekty a užívat různé nástroje na úrovni převyšující všechny ostatní živočichy. Užívání nástrojů představuje kognitivní funkce přechodné mezi ostatními zvířaty a člověkem. Šimpanzi učenliví patří mezi vysoce inteligentní primáty, jež využívají široké spektrum nástrojů k nejrůznějším účelům. K sondování dutin používají větvičky (známý je lov termitů pomocí klacíků), kameny a větve mohou sloužit jako zbraň, dvojice kamenů může být využita jako primitivní kladivo a kovadlina a sloužit k roztloukání tvrdých plodů. Listy využívají jako houbu k nasávání tekutin, případně k osobní hygieně. Šimpanzi jsou schopni vybrat vhodný předmět pro konkrétní situaci (či si jej uschovat pro řešení budoucích problémů) a příležitostně i vytvářet vlastní nástroje. Řešení některých problémů vyžaduje od šimpanzů užití vícera nástrojů. Jeden pozorovaný šimpanz užil čtyř různých nástrojů s odlišnou funkcí k otevření včelího hnízda v dutém pařezu a získání medu.
U ostatních skupin volně žijících hominoidů není užívání nástrojů tolik rozvinuto. Giboni mohou házet větve na vetřelce, případně užívat listů k nasávání tekutin podobně jako šimpanzi. Orangutani představují paradox, protože zatímco v zajetí se užíváním nástrojů vyrovnají šimpanzům, ve volné přírodě toto chování nebylo takřka vůbec pozorováno. V 90. letech 20. století byla nicméně v sumaterských bažinatých lesích oblasti Suaq Balimbing objevena populace orangutanů sumaterských, která užívá upravených větviček k lovu hmyzu a extrakci semen z plodů rostlin rodu Neesia. Gorily nástroje ve volné přírodě takřka nepoužívají, existuje však záznam o samici, která užila větev k určení hloubky vody.
Nástroje používají i jiné druhy úzkonosých primátů, především paviáni a makakové. Záznamy o používání nástrojů paviány pocházejí především ze zajetí, z volné přírody jsou spíše sporadické. Makakové jávští (Macaca fascicularis) z thajského ostrova Piak Nam Yai byli pozorováni při užívání kamenů k roztloukání tvrdých schránek korýšů a měkkýšů. Mezi nejinteligentnější ploskonosé opice patří malpy. Malpy hnědé využívají kamenů jako kladiva a kovadliny k roztloukání tvrdých ořechů, případně k vykopávání hlíz, kořenů a hmyzu ze země. Malpy z Národního parku Serra da Capivara byly pozorovány při užití menších kamenů, jimiž uvolňovaly větší kameny, jež následně sloužily jako nástroje (sekundární použití nástrojů). Zaznamenáno bylo také používání větviček k sondování dutin.

#### Vsociálních interakcích
Primáti žijí většinou ve složitých sociálních skupinách a ve vzájemných každodenních interakcích hraje důležitou roli spolupráce i konkurence s jinými členy skupiny. Primáti jsou schopni rozpoznávat a rozlišovat jednotlivce a pamatovat si sociální vztahy ve skupině. Mnohdy se dva nebo více jednotlivců spojí kvůli určitému účelu proti třetímu jedinci, což vede ke vzniku koalicí či aliancí; podobná spolupráce mezi jednotlivci vyžaduje znalost přímých vztahů i vztahů třetích stran. Lidoopi mohou svým spřáteleným druhům poskytovat hmotné dary (potravu) za sociální podporu, jako je pomoc při agresivních střetech. Mimo utváření spojenectví jsou někteří primáti schopni i vzájemné spolupráce mimo sociální oblast. Kooperativní chování ve smyslu, že každý jedinec plní odlišnou úlohu pro dosažení společného cíle, je nicméně u nehumánních primátů celkem vzácné. Z volné přírody k němu lze přiřadit společný lov šimpanzů z lesa Taï, v zajetí byli šimpanzi kooperativního chování taktéž v jisté míře schopni, ale většinou teprve po lidských zásazích a školeních. Lidoopi obvykle vykazují vyšší míru inteligence než ostatní opice. Makakové rhesus sice byli v experimentálních podmínkách schopni vzájemně spolupracovat na úkolu, aby získali odměnu, na rozdíl od šimpanzů si však nedokázali vyměnit role bez dalšího učení. U nehumánních primátů se navzdory spolupráci objevuje prosociální chování pouze vzácněji. Pokročilá sociální inteligence může být naopak využita i k přelstění jiného jedince – k taktickému podvodu.
Někteří nehumánní primáti uspěli v zrcadlovém testu sebeuvědomění. Důkazy o seberozpoznání se nicméně týkají především lidoopů (šimpanzi, orangutani), zatímco starosvětské a novosvětské opice většinou sebepoznání v zrcadle neovládají. Nejasné je, jestli i někteří primáti mimo člověka ovládají teorii mysli, tedy schopnost přisuzovat duševní stavy sobě nebo druhým. Výsledky laboratorních studií šimpanzů založených na chápání klamů a přisuzování znalostí zřejmě mohou teorii mysli potvrzovat, avšak nejsou zcela jednoznačné.
U mnoha nehumánních primátů bylo zaznamenáno sociální učení. Napodobování jiných členů skupiny umožňuje přejímat chování bez nutnosti genetického dědictví či časově náročného učení pomocí pokusů a omylů. Některá společenství nehumánních primátů vykazují lokálně specifická chování analogická k lidské kultuře. Například i když jsou šimpanzi schopni používání různých nástrojů, toto chování není jednotné pro všechny šimpanze, takže technologické postupy přenášené v rámci jedné populace nemusí rozvíjet populace jiná. Kulturní přenos může ilustrovat i známý příklad makaků červenolících z japonského ostrova Kódžima. Roku 1953 zde byla pozorována mladší samice, která si začala ve vodě omývat kousky sladkých brambor, jež tlupě poskytli vědci. Do tří měsíců se toto chování rozšířilo mezi několik blízkých členů skupiny a za tři roky se již objevovalo u 40 % tlupy. Navzdory napodobování se vyjma lidí a zřejmě šimpanzů neobjevuje aktivní učení.
Množství primatologů se od 60. až 70. let 20. století soustředilo na výzkumné programy zaměřené na výuku lidoopů lidskému jazyku pomocí znakového jazyka, žetonů či za použití lexigramů (jerkština). Šimpanzí samice Washoe je považována za první zvíře, které dovedlo s lidmi komunikovat pomocí amerického znakového jazyka (ASL). Gorila Koko byla schopna naučit se přes 1 000 znaků ASL a rozuměla více než 2 000 mluveným anglickým slovům, přičemž Koko i Washoe mohly skládáním znaků popisovat předměty pro ně dosud neznámé. Samec bonoba Kanzi rozuměl přes 3 000 anglickým slovům. Mnoho lingvistů a psychologů, včetně Pinkera a Chomského, však výsledky těchto studií zpochybňují a kritizují.

## Nehumánní primáti a člověk

### Vkultuře

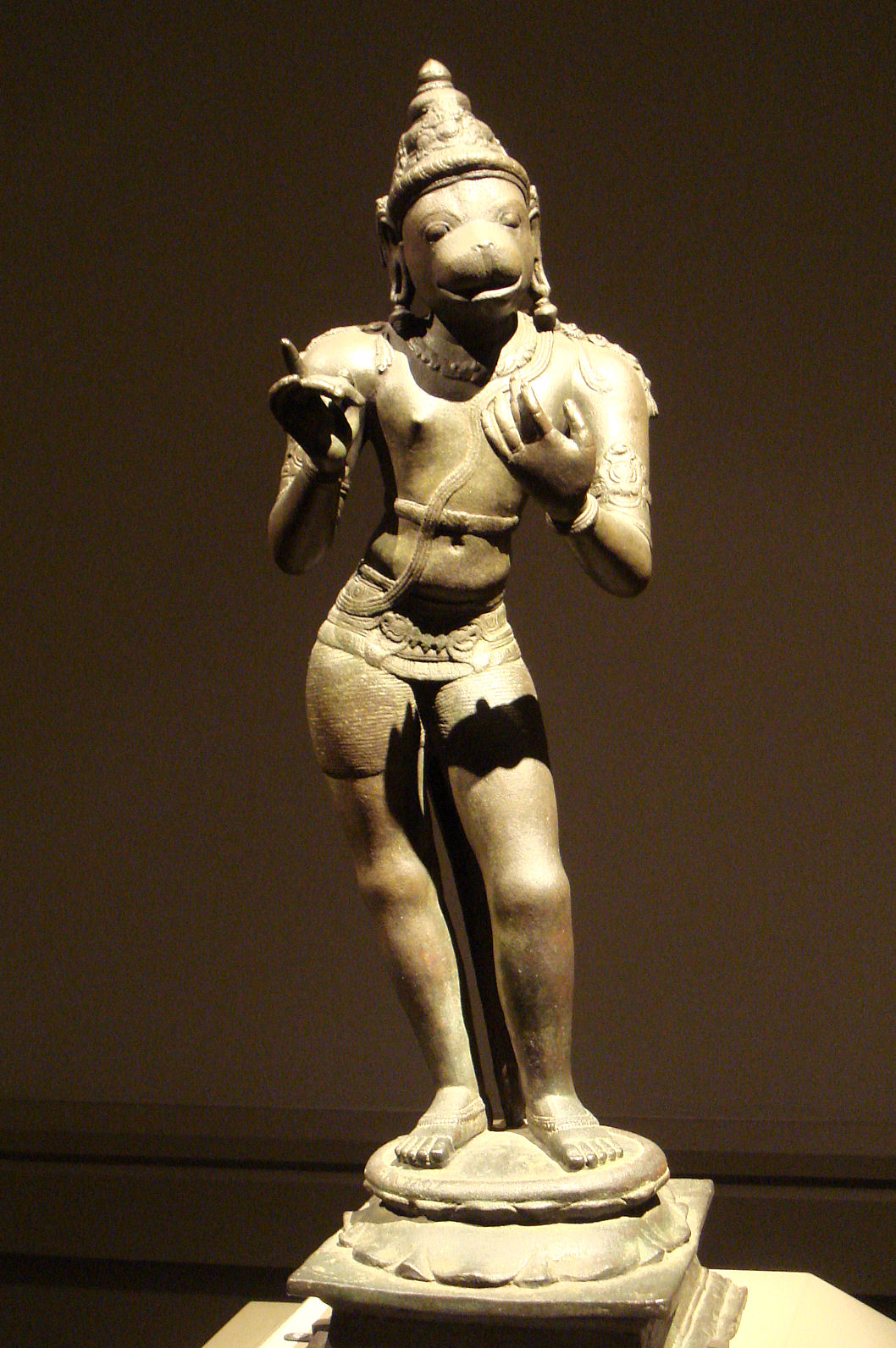
Soška Hanumána z indické čólské dynastie, 11. století

Nehumánní primáti představují již od starověku důležitou součást lidské kultury, i díky jejich podobnosti s lidmi. Nejstarší nálezy figurek primátů pocházejí již z egyptské předdynastické doby nebo indické harappské civilizace. Ve starověkém Egyptě zastávaly opice posvátnou úlohu, pavián byl považován za průvodce slunce a platil za podobu boha Thovta. Z pohřebišť Pozdní doby pocházejí nálezy paviánů, kočkodanů i makaků. Egypťané také chovali opice pro zábavu i práci. Opice jsou četně zmíněny ve starověkých indických hinduistických textech, jako je Pančatantra či epos Rámájana, a dodnes se ve východní a jihovýchodní Asii některé druhy těší náboženské úctě. Hinduistický bůh Hanumán nese podobu opice a v Rámájaně vystupuje jako věrný pomocník prince Rámy, jemuž pomáhá v boji s démonem Rávanou. Vnímání primátů v buddhismu závisí na kontextech, v nichž se objevují v buddhistické literatuře a učení. V jednom ze čtyř klasických čínských románů Putování na západ ze 16. století vystupuje opičí král Sun Wu-kchung, jenž je obdařen mnoha nadpřirozenými schopnostmi a chrání mnicha Tripitaku na jeho cestě pro posvátné svitky súter do Indie. Primáti vystupují také v téměř třiceti džátakách, kde však představují nejen kladné, ale i záporné postavy. Ve východoasijských kulturách je opice jedním ze znamení čínského zvěrokruhu a známá je také symbolika tří moudrých opic (Mizaru, Kikazaru a Iwazaru).
Evropská křesťanská kultura naopak přisuzovala nehumánním primátům především negativní vlastnosti, částečně i z důvodu odporu k polyteistickému egyptskému náboženství, v němž měli primáti silnou symboliku. Vyslovený odpor panoval k bezocasým lidoopům, neboť podle raných křesťanských přesvědčení měl ocas scházet pouze člověku a bezocasí primáti tak představovali pokus o rozvrácení vůle Boha. V islámu nemají primáti významné místo.
V kultuře mayské civilizace opice symbolizovaly inteligenci, ducha, umění, luxus, plodnost, ale i nemorálnost. Představovaly raný neúspěšný pokus božích sil o stvoření člověka. Lemuři na Madagaskaru, zejména indriové, byli malgašskými obyvateli spojováni se silnými tabu, na základě kterých byl jejich lov zakázán. Lemuři jsou podle těchto pověstí proměnění předkové, kteří zbloudili v džungli a přizpůsobili se lesnímu životu. Výjimkou je ksukol ocasatý, jenž je místními pronásledován jako předzvěst zla a symbol neštěstí.

### Ve vědeckém výzkumu

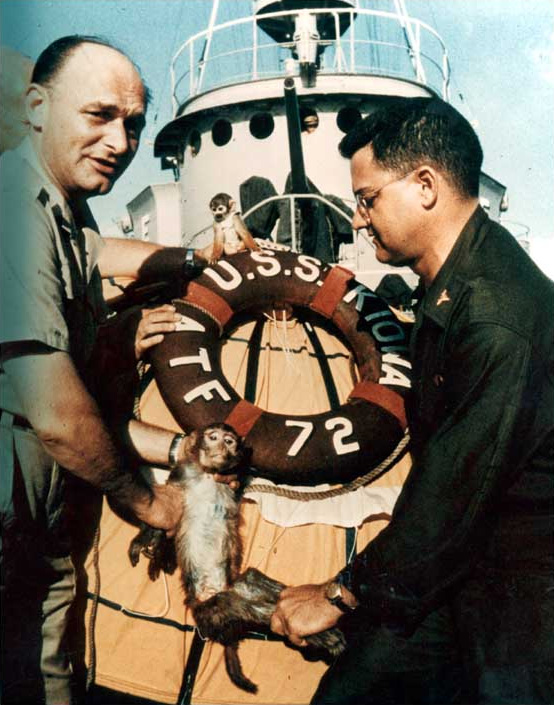
Makak Able a kotul Miss Baker se stali prvními primáty, jež přežili pobyt ve vesmíru a úspěšně se vrátili na Zem

Nehumánní primáti tvoří coby pokusná zvířata důležitou součást vědeckovýzkumných prací. Již od konce 40. let 20. století byli někteří primáti vysíláni do kosmického prostoru, především pro zjištění vlivu stavu beztíže na fyziologické procesy v organismech. Prvním primátem vyslaným do kosmického prostoru se stal v roce 1948 makak rhesus jménem Albert, jenž však v raketě V-2 dosáhl výšky pouze 63 km a během testu se udusil. Kármánovu hranici (100 km) překonal až jeho nástupce Albert II, který 14. června 1949 dosáhl s raketou V-2 výšky 134 km, avšak zabil se během dopadu. V průběhu následujících let došlo k množství dalších pokusů, včetně úspěšných misí. Makak jménem Able a kotul jménem Miss Baker 28. května 1959 doletěli na palubě rakety Jupiter do výšky 580 km a stali se prvními přeživšími primáty, kteří se dostali do vesmíru. Prvním hominidem, jenž překonal Kármánovu hranici, se stal šimpanz Ham (31. ledna 1961, Mercury-Redstone 2), i tato mise skončila úspěšně a zvíře přežilo.
Non-humánní primáti také představují významná laboratorní zvířata. Pokusy na primátech se soustředí na výzkum rakoviny, AIDS a jiných infekčních nemocí (Ebola, horečka Zika…), Alzheimerovy i Parkinsonovy choroby, diabetu, depresí, transplantací i nezdařených těhotenství. V roce 2018 čínští vědci oznámili úspěšné naklonování dvojice makaků pomocí metody přenosu jader somatických buněk (SCNT). Výzkumy na nehumánních primátech ve 20. století vedly k mnoha významným objevům. Například z pokusů na makacích jávských v 50. letech 20. století vzešla vakcína proti dětské obrně, makak rhesus je zase spojen s objevem Rh faktoru, jenž po něm nese i jméno. Pro vědecký výzkum bylo v roce 2017 jen ve Spojených státech amerických chováno okolo 75 000 nehumánních primátů, z toho jsou pro svou malou velikost velmi oblíbení především někteří makakové, jako je makak jávský.
Samotné testování na zvířatech představuje etický problém, zvláště pak v případě nehumánních primátů kvůli jejich podobnosti s lidmi. V USA i Evropské unii se již k testování nepoužívají lidoopi, práce s ostatními primáty je monitorována a regulována. V EU je až na výjimky zakázáno pro vědecký výzkum užívat primátů odchycených z volné přírody, práce s ostatními primáty by se měla podle Evropské komise řídit zásadou 3R: Replace, Reduce, Refine (nahrazení nehumánních primátů jinými alternativami, snižování jejich počtu a zdokonalení vědeckých postupů a péče o chovaná zvířata).

### Ohrožení

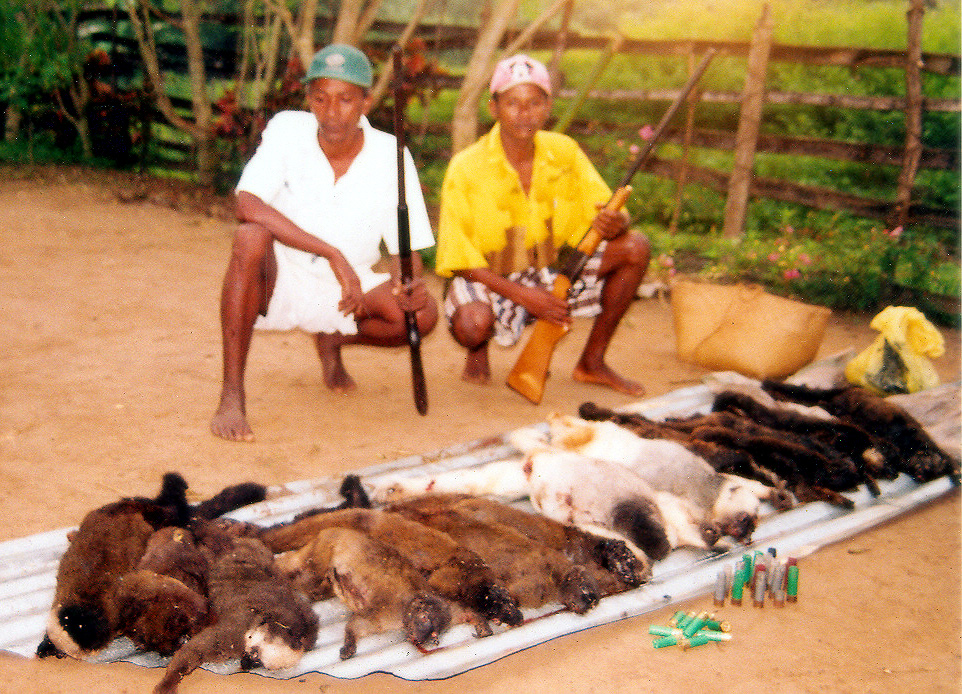
Dvojice malgašských lovců s ulovenými lemury (2005)

Primáti patří mezi druhově nejrozmanitější řády savců. S počtem 504 žijících druhů náležících k 79 rodům řád primátů překonávají diverzitou pouze hlodavci (Rodentia) a letouni (Chiroptera). Následkem činností neustále vzrůstající lidské populace je však velké množství primátů ohroženo vyhynutím. Mezi hlavní hrozby snižující početnost primátů patří přeměna přirozeného prostředí na zemědělské oblasti (pro 76 % druhů) nebo pastviny (31 %), těžba dříví (60 %) a lov (60 %). Ohrožujícími faktory jsou nicméně i ztráta biotopů následkem výstavby dopravní infrastruktury, těžby ropy, zemního plynu a jiných nerostných surovin, či změny klimatu. Dalším problémem pro volně žijící primáty je přenos zoonóz vlivem stále se zvyšujícího kontaktu s lidmi; zvláště lidoopi jsou velmi citliví na infekční onemocnění dýchacích cest u lidí.

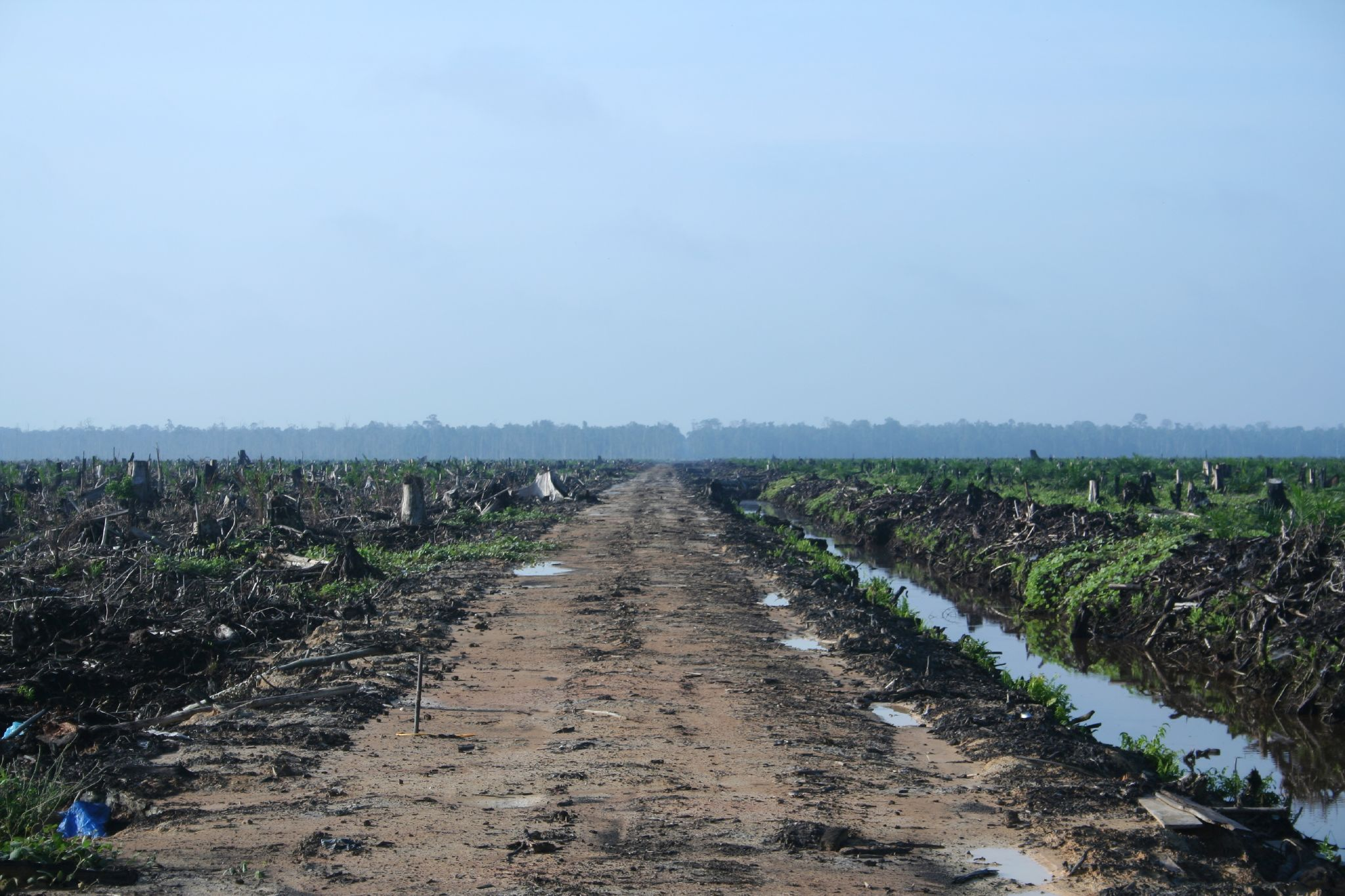
Odlesňování indonéských lesů pro vytváření plantáží palem olejných představuje velký ekologický problém a negativně se podepisuje na populacích místních druhů, jako jsou orangutani

Ztráta stanovišť představuje bezpochyby hlavní hrozbu pro většinu druhů. Narůst lidské populace spolu se stále větší spotřebou přírodních zdrojů vede k likvidaci původních ploch tropických lesních oblastí. Vlivem dlouhodobého odlesňování došlo k fragmentaci 58 % subtropických a 46 % tropických lesních oblastí. To vedlo k tomu, že množství primátů přežívá v izolovaných lesních fragmentech, čímž souběžně dochází ke snižování počtu jedinců, restrukturalizaci populací a ztrátě genetické rozmanitosti. Navzdory schopnostem některých primátů přežívat (či dokonce v některých případech i prospívat) v člověkem změněných stanovištích mohou být změny původních ekosystémů pro původní druhy trvalé a závažné. Na ostrově Borneo o rozloze 737 000 km2 bylo jenom mezi lety 2000 až 2010 zlikvidováno přes 3 200 km2 lesa za rok. Při podobném tempu odlesňování do poloviny 21. století zmizí téměř 130 000 km2 původního lesa. Podobná ztráta stanoviště ohrožuje původní druhy, jako jsou bornejší orangutani (Pongo pygmaeus), u nichž IUCN uvádí pokles populací vlivem lidských činností o 82 % mezi lety 1950 až 2025. Odlesňování v oblasti Amazonie mezi roky 2001 až 2012 vedlo k celkové ztrátě 177 000 km2 původních lesů (především v Brazílii, Bolívii a Peru). Intenzivní těžba dříví na Madagaskaru přispěla ke zlikvidování většiny přirozených stanovišť ve východní, jižní a jihozápadní části ostrova. V některých oblastech, jako jsou právě madagaskarské lesy či atlantický les, je množství zbývajících lesů natolik malé, že jakýkoli další úbytek představuje vážnou hrozbu pro tamější druhy.
Na měnící se ekologické podmínky jsou vysoce citliví především primáti s malým areálem rozšíření a dlouhým životním cyklem. Budoucí problémy pro tyto druhy mohou představovat i dopady změn klimatu, přičemž nejzranitelnější se z tohoto pohledu zdají být oblasti atlantického lesa, Amazonie, Střední Ameriky a východní a jihovýchodní Asie. Na lidské zásahy do ekosystémů a rozšiřování zemědělských oblastí se navíc nabalují také další problémy. Množství primátů je pronásledováno za účelem ochrany plodin. Zemědělskými škůdci se stávají zvláště přizpůsobivější a rozšířenější druhy (makakové, paviáni a kočkodani), nicméně může se jednat i o ohrožené primáty, jako jsou orangutani.

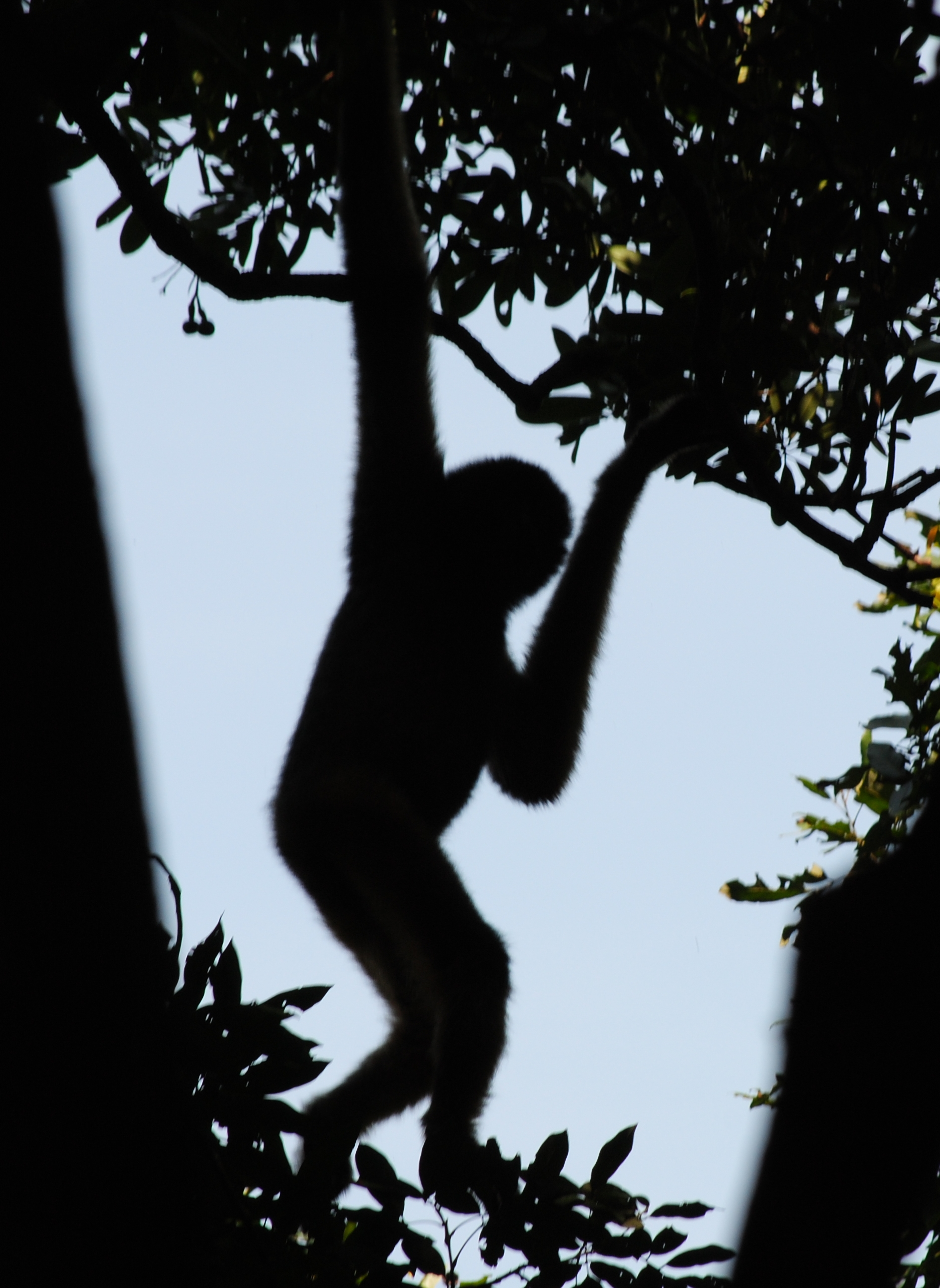
Silueta gibona hainanského. S počtem asi 10 dospělců je tento druh nejohroženějším primátem světa a jeho budoucnost je nejistá.

Významnou hrozbou je taktéž lov. Primáti jsou běžně zabíjeni pro maso v oblasti Amazonie, v západní a střední Africe a v mnoha částech Asie. V některých oblastech může lov představovat větší nebezpečí než ztráta stanovišť, a pokud se ztráta stanovišť prolíná s lovem, jako se tomu děje ve střední a západní Africe, populace primátů velmi rychle mizí. I v případě praktikování udržitelného lesního hospodářství otevírají nové cesty kdysi nepřístupné areály lovcům, usmrcení primáti poté slouží jako jídlo pro těžařské posádky či jsou jako takzvaný bushmeat (maso z buše) prodáváni na vzdálených trzích. Část masa může být dokonce prodávána do afrických komunit v zámoří. Lokálně může být lov primátů omezován místními kulturními tradicemi. Na Madagaskaru představuje lov lemurů kulturní tabu; nicméně rychlé sociální změny mohou způsobit rozpad tradičních hodnot a nárůst nelegálního lovu. Mimo masa je také velké množství primátů odchyceno pro biomedicínský výzkum, obchod s domácími zvířaty či pro prodej částí těl pro účely tradiční medicíny. Databáze CITES uvádí, že mezi lety 2005 až 2014 bylo mezinárodně obchodováno s 450 000 živými primáty plus 11 000 částmi těl primátů. Tato čísla jsou navíc pravděpodobně podhodnocená a vycházejí ze statistik formálně poskytovaných každou zemí, přičemž mezinárodní obchod zřejmě probíhá ve větším měřítku.
Podle Mezinárodního svazu ochrany přírody (IUCN) do jednoho ze stupňů pro ohrožené druhy spadá asi 60 % nehumánních primátů; zároveň populace asi tří čtvrtin druhů primátů mají klesající tendenci. Ohrožené druhy jsou zastoupeny ve všech 16 známých čeledích. Vyhynutím je ohroženo asi 36 % druhů ve Střední a Jižní Americe, 37 % druhů v Africe, 73 % v Asii a 87 % na Madagaskaru (k roku 2017).
IUCN hraje zásadní koordinační roli v ochraně primátů, v rámci Komise pro přežití druhů IUCN (Species Survival Commission) byla zřízena specializovaná skupina pro primáty. IUCN taktéž pravidelně vydává seznam 25 nejohroženějších primátů světa. Veškerý mezinárodní obchod s primáty je regulován smlouvou CITES. Potřeba ochrany primátů se odráží také v koordinovaných chovných programech v zajetí a vytvářením sítě národních parků a rezervací ve volné přírodě.
Budoucí smysluplná ochrana primátů nicméně bude vyžadovat další zásadní kroky. Pro zachování přirozeného prostředí primátů je třeba snížit světovou poptávku po tropickém tvrdém dřevu, hovězím mase, palmovém oleji, sóji či nerostných surovinách a současně podporovat trvale udržitelné užívání přírodního bohatství. Problém také představuje, že většina primátů žije v chudých oblastech s velkou a rychle rostoucí lidskou populací, přičemž ochrana lesů a původních druhů těmto lidem přináší jen minimální ekonomické výhody. V těchto místech je tedy třeba soustředit okamžitou pozornost nejen riziku vyhynutí některých primátů, ale zároveň také pokrýt životní potřeby místních obyvatel.